# جرائم الحرب في الحرب الفلسطينية الإسرائيلية 2023
جرائم الحرب خلال الحرب الفلسطينية الإسرائيلية هي اتهامات وجِّهت لإسرائيل وذلك بسبب ارتكابها لجرائم حرب ضدَّ المدنيين، وقد جاءت هذه الاتهامات من هيومن رايتس ووتش، ومنظمة العفو الدولية وبتسيلم، وجماعات وخبراء حقوق الإنسان، بما في ذلك مقرِّرو الأمم المتحدة. ويقول النقاد إنَّ إدارة بايدن أعطت موافقة ضمنية على جرائم الحرب الإسرائيلية، وأشار أنتوني بلينكن إلى أنَّ إدارة بايدن لديها "قدرة عالية على التسامح" مع كل ما يحدث في غزة.
وفي 25 مارس 2024، قالت فرانشيسكا البانيزي - مقررة الأمم المتحدة الخاصة للأراضي الفلسطينية - أنَّ هنالك أسباباً منطقية للقول أنَّ إسرائيل ارتكبت العديد من أعمال الإبادة "بحق الفلسطينيين في غزة، لافتة إلى حصول تطهير عرقي. وفي 5 أبريل 2024 دعا مجلس حقوق الإنسان التابع للأمم المتحدة إلى محاسبة إسرائيل على احتمال ارتكاب جرائم حرب وجرائم ضد الإنسانية في قطاع غزة مطالباً جميع الدول بعدم تصدير الأسلحة إلى تل أبيب. وتعليقا على الغارة الإسرائيلية التي قتلت 7 من موظفين منظمة «ورلد سنترال كيتشن» الخيرية بقطاع غزة قال مكتب حقوق الإنسان التابع للأمم المتحدة إن مهاجمة الأشخاص المشاركين في تقديم المساعدات الإنسانية قد يرقى إلى جريمة حرب. وفي 7 أبريل 2024 قال فيليب لازاريني مفوض الأونروا إن هذه الحرب خرقت كل الخطوط الحمراء وشهدت قتل أكبر عدد من الأطفال والعاملين في قطاع الصحة والصحفيين وموظفي الإغاثة الإنسانية مشدداً على أن المجاعة الناجمة عن الحصار الإسرائيلي تفاقم الوضع. وقال الطاهي الإسباني الأميركي خوسيه أندريس رئيس منظمة «وورلد سنترال كيتشن»، إن الحرب التي تشنها إسرائيل على قطاع غزة لم تعد تبدو حرباً للدفاع عن إسرائيل ولكنها في الواقع حربا ضد الإنسانية نفسها. وفي 9 أبريل 2024 قالت منظمة هيومن رايتس ووتش إن استخدام إسرائيل التجويع كسلاح في قطاع غزة يمثل "جريمة حرب". وفي 19 يونيو 2024 قالت مفوضية الأمم المتحدة السامية لحقوق الإنسان: إن القوات الإسرائيلية ربما انتهكت على نحو متكرر المبادئ الأساسية لقوانين الحرب، وأخفقت في التمييز بين المدنيين والمقاتلين في حملتها العسكرية على قطاع غزة.

## استهداف الكادر الطبي

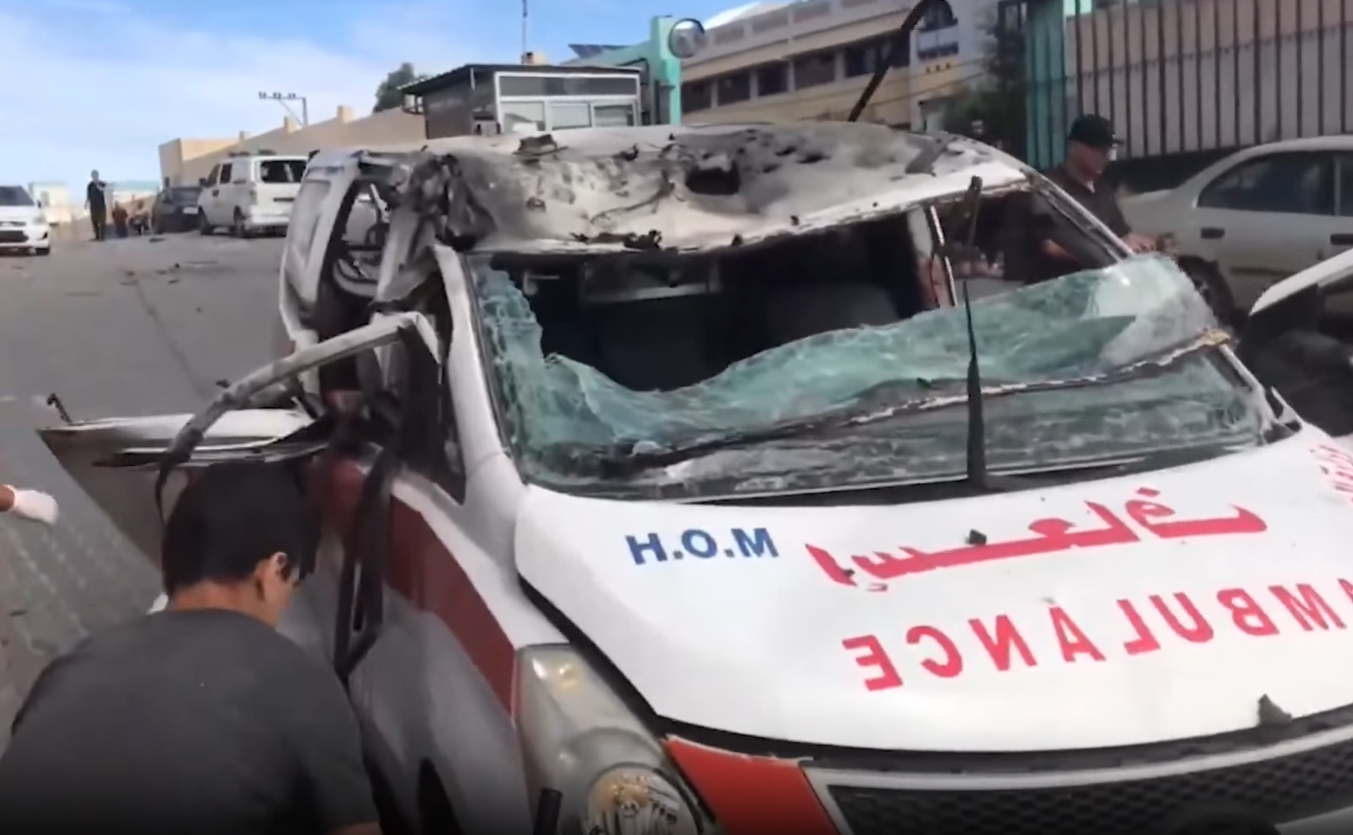
سيارة إسعاف تابعة للهلال الأحمر الفلسطيني دمرتها غارة جوية إسرائيلية.

قامت إسرائيل بانتهاك الحياد الطبي، وهو جريمة حرب بموجب اتفاقيات جنيف. حيثُ استهدف الجيش الإسرائيلي عمدًا سيارات الإسعاف والمرافق الصحية بغارات جوية، وأفاد الاتحاد الدولي لجمعيات الصليب الأحمر والهلال الأحمر والأونروا ومنظمة أطباء بلا حدود عن عمليات استهداف للعاملين في المجال الطبي. في 14 أكتوبر، قالت منظمة الصحة العالمية إن قتل العاملين في مجال الرعاية الصحية وتدمير المرافق الصحية "يحرم المدنيين من حقهم الإنساني الأساسي في الصحة المنقذة للحياة" وهو محظور بموجب القانون الإنساني الدولي. في 17 أكتوبر، ذكرت منظمة الصحة العالمية أن 51 منشأة صحية في غزة تعرضت للهجوم من قبل إسرائيل.
وفي 6 أبريل 2024 ندّدت منظمة الصحة العالمية بالدمار الهائل الذي لحق بمستشفى الشفاء جراء الحصار الإسرائيلي الأخير والذي حول المجمع إلى هيكل فارغ إلا من المقابر البشرية.
وفي 4 نوفمبر/تشرين الثاني، ذكرت وزارة الصحة في غزة أن 105 مرافق طبية قد تم استهدافها عمدًا.
وفي 21 تشرين الأول/أكتوبر، أشارت وزارة الصحة إلى أن إسرائيل هاجمت 69 منشأة صحية و24 سيارة إسعاف، وأخرجت 7 مستشفيات من الخدمة، وقتلت 37 فردًا من الطواقم الطبية. وقال العاملون في مجال الصحة وجماعات الإغاثة إن عدة مستشفيات في غزة تعرضت للغارات الجوية والقصف. واتهمت جمعية الهلال الأحمر الفلسطيني إسرائيل بشن غارات جوية "عمداً"
حول ثاني أكبر مستشفى في غزة، وهو مستشفى القدس في شمال غزة، لإجبارها على إخلاء المنشأة. وجدت منظمة الصحة العالمية أنه من المستحيل إخلاء المستشفى. ووفقًا لشبكة سي إن إن، حتى أولئك الذين تم إجلاؤهم إلى الجنوب لم يكونوا آمنين. في 30 أكتوبر/تشرين الأول 2023، تعرض مستشفى الصداقة التركي الفلسطيني، الواقع في جنوب قطاع غزة، لـ «ضربة مباشرة»، مما أدى إلى وقوع أضرار وإصابات. في 3 تشرين الثاني/نوفمبر، أصابت غارة جوية إسرائيلية قافلة إسعاف كانت تغادر مستشفى الشفاء، وكانت تقل، وفقًا لمتحدث باسم وزارة الصحة الفلسطينية، ما بين 15 إلى 20 مريضًا مصابين بجروح خطيرة.
أثناء حصار مدينة غزة، أفادت التقارير أن القناصة الإسرائيليين أطلقوا النار على وحدة العناية المركزة في مستشفى القدس، مما أدى إلى مقتل شخص وإصابة 28 آخرين. وأفاد أطباء في مستشفى الشفاء أن القناصة عند أطراف المجمع كانوا يطلقون النار على "أي شخص يتحرك". صرح فابريزيو كاربوني، الرئيس الإقليمي للجنة الدولية للصليب الأحمر في الشرق الأوسط، أن الهجمات الإسرائيلية على مستشفى الشفاء لا يمكن أن تستمر، مشددًا على ضرورة "حماية المرضى والعاملين في المستشفى بما يتماشى مع قوانين الحرب". ردًا على حصار مستشفى الشفاء، ذكرت هيومن رايتس ووتش أنه يجب التحقيق في تصرفات إسرائيل ضد المستشفيات باعتبارها جرائم حرب. صرحت جينيفر كاسيدي، الخبيرة القانونية في جامعة أكسفورد، أن الحصار الإسرائيلي على الشفاء كان جريمة حرب "واضحة وبسيطة". وفي أعقاب الهجوم الإسرائيلي على مستشفى إندونيسيا، وصف وزير الخارجية الإندونيسي ذلك بأنه انتهاك واضح للقانون الإنساني الدولي.

## استهداف الصحفيين
اغتالت إسرائيل خلال معركة طوفان الأقصى عشرة صحفيين على الأقل في الأسبوع الأول فقط من المعركة. أغلبُ الصحفيين فلسطينيين وقُتلوا في أماكن متفرقة من قطاع غزّة بسببِ الغارات الجوية التي استهدفت الأبراج السكنيّة ومنازل المدنيين وغيرها، باستثناء الصحفي اللبناني عصام عبدالله الذي اغتالته قواتُ الاحتلال الإسرائيلي في علما الشعب جنوب لبنان. ارتكبت إسرائيل في ساعات الصباح الأولى من يوم 10 تشرين الأول/أكتوبر مجزرة في حقِّ عددٍ من الصحفيين حينما أغارت بمقاتلاتها الحربيّة على برج حجي الذي يضمُّ مكاتب عددٍ من الصحفيين الفلسطينيين المعروفين بنقلِ الأحداث من هناك بحيث يحرصون على توثيقِ الذي يجري في قطاع غزة من قصفٍ إسرائيلي وغارات مكثفة وما يُقابلها من ردود فصائل المقاومة الفلسطينية، كما يحرصون على نقلِ الوضع الإنساني والاجتماعي من داخل القطاع.
إن اتفاقيات جنيف وبروتوكوليها الإضافيين لا تتضمن إلا إشارتين صريحتين بخصوص العاملين في مجال الإعلام (المادة 4 (ألف-4) من اتفاقية جنيف الثالثة والمادة 79 من البروتوكول الإضافي الأول). لكن عند قراءة هاتين المادتين بالموازاة مع قواعد إنسانية أخرى، يتضح أن الحماية الممنوحة بموجب القانون الساري شاملة تماماً. والأهم من ذلك أن المادة 79 من البروتوكول الإضافي الأول تنص على أن الصحفيين يتمتعون بجميع الحقوق وأشكال الحماية الممنوحة للمدنيين في النزاعات المسلحة الدولية. وينطبق الشيء نفسه على حالات النزاع غير المسلح بمقتضى القانون الدولي العرفي (القاعدة 34 في دراسة اللجنة الدولية للقانون الدولي الإنساني العرفي).
وفي 3 مايو 2024 وبمناسبة اليوم العالمي لحرية الصحافة، أعلن المكتب الإعلامي الحكومي في قطاع غزة سقوط 141 صحافياً وإعلامياً، وإصابة أكثر من 70 آخرين جراء الهجمات الإسرائيلية منذ 7 أكتوبر الماضي. ونظرًا لهذه التضحيات والشجاعة والالتزام بحرية التعبير منحت منظمة اليونسكو الصحافيين الفلسطينيين الذين يغطّون الأحداث في قطاع غزة جائزة «اليونسكو/غييرمو كانو» العالمية لحرية الصحافة لعام 2024. وقالت مؤسسات حقوقية فلسطينية إن إسرائيل لا تزال تعتقل 53 صحافياً فلسطينياً مشيرة إلى أن من بينهم 43 اعتقلوا بعد 7 أكتوبر وهم من أصل 70 صحافياً وصحافية تعرضوا لعمليات اعتقال بعد ذلك التاريخ. وفي 5 مايو 2024 قررت الحكومة الإسرائيلية برئاسة نتنياهو، إغلاق قناة الجزيرة وحظرها، بزعم أنها تشكل "تهديداً للأمن القومي الإسرائيلي"، وقامت الشرطة الإسرائيلية بمداهمة مقر القناة في القدس المحتلة.

## استهداف أفراد الدفاع المدني

رجل من الدفاع المدني بعد مقلته نتيجة قصف مقر الدفاع المدني في حي تل الهوى جنوب غرب غزة.

منذ بداية عملية طوفان الأقصى، ومع بداية يوم الأثنين 16 أكتوبر/ تشرين الأول 2023، قامت الطائرات الإسرائيلية باستهداف أفراد من رجال الدفاع المدني الفلسطيني، مما أدى إلى استشهاد ما لا يقل عن 10 من رجال الدفاع المدني كانوا من بين المدنيين.
حيثُ أن استهداف أفراد الدفاع المدني يشكل انتهاكاً صارخاً للقانون الإنساني الدولي، والذي أقر حماية خاصة للمرافق الصحية وطواقم الإسعاف ورجال الدفاع المدني، حيث لا يجوز تعرضها للقصف أو مهاجمتها من أطراف النزاع وتعرضها للقصف والنهب والسرقة وإطلاق الرصاص عليها أو محاصرتها أو إعاقة عملها أو حرمانها من المستلزمات اللازمة لعملها مثل توفير الوقود والماء والكهرباء والغذاء ويتوجب على أطراف النزاع توفير الحماية لهم للقيام بعملهم في كافة الظروف في أوقات الحرب والنزاعات المسلحة. كما تنص المادة رقم (20) من اتفاقية جنيف الرابعة لسنة 1949م بأنه "يجب احترام وحماية الموظفين المخصصين كلياً بصورة منتظمة لتشغيل وإدارة المستشفيات المدنية، بمن فيهم الأشخاص المكلفون بالبحث عن الجرحى والمرضى المدنيين والعجزة والنساء النفاس وجمعهم ونقلهم ومعالجتهم". كما نص البروتوكول الاختياري الأول الملحق باتفاقيات جنيف، في المادة رقم (8) من البروتوكول على ضرورة توفير الحماية توفير لأفراد الخدمات الطبية.

## استهداف موظفي الإغاثة
في 1 أبريل 2024 قتلت غارة جوية إسرائيلية 7 من موظفي منظمة "وورلد سنترال كيتشن" الخيرية في قطاع غزة يحملون جنسيات أستراليا وبولندا وبريطانيا وأميركا وكندا وفلسطين، لتعلن المنظمة وقف عملها في المنطقة لحين إشعار آخر. وأدى قتل إسرائيل لموظفي المنظمة الإغاثية إلى صدمة دولية وأممية وردود فعل غاضبة وتنديدات واسعة ومطالب بإجراء تحقيقات فورية ومحاسبة المسؤولين عن الحادثة ومطالب بضرورة حماية العاملين في المجال الإنساني. وفي 4 أبريل 2024 رفضت منظمة "أطباء بلا حدود" إدعاء إسرائيل بأن مقتل 7 من موظفي الإغاثة في غزة كان "حادثاً مؤسفاً"، مؤكدة أنه جزء من نفس نمط الهجمات المتعمدة على العاملين في المجال الإنساني والعاملين في مجال الصحة والصحفيين وموظفي الأمم المتحدة والمدارس والمنازل. وفي 11 أبريل 2024 أكد مجلس الأمن الدولي على ضرورة محاسبة المسؤولين عن سقوط 224 من عاملي الإغاثة الإنسانية في غزة منذ 7 أكتوبر الماضي، داعيًا إلى إجراء تحقيق كامل وشفاف وشامل في مقتل 7 من موظفي منظمة "وورلد سنترال كيتشن" قتلتهم غارة إسرائيلية في 1 أبريل الجاري. وفي 25 أبريل 2024 قالت كارولين جينيز وزيرة التنمية البلجيكية، إن موظف إغاثة كان يشارك في جهود المساعدة التنموية البلجيكية قتله قصف إسرائيلي على رفح جنوبي غزة. وفي 13 مايو 2024 أكدّت الأمم المتحدة مقتل أحد موظفيها وإصابة آخر، يعملان في إدارة السلامة والأمن، التابعة لها، بعدما تعرضت مركبة كانت تقلهما لقصف إسرائيلي أثناء توجههما إلى المستشفى الأوروبي برفح جنوبي غزة.

## التهجير القسري
وفي 13 أكتوبر/تشرين الأول 2023، أمر الجيش الإسرائيلي بإجلاء 1.1 مليون شخص من شمال غزة. وقد تم وصف أمر الإخلاء بأنه تهجير قسري من قبل يان إيغلاند، الدبلوماسي النرويجي السابق المشارك في اتفاق أوسلو. وحذرت مقررة الأمم المتحدة الخاصة فرانشيسكا ألبانيز من حدوث تطهير عرقي جماعي في غزة. وصف المؤرخ الإسرائيلي راز سيغال عملية التهجير بأنها "حالة إبادة جماعية نموذجية". وقد أدان هذا الإجراء الأمم المتحدة وأطباء بلا حدود واليونيسيف ولجنة الإنقاذ الدولية. وفي 14 أكتوبر/تشرين الأول، أصدرت منظمة الصحة العالمية بياناً تدين فيه أمر إسرائيل بإخلاء 22 مستشفى في شمال غزة، ووصفته بأنه "حكم بالإعدام". وفي 26 أبريل 2024 أكد ستيفان دوجاريك المتحدث باسم الأمم المتحدة، إن المنظمة الدولية لن تكون طرفاً في أي تهجير قسري للفلسطيين في غزة. وفي 29 أبريل 2024 أكد ولي العهد السعودي الأمير محمد بن سلمان رفض المملكة القاطع لدعوات التهجير القسري للشعب الفلسطيني، مشدد على وقوف المملكة الدائم إلى جانب الشعب الفلسطيني لنيل حقوقه المشروعة.
وفي 6 مايو 2024 أفادت الإذاعة الإسرائيلية بأن القوات الإسرائيلية بدأت إجلاء المدنيين الفلسطينيين من منطقة رفح قبل هجوم محتمل، مشيرة إلى أن عملية الإخلاء قد تشمل نحو 100 ألف فلسطيني. ووجه الجيش الإسرائيلي نداءً عاجلاً إلى كل السكان والنازحين المتواجدين في مدينة رفح خاصة منطقة بلدية الشوكة، وأحياء السلام الجنينة، وتبة زراع، والبيوك، والبلوكات من 10 إلى 16 و28 و270، بالمغادرة إلى منطقة المواصي بخان يونس. وأفادت غرفة عمليات الطوارئ في الهلال الأحمر الفلسطيني لوكالة "فرانس برس"، بأن آلاف الفلسطينيين من المناطق الشرقية لرفح ينتقلون نحو الغرب وقال شهود عيان في غزة، إن الآلاف بدأوا مغادرة شرق رفح إلى مناطق وسط غزة وسط مخاوف كبيرة. ووسط عمليات النزوح كثف الجيش الإسرائيلي ضرباته على مناطق شرق رفح وأرسل رسائل صوتية على الهواتف النقالة للفلسطينيين حذّر فيها من البقاء في المناطق التي حدد إخلائها. وفي 28 مايو 2024 قالت وكالة الأونروا إن الأسابيع الثلاثة الأخيرة شهدت فرار نحو مليون شخص من رفح رغم عدم وجود مكان آمن يمكن الذهاب إليه.

## قنابل الفسفور الأبيض
أعلنت هيومن رايتس ووتش ومختبر أدلة الأزمات التابع لمنظمة العفو الدولية بأنها عثرت على الأدلة التي تثبت أن الوحدات العسكرية الإسرائيلية التي تقوم بقصف غزة بأنها استخدمت قذائف مدفعية لضرب المناطق السكنية بالفسفور الأبيض.
ويستخدم الفسفور الأبيض في الدخان والإضاءة والذخائر الحارقة، ويشتعل عند تعرضه للأكسجين الجوي وعند لمسه. يمكن أن يسبب إصابات عميقة وشديدة، مما قد يؤدي إلى فشل العديد من الأعضاء، وحتى الحروق الطفيفة يمكن أن تكون قاتلة. ويعتبر الفسفور الأبيض سلاحاً حارقاً، والبروتوكول الثالث لاتفاقية أسلحة تقليدية معينة يحظر استخدامه ضد أهداف عسكرية تقع بين المدنيين. بالرغم من أن إسرائيل لم توقع عليه ووفقاً لـ هيومن رايتس ووتش، فإن استخدام الفسفور الأبيض "يعد عشوائياً بشكل غير قانوني عند انفجاره جواً في مناطق حضرية مأهولة بالسكان، حيث يمكن أن يحرق المنازل ويسبب ضرراً فادحاً للمدنيين"، و"ينتهك متطلبات القانون الإنساني الدولي باتخاذ جميع الاحتياطات الممكنة" لتجنب إصابة المدنيين والخسائر في الأرواح. ووفقًا لمحقق الأسلحة في منظمة العفو الدولية بريان كاستنر، فإن ما إذا كانت هذه الحالة بالذات تشكل جريمة حرب يعتمد على "الهدف المقصود من هذا الهجوم، والاستخدام المقصود"، ولكن "وبشكل عام، فإن أي هجمات لا تميز بين المدنيين والقوات العسكرية يمكن أن تشكل انتهاكًا لقوانين الحرب.
في 31 أكتوبر/تشرين الأول، بعد إجراء تحقيق، ذكرت منظمة العفو الدولية أن الهجوم الإسرائيلي بالفوسفور الأبيض في 16 أكتوبر/تشرين الأول كان عشوائياً وغير قانوني، و"يجب التحقيق فيه باعتباره جريمة حرب"، وذلك بسبب استخدامه على بلدة الضيرة اللبنانية المأهولة بالسكان، مما أدى إلى إصابة عدد من الأشخاص، تسعة مدنيين على الأقل. وفي 2 نوفمبر/تشرين الثاني، ذكرت منظمة العفو الدولية أن تحقيقاتها في أربع حوادث وقعت في 10 و11 و16 و17 أكتوبر/تشرين الأول أظهرت أن إسرائيل استخدمت ذخائر الفسفور الأبيض. وفي لبنان، دمرت قنابل الفسفور الأبيض التي أطلقتها إسرائيل أكثر من 4.5 مليون متر مربع من الغابات في جنوب لبنان، وقُدرت الخسائر الاقتصادية بنحو 20 مليون دولار. كشف تحقيق أجرته صحيفة واشنطن بوست أن الفسفور الأبيض المستخدم في هجوم أكتوبر/تشرين الأول الذي أدى إلى إصابة 9 أشخاص في لبنان، تم توفيره من قبل الولايات المتحدة.<r ef name="washingtonpost.com">Christou، William (11 ديسمبر 2023). "Israel used U.S.-supplied white phosphorus in Lebanon attack". The Washington Post. مؤرشف من الأصل في 2023-12-12.</ref>
خلال الحرب، نهب الجنود الإسرائيليون منازل الفلسطينيين في غزة، وورد أنهم استولوا على "كل ما هو سهل ويمكن الوصول إليه". في 21 فبراير 2024، صرحت يفعات تومر يروشالمي، المدعي العام العسكري للجيش الإسرائيلي، أن بعض أعمال الجنود - بما في ذلك النهب وإزالة الممتلكات الخاصة - "تجاوزت العتبة الجنائية". وذكرت تومر يروشالمي أن مثل هذه الحالات كانت قيد التحقيق. ووصف مجلس العلاقات الأمريكية الإسلامية عملية النهب بأنها جريمة حرب وطالب إدارة بايدن بإدانتها. تحظر اتفاقية جنيف الرابعة لعام 1949 صراحة نهب الممتلكات المدنية أثناء الحرب.

## القصف العشوائي

مجزرة عائلة البكري، حيثُ سقط 10 قتلى بينهم 8 أطفال.

نفذ الجيش الإسرائيلي آلاف الغارات الجوية في مختلف أنحاء غزة، مما أسفر عن مقتل أكثر من 3300 مدني وإصابة أكثر من 12000 آخرين. أصابت الغارات الجوية مواقع محمية بشكل خاص، بما في ذلك المستشفيات والأسواق ومخيمات اللاجئين والمساجد والمرافق التعليمية وأحياء بأكملها. وأكدت مجموعة من المقررين الخاصين بالأمم المتحدة أن الغارات الجوية العشوائية الإسرائيلية "محظورة تمامًا بموجب القانون الدولي وتصل إلى حد جريمة حرب". وقال المتحدث باسم الجيش الإسرائيلي دانييل هاغاري إن "التركيز ينصب على الضرر وليس على الدقة".
وفي 9 أكتوبر/تشرين الأول، شن الجيش الإسرائيلي غارة جوية أوقعت عدداً كبيراً من الضحايا في سوق مخيم جباليا للاجئين. وأدى الهجوم إلى مقتل أكثر من ستين مدنيًا وإلحاق أضرار جسيمة بالسوق. ونتيجة للغارات الجوية الإسرائيلية في مناطق أخرى، لجأ النازحون إلى المخيم، مما أدى إلى اكتظاظ السوق بالسكان وقت الغارة.
وفي اليوم نفسه، شن الجيش الإسرائيلي غارة جوية على مخيم الشاطئ للاجئين المكتظ بالسكان. أفادت وسائل إعلام فلسطينية أن هذه الغارة أسفرت عن سقوط العديد من الضحايا المدنيين وتدمير أربعة مساجد، منها المسجد الغربي، ومسجد ياسين، ومسجد السوسي، والتي تم التأكد من تدميرها جميعًا من خلال لقطات الأقمار الصناعية. وبموجب نظام روما الأساسي، يعد الهجوم المتعمد على أماكن العبادة في النزاعات غير الدولية جريمة حرب. ووصفت وزارة الصحة الفلسطينية الغارات الجوية على مخيم الشاطئ للاجئين بأنها "مذبحة ضد حي بأكمله".
في 17 أكتوبر، شن الجيش الإسرائيلي غارة جوية على مدرسة تابعة للأونروا تؤوي 4,000 لاجئ في مخيم المغازي للاجئين، مما أسفر عن مقتل ستة أشخاص وإصابة العشرات. ووصف فيليب لازاريني، المفوض العام للأونروا، الهجوم بأنه «شائن» ويظهر «التجاهل الصارخ لحياة المدنيين». في 19 أكتوبر، قصفت القوات الجوية الإسرائيلية كنيسة القديس بورفيريوس. وأدانت بطريركية الروم الأرثوذكس في القدس ما حدث ووصفته بأنه "جريمة حرب لا يمكن تجاهلها".

## العقاب الجماعي

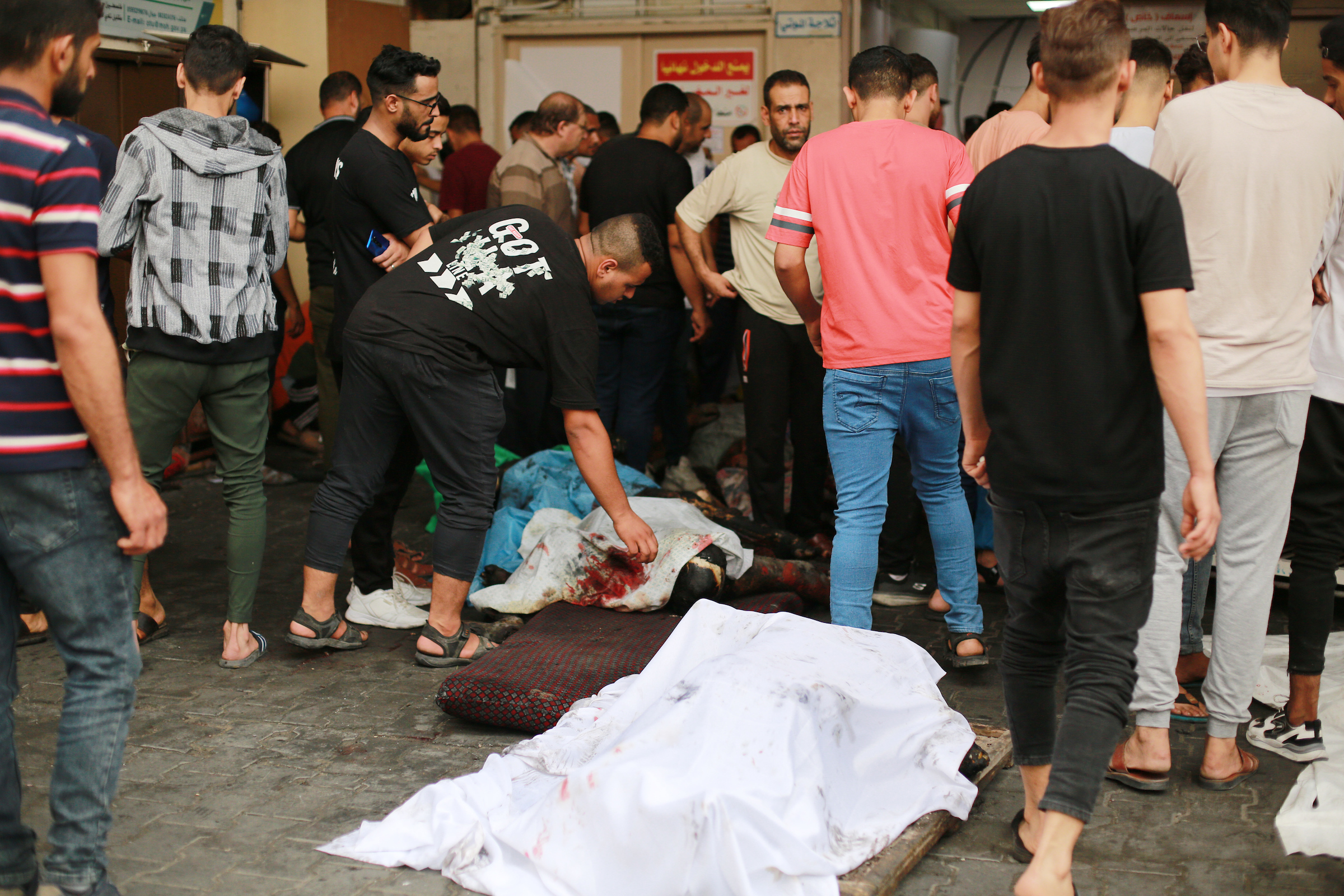
جثث مدنيين.

تم وصف العديد من الإجراءات التي اتخذها الجيش الإسرائيلي، بما في ذلك حصاره على الكهرباء والغذاء والوقود والمياه، بأنها عقاب جماعي، وهي جريمة حرب محظورة بموجب معاهدة في النزاعات المسلحة الدولية وغير الدولية، وبشكل أكثر تحديدًا المادة 3 المشتركة في اتفاقية جنيف، الاتفاقيات والبروتوكول الإضافي الثاني. واتهم الرئيس الإسرائيلي إسحاق هرتزوغ سكان غزة بالمسؤولية الجماعية عن الحرب. وقال كريستوس كريستو، الرئيس الدولي لمنظمة أطباء بلا حدود، إن ملايين المدنيين في غزة يواجهون "عقابًا جماعيًا" بسبب الحصار الإسرائيلي على الوقود والمواد الغذائية. وكتب توم داننباوم، أستاذ القانون بجامعة تافتس، أن أمر الحصار "يأمر بتجويع المدنيين كأسلوب من أساليب الحرب، وهو انتهاك للقانون الإنساني الدولي وجريمة حرب".
كجزء من الحصار الإسرائيلي على غزة، تم إغلاق جميع سبل الوصول إلى المياه. والمادة 51 من قواعد برلين بشأن الموارد المائية تمنع المقاتلين من إزالة المياه أو البنية التحتية المائية للتسبب في الوفاة أو إجبارها على الحركة. ووصف كبير دبلوماسيي الاتحاد الأوروبي جوزيب بوريل قطع إسرائيل للمياه والكهرباء والغذاء بأنه "لا يتوافق مع القانون الدولي". وفي 14 أكتوبر، أعلنت الأونروا أن غزة لم تعد تتمتع بمياه الشرب النظيفة، وأن مليوني شخص معرضون للخطر والموت بسبب الجفاف. في 15 أكتوبر، أعلنت إسرائيل أنها استأنفت إمداد المياه إلى موقع واحد في جنوب غزة "لتشجيع" الحركة. وفند عمال الإغاثة في غزة توفر المياه. وبحلول 16 أكتوبر/تشرين الأول، كان المدنيون يشربون مياه البحر والمياه الملوثة بمياه الصرف الصحي من أجل البقاء، حيثُ أنه تم تلويث مياه البحر من موارد الصرف الصحي لمستوطنات غلاف غزة.
وفي مقابلة مع مجلة نيويوركر، أشار خبير حقوق الإنسان ساري باشي إلى التفرد التاريخي للمسؤولين الإسرائيليين الذين يعترفون علناً بأنهم يشاركون في العقاب الجماعي. في 18 أكتوبر/تشرين الأول، صرح الأمين العام للأمم المتحدة أنطونيو غوتيريش بأن هجمات حماس «لا يمكن أن تبرر العقاب الجماعي للشعب الفلسطيني».
فرضت إسرائيل "حصارًا كاملاً" على غزة في الأيام العشرة الأولى من الحرب، بسبب مخاوف أمنية مزعومة من نقل الأسلحة والوقود والأسلحة إلى حماس تحت ستار المساعدات الإنسانية. وسمحت إسرائيل فيما بعد بتسليم مساعدات إنسانية محدودة بعد التفتيش الأمني. وقد تم انتقاد القيود التي فرضتها إسرائيل على تدفق الغذاء والوقود والمياه والمساعدات الإنسانية الأخرى باعتبارها جريمة حرب من قبل منظمات حقوق الإنسان.
ووصف الأورومتوسطي الوضع بأنه بمثابة حرب مجاعة ضد المدنيين في قطاع غزة. وأشار الأورومتوسطي إلى أن الظروف المعيشية وصلت إلى مستويات كارثية بسبب قيام إسرائيل بقطع جميع الإمدادات الغذائية عن النصف الشمالي، وقصف وتدمير المصانع والمخابز ومخازن المواد الغذائية ومحطات المياه والخزانات في جميع أنحاء القطاع بأكمله. وأشار الأورومتوسطي إلى أن إسرائيل تعمدت تركيز هجماتها على استهداف المولدات الكهربائية ووحدات الطاقة الشمسية، التي تعتمد عليها المنشآت التجارية والمطاعم، للحفاظ على الحد الأدنى الممكن من عملها. كما استهدفت إسرائيل المناطق الزراعية شرق غزة، ومخازن الدقيق، وقوارب الصيادين، بالإضافة إلى مراكز المنظمات الإغاثية، بما فيها تلك التابعة لوكالة غوث وتشغيل اللاجئين الفلسطينيين (أونروا). ونتيجة لذلك، عانى أكثر من 90% من الأطفال في غزة من مشكلات صحية مختلفة، بما في ذلك سوء التغذية وفقر الدم وضعف المناعة. وبحسب ما ورد استهدف القناصة الإسرائيليون الأشخاص الذين كانوا ينتظرون المساعدات الإنسانية.

## تدمير المقابر
تضررت أو دمرت ما لا يقل عن ست مقابر. واعتبارًا من 14 ديسمبر 2023، لم يرد الجيش الإسرائيلي على الأسئلة المتعلقة بهذه المسألة. يعتبر التدمير المتعمد للمقابر دون ضرورة عسكرية جريمة حرب محتملة. في 21 ديسمبر، دمرت الجرافات مقبرة في حي الساحة شرق غزة.
وفي 23 أبريل 2024 قال الجيش الإسرائيلي إنه استخرج جثثاً من مقابر في قطاع غزة في محاولة للعثور على محتجزين لدى حركة "حماس"، مدعيا أن قواته أعادت الجثث إلى مكان دفنها بعد فحصها.

## إعدامات ميدانية
وفي 10 تشرين الأول / أكتوبر، نشر الجيش الإسرائيلي شريط فيديو يظهر على ما يبدو جنودا من الجيش الإسرائيلي يطلقون النار على أربعة فلسطينيين مستسلمين. أشار تحليل اللقطات إلى أن الرجال يستسلمون، حيث نزل ثلاثة رجال على الأرض وأذرعهم مرفوعة، ولوح أحدهم بقطعة من الملابس البيضاء. وبدا أن أيا منهم لم يكن مسلحا وقت إطلاق النار، في حين أظهر شريط فيديو لاحق أن الجثث قد نُقِلَت، مع وضع أسلحة بالقرب منها على الأرض. وخلص التحليل إلى أن الرجال الأربعة كانوا فلسطينيين غير مسلحين غادروا غزة من خلال اختراق للجدار الفاصل. وقال المتحدث باسم الجيش الإسرائيلي إنه ليس لديه تعليق.
في مقطع فيديو بتاريخ 8 ديسمبر / كانون الأول 2023، شوهد الجيش الإسرائيلي وهو يقتل فلسطينيين اثنين من مخيم الفارعة للاجئين في الضفة الغربية فيما وصفته بتسيلم بأنه «إعدامات غير قانونية». تم إطلاق النار على رجل يحمل علبة (مواد غذائية)، ثم قتل بالرصاص بينما كان ينزف على الأرض. الرجل الثاني الذي كان غير مسلح تماما ويختبئ تحت سيارة، قتل بالرصاص بعد أن أقتربت منه دورية الجيش الإسرائيلي. وقال الجيش الإسرائيلي في وقت لاحق إنه سيحقق في هذه التصرفات.
وثقت جماعات حقوق الإنسان حالات متعددة لمدنيين في غزة أطلقوا جنود إسرائيليين النار عليهم وهم يلوحون بالأعلام البيضاء. صرح مدير هيومن رايتس ووتش الإسرائيلي-الفلسطيني أن إسرائيل لديها "سجل حافل بإطلاق النار بشكل غير قانوني على أشخاص عزل لا يشكلون أي تهديد دون إفلات من العقاب – حتى أولئك الذين يلوحون بالأعلام البيضاء". ذكرت المفوضية السامية لحقوق الإنسان في 20 كانون الأول / ديسمبر أنها تلقت تقارير عن قيام جنود إسرائيليين بقتل أحد عشر رجلا غير مسلحين في حي الرمال. ودُفنت 30 جثة في قبرين في باحة مستشفى الشفاء بمدينة غزة. وبحسب ما ورد، تم العثور على جثث مقيدة الأيدي والأقدام. بعد اكتشاف المقابر الجماعية، دعا مفوض الأمم المتحدة السامي لحقوق الإنسان، فولكر تورك، إلى إجراء تحقيق مستقل في القتل المتعمد للمدنيين على يد الجيش الإسرائيلي، وذكر أن "القتل المتعمد للمدنيين والمحتجزين وغيرهم من العاجزين عن القتال يعد جريمة حرب". " ووصف متحدث باسم المفوضية السامية لحقوق الإنسان التابعة للأمم المتحدة الاكتشافات قائلاً: "كانت أيدي بعضهم مقيدة، وهو ما يشير بالطبع إلى انتهاكات خطيرة للقانون الدولي لحقوق الإنسان والقانون الإنساني الدولي، و ويجب إخضاع هذه الأمور لمزيد من التحقيقات". صرح ويليام شاباس، الخبير الكندي في القانون الدولي لحقوق الإنسان، أن المقابر الجماعية "كانت دائمًا مؤشرًا على ارتكاب جرائم حرب".
وذكرت الجزيرة أن عدد الذين أُعدموا بإجراءات موجزة بلغ 15 شخصًا، قُتلوا خلال مداهمة شقة. وشهدت عائلات الرجال عملية الإعدام. صرح ويليام شاباس، الأستاذ بجامعة ميدلسكس: "ليس من المهم حقًا إثبات أنهم مدنيون. إن الإعدام بإجراءات موجزة حتى للمقاتلين، وحتى للمقاتلين يعد جريمة حرب". قال المرصد الأورومتوسطي لقناة الجزيرة إنهم يعتقدون أن هناك نمط القتل "الممنهج"، وأنه "في 13 حالة إعدام ميداني على الأقل، تأكدنا من أنها كانت تعسفية من جانب القوات الإسرائيلية". وفي 26 ديسمبر/كانون الأول 2023، قدم المرصد الأورومتوسطي ملفًا إلى المنظمة الدولية. محكمة الجنايات والمقررون الخاصون التابعون للأمم المتحدة يوثقون العشرات من حالات الإعدام الميداني التي نفذتها القوات الإسرائيلية ويطالبون بإجراء تحقيق. في مارس 2024، تم نشر مقطع فيديو لجندي في الجيش الإسرائيلي يتفاخر بقتل رجل أصم مسن مختبئ تحت سريره، مما دفع مجلس العلاقات الأمريكية الإسلامية إلى إدانة القتل باعتباره إعدامًا وجريمة حرب. وذكر الجيش الإسرائيلي أنه سيبدأ التحقيق في الحادث.
وقال مسؤولو دفاع لصحيفة "هآرتس" إن الجيش الإسرائيلي أنشأ مناطق قتل في غزة يُقتل فيها أي شخص يتجاوز "الخط غير المرئي".
وفي 21 أبريل 2024 أفاد المدير العام للمكتب الإعلامي الحكومي في غزة باكتشاف مقبرتين جماعيتين بمستشفى ناصر في خان يونس، مشيراً إلى العثور على جثث دون رؤوس وأجساد دون جلود وبعضهم سرقت أعضاؤهم، لافتا إلى أن الاحتلال أعد مقبرة داخل أسوار مجمع ناصر لإخفاء جرائمه. وفي 22 أبريل 2024 قالت إدارة خدمات الطوارئ في غزة إنه عُثر على 73 جثة جديدة من مقبرة جماعية بمستشفى ناصر بخان يونس بجنوب قطاع ليرتفع العدد الذي عُثر عليه خلال الأسبوع الماضي إلى 283 جثة. وفي 23 أبريل 2024 دعا مكتب حقوق الإنسان التابع للأمم المتحدة إلى إجراء تحقيق دولي في المقابر الجماعية المكتشفة في مجمعي الشفاء وناصر بغزة، مشيرا إلى أن تدمير أكبر مجمعين طبيين في القطاع أمر مرعب. وفي 30 أبريل 2024 دعا أنطونيو جوتيريش الأمين العام للأمم المتحدة، إلى تحقيق "مستقل" بشأن المقابر الجماعية في قطاع غزة، مطالبا بالسماح للمحققين الدوليين المستقلين بالوصول الفوري إلى مواقع تلك المقابر الجماعية.

## استخدام المنشآت المدنية لأغراض عسكرية
وفي 13 تشرين الثاني / نوفمبر، لاحظت وكالة الأمم المتحدة لإغاثة وتشغيل اللاجئين الفلسطينيين أنها تلقت تقارير تفيد بأن إسرائيل تستخدم المدارس والمراكز الصحية في مدينة غزة للقيام بعمليات عسكرية. أشارت الأونروا إلى أن إسرائيل تجري استجوابات واعتقالات للفلسطينيين النازحين داخليا داخل مرافق الأمم المتحدة. ذكرت الأونروا أن هذا يثير «مخاوف جدية». وخاصةً بعد حصار مستشفى الشفاء، وقال المتحدث باسم وزارة الصحة في غزة أشرف القدرة إن الجيش الإسرائيلي بدأ في استخدامه مثل الثكنات العسكرية. وقال المرصد الأورومتوسطي إن الجيش الإسرائيلي يستخدم المدارس في غزة كمراكز عسكرية.

## إساءة معاملة المعتقلين وإذلالهم
ظهرت أدلة بالفيديو على ما وصفه المرصد الأورومتوسطي لحقوق الإنسان بأنه "انتهاك صارخ للقوانين الدولية المتعلقة بحماية المدنيين". وعرض جنود إسرائيليون يحيطون بالمعتقلين في يطا والخليل وهم يجرون ويهاجمون من قبل الجنود الإسرائيليين. وقد جُرد العديد من المحتجزين الفلسطينيين من ملابسهم وجرى تقييد أذرعهم وأقدامهم، وضربوا بأعقاب البنادق وقام عدد من الجنود بصفعهم على وجوههم والدوس على رؤوسهم. تظهر أدلة أخرى قيام الجنود الإسرائيليين بتصوير عمليات نقل المعتقلين الفلسطينيين من سجن عوفر، وجميعهم معصوب العينين وجردوا من ملابسهم تماما. في مقطع فيديو آخر رفعه جندي إسرائيلي على تيك توك، يظهر فلسطيني معصوب العينين ومقيد وهو راكع على الأرض وقام الجندي بشتمه باللغة العربية، وقال له (صباح الخير يا عاهرة) وقام بركله والبصق عليه مرارًا وتكرارًا. وفي 11 ديسمبر / كانون الأول، قال مدير هيومن رايتس ووتش، عمر شاكر، إن عصب العينين وتجريد المعتقلين الفلسطينيين يمثلان جريمة حرب. في 20 ديسمبر / كانون الأول، دعت منظمة العفو الدولية إلى إجراء تحقيق في الاعتقالات الجماعية وحالات الاختفاء والمعاملة اللاإنسانية ووفيات المحتجزين الفلسطينيين. وفي 15 أبريل 2024 قالت هيئة المعابر الفلسطينية في قطاع غزة إفراج إسرائيل عن نحو 150 معتقلًا مشيرة إلى تعرضهم لمعاملة سيئة خلال فترة الاحتجاز.

## الجنائية الدولية تنظر جرائم الحرب الإسرائيلية
وفي ديسمبر 2023 وبعد نحو شهرين من الحرب الإسرائيلية على قطاع غزة قدم فريق محامين عرب ودوليين دعاوى ضد مسؤوليين إسرائيليين على رأسهم الرئيس الإسرائيلي إسحق هيرتسوغ ورئيس الوزراء بنيامين نتنياهو ووزير الدفاع يوآف غالانت تتهمهم  بارتكاب جرائم حرب وإبادة جماعية ضد الفلسطينيين. وفي مطلع فبراير 2024 بدأ سكان غزة بتجميع المعلومات والوثائق التي تدل على ارتكاب إسرائيل جرائم حرب بحقهم من أجل تقديمها إلى الجنائية الدولية. وفي 26 أبريل 2024 قالت القناة "12" الإسرائيلية إن المسؤولين الإسرائيليين يخشون أن تصدر المحكمة الجنائية الدولية في لاهاي أوامر اعتقال ضد رئيس الوزراء نتنياهو ومسؤولين آخرين بسبب الحرب على غزة. لكن نتنياهو رد في تغريدة على منصة إكس: "لن تقبل إسرائيل أبدا تحت قيادتي أي محاولة من جانب الجنائية الدولية لتقويض حقها الأصيل في الدفاع عن النفس". وفي 28 أبريل 2024 كشفت هيئة البث الإسرائيلية أن هناك حالة قلق جدي داخل حكومة إسرائيل من احتمال إصدار محكمة العدل الدولية في لاهاي مذكرات اعتقال بحق رئيس الوزراء نتنياهو ووزير الدفاع يوآف غالانت ورئيس أركان الجيش هيرتسي هاليفي. وفي 29 أبريل 2024 كشف مصدران لـ"رويترز" أن مدعين من المحكمة الجنائية الدولية أجروا مقابلات مع عاملين في أكبر مستشفيين في غزة بشأن ارتكاب القوات الإسرائيلية جرائم حرب في القطاع. وفي 30 أبريل 2024 نقل موقع "أكسيوس" الأميركي عن مسؤولين إسرائيليين أن نتنياهو طلب من الرئيس الأميركي بايدن، المساعدة في منع الجنائية الدولية من إصدار مذكرات اعتقال ضده أو ضد وزير الدفاع أو رئيس الأركان فيما يتعلق بالحرب على غزة. وهدد أعضاء في الكونجرس الأميركي من الحزبين الجمهوري والديمقراطي، المحكمة الجنائية الدولية، بـ"انتقام"، حال صدور أي مذكرات توقيف بحق كبار المسؤولين في إسرائيل. وردا على ذلك اتهمت روسيا، الولايات المتحدة بالنفاق لمعارضتها تحقيقاً تجريه الجنائية الدولية بشأن جرائم حرب ارتكبتها إسرائيل، لكنها في الوقت نفسه دعمت قرار المحكمة بإصدار مذكرة اعتقال بحق الرئيس الروسي بوتين. وأشارت صحيفة "الجارديان" البريطانية، أن الحكومة الإسرائيلية لن تقوم بتسليم نتنياهو أو نوابه للمحاكمة لكن سفرهم خارج إسرائيل أصبح محدوداً. وفي حال صدور أوامر اعتقال بحق مسؤولين إسرائيليين فإن 124 دولة تعترف باختصاص الجنائية الدولية ستكون ملزمة نظرياً بالقبض على المتهمين إذا دخلوا أراضيها وتسليمهم إلى لاهاي. وفي 3 مايو 2024 طالب مكتب المدعي العام للمحكمة الجنائية الدولية بالتوقف عما وصفه بـ"ترهيب العاملين في المحكمة" مؤكدا أن مثل هذه التهديدات قد تشكل جريمة بحق المحكمة المختصة بجرائم الحرب. وفي 4 مايو 2024 أكد الاتحاد الأوروبي أنه ملتزم بحماية استقلالية المحكمة الجنائية الدولية وسلامة نظام روما الأساسي في وجه أي تهديدات توجَّه إليها أو لمسؤوليها، وذلك ردا على التحذيرات الأميركية والإسرائيلية باتخاذ "إجراءات انتقامية" ضد المحكمة.

## المساعدات الإنسانية
خلال الحرب بين إسرائيل وحماس، ظهرت قضايا مهمة فيما يتعلق بالمساعدات الإنسانية لقطاع غزة. وقد أدى الحصار الإسرائيلي الأولي المفروض على غزة إلى منع دخول المساعدات الإنسانية لعدة أسابيع. ومع تقدم الحرب، سُمح بالمساعدات بكميات محدودة، حيث ذكرت كيانات مثل أوكسفام، والاتحاد الأوروبي، والمملكة المتحدة، والأمم المتحدة أن إسرائيل منعت المساعدات الإنسانية عمدًا.
في 29 فبراير 2024، قُتل أكثر من 100 شخص يطلبون المساعدة في مدينة غزة خلال حادثة أصبحت تُعرف باسم مذبحة الدقيق. صرحت نائبة رئيس الوزراء البلجيكي بيترا دي سوتر أن المذبحة كانت "انتهاكًا صارخًا للقانون الإنساني الدولي". وذكر جوزيب بوريل أن هذا انتهاك خطير للقانون الإنساني الدولي. ووصفت وزارة الخارجية التركية الهجوم بأنه جريمة ضد الإنسانية. ووصفت وزارة الخارجية العمانية الهجوم بأنه انتهاك للقانون الدولي. وأعلنت منظمة العفو الدولية أنها بدأت تحقيقاً. كما دعا مكتب الأمم المتحدة لحقوق الإنسان إلى إجراء تحقيق، مشيراً إلى أنه "سجل ما لا يقل عن 14 حادثة تنطوي على إطلاق النار والقصف على الأشخاص الذين تجمعوا لتلقي الإمدادات التي هم في أمس الحاجة إليها".
في 3 مارس/آذار 2024، قُتل ما لا يقل عن 9 أشخاص في هجوم إسرائيلي على شاحنة مساعدات في دير البلح. وفي اليوم نفسه، وردت أنباء عن سقوط "عشرات الضحايا" في هجوم آخر على المساعدات الغذائية عند الدوار الكويتي جنوب مدينة غزة.
في 14 مارس/آذار 2024، أطلقت القوات الإسرائيلية النار على فلسطينيين كانوا يتلقون مساعدات في دوار الكويت، مما أسفر عن مقتل 21 شخصًا وإصابة أكثر من 150 آخرين.
في 23 مارس 2024، أطلقت القوات الإسرائيلية النار مرة أخرى على الفلسطينيين الذين كانوا ينتظرون المساعدات عند دوار الكويت، مما أسفر عن مقتل 19 وإصابة 23 آخرين فيما وصفه المكتب الإعلامي في غزة بـ "المذبحة".

## ردود الفعل الدولية

### الحكومات

#### رؤساء الدول
وانتقد العديد من رؤساء الدول جرائم الحرب الإسرائيلية. انتقد الرئيس التركي رجب طيب أردوغان الدول الغربية لتواطؤها مع ارتكاب إسرائيل جرائم حرب. ووصف الرئيس الكولومبي جوستافو بيترو الحملة الإسرائيلية بأنها إبادة جماعية. أدان الرئيس المصري عبد الفتاح السيسي والملك عبد الله الثاني ملك الأردن العقاب الجماعي على غزة. طالب الرئيس الأيرلندي مايكل د. هيغنز بالتحقيق في انفجار المستشفى الأهلي العربي باعتباره جريمة حرب.  وأدان الرئيس التشيلي غابرييل بوريتش "العقاب الجماعي" الذي تمارسه إسرائيل على السكان المدنيين في غزة رئيس جنوب أفريقيا وأدان سيريل رامافوسا العقاب الجماعي لغزة. صرح الرئيس البرازيلي لويز إيناسيو لولا دا سيلفا، "إنها ليست حرب، إنها إبادة جماعية".
ودعت نائبة رئيس الوزراء البلجيكي بيترا دي سوتر إلى فرض عقوبات على إسرائيل وفرض حظر من الاتحاد الأوروبي على الدول المسؤولة عن جرائم الحرب. في 10 نوفمبر، صرح رئيس الوزراء النرويجي جوناس جار ستور بأن تصرفات إسرائيل تنتهك قوانين الحرب الدولية. وصف رئيس الوزراء الإسباني بيدرو سانشيز التصرفات الإسرائيلية في غزة بأنها "قتل عشوائي" وذكر أن لديه "شكوك جدية" في أن إسرائيل تتبع القانون الدولي. ووصف الرئيس الفلسطيني محمود عباس تصرفات إسرائيل في غزة بأنها إبادة جماعية. صرح رئيس الوزراء الأيرلندي ليو فارادكار أن إسرائيل ترتكب عقابًا جماعيًا. دعا رئيس الوزراء القطري محمد بن عبد الرحمن بن جاسم آل ثاني إلى إجراء تحقيق دولي في جرائم الحرب الإسرائيلية. وفي 12 ديسمبر/كانون الأول، وصف جو بايدن الهجمات الإسرائيلية بأنها "عشوائية".

#### وزراء الخارجية
صرح وزير الخارجية الصيني وانغ يي أن إسرائيل تعاقب غزة بشكل جماعي. ووصفت وزيرة الخارجية الإندونيسية ريتنو مارسودي الإجراءات الإسرائيلية في غزة بأنها جرائم ضد الإنسانية. حذر عبد الله شهيد، وزير خارجية جزر المالديف، من أن إخلاء شمال غزة قد يرقى إلى "جريمة حرب تتمثل في النقل القسري". ووصف وزير الخارجية الإيراني حسين أمير عبد اللهيان الأحداث بأنها إبادة جماعية وجريمة ضد الإنسانية. انتقد وزير الخارجية الروسي سيرجي لافروف القوة الإسرائيلية "العشوائية" والانتهاكات "الصارخة" للقانون الإنساني الدولي، مشيرًا إلى أن الصراع يهدد بخلق أزمة قد تستمر "لعدة عقود إن لم يكن قرونًا".
ووصف وزير الخارجية السوري فيصل مقداد الإجراءات الإسرائيلية بأنها إبادة جماعية. وفي بيان مشترك، وصف وزراء خارجية تسع دول عربية – الإمارات العربية المتحدة والأردن والبحرين والمملكة العربية السعودية وعمان وقطر والكويت ومصر والمغرب – الإجراءات الإسرائيلية بأنها عقاب جماعي. ودعا وزير الخارجية العماني، السيد بدر البوسعيدي، إلى إجراء تحقيق في جرائم الحرب المتعلقة بالعمل الإسرائيلي في غزة. صرح وزير الخارجية القطري، محمد بن عبد الرحمن بن جاسم آل ثاني، أن حصار مستشفى الشفاء الإسرائيلي كان "جريمة حرب وانتهاكًا صارخًا للقوانين الدولية". صرح أيمن الصفدي، وزير الخارجية الأردني، أن تصرفات إسرائيل تتناسب مع التعريف القانوني للإبادة الجماعية. وذكرت وزارة الخارجية المصرية أن إسرائيل تمارس العقاب الجماعي من خلال الحصار والاستهداف العشوائي للمدنيين والتجويع.
في 9 يناير 2024، صرح ديفيد كاميرون، وزير الخارجية البريطاني، بأنه "قلق" من أن إسرائيل انتهكت القانون الدولي في غزة. في 14 يناير 2024، قال كاميرون إن "إسرائيل تتصرف دفاعًا عن النفس" ونفى أن إسرائيل ترتكب جرائم حرب في غزة. وفي 14 فبراير/شباط، وصف وزير الخارجية الإيطالي أنطونيو تاجاني الهجوم الإسرائيلي على غزة بأنه غير متناسب. ووصف بيترو بارولين، وزير خارجية الفاتيكان، رد إسرائيل بأنه غير متناسب. نقلاً عن جيورا آيلاند، صرح كبير الدبلوماسيين في الاتحاد الأوروبي جوزيب بوريل أن هدف إسرائيل يبدو أنه "تحويل غزة إلى مكان يستحيل العيش فيه بشكل مؤقت أو دائم". صرح ميشيل مارتن، وزير الخارجية الأيرلندي، أن هجمات 7 أكتوبر وتصرفات إسرائيل في غزة "تمثل انتهاكًا صارخًا للقانون الإنساني الدولي على نطاق واسع".

### مسؤولين آخرين
واتهم إيوني بيلارا، وزير الحقوق الاجتماعية الإسباني، الاتحاد الأوروبي والولايات المتحدة بـ "التواطؤ في جرائم الحرب التي ترتكبها إسرائيل". ودعا بيلارا كذلك إلى إدانة إسرائيل أمام المحكمة الجنائية الدولية بتهمة الإبادة الجماعية في قطاع غزة. صنف حزب العمال التابع للرئيس البرازيلي لويز إيناسيو لولا دا سيلفا رسميًا الأعمال الإسرائيلية في غزة على أنها إبادة جماعية. أرسل برلمان سريلانكا رسالة إلى الأمين العام للأمم المتحدة، ذكر فيها أن "القصف الإسرائيلي العشوائي على المستشفيات، يرقى إلى مستوى جريمة حرب بموجب القانون الدولي واتفاقية جنيف". "حتمية" مقتل المدنيين بعد أن استخدموا القصف الذرّي على هيروشيما وناغازاكي كأمثلة تاريخية. في 20 ديسمبر، ذكرت صحيفة هافينغتون بوست أن المسؤولين الأمريكيين كانوا يحثون سويسرا على عدم عقد مؤتمر لاتفاقية جنيف.
اتهم السيناتور الأمريكي كريس فان هولين إسرائيل بارتكاب "جرائم حرب كتابية". وصرح السيناتور الفرنسي غيوم جونتارد أن رئيس الوزراء الإسرائيلي "يستخدم الجوع كسلاح" في غزة. وقالت السيناتور الأسترالية مهرين فاروقي: "إن إسرائيل ترتكب جريمة حرب تلو الأخرى في وضح النهار وهي تفلت من العقاب".
صرحت فانيسا فرايزر، سفيرة مالطا لدى الأمم المتحدة، أن منع إسرائيل للمساعدات الإنسانية "قد يرقى إلى مستوى جريمة ضد الإنسانية وجريمة حرب". صرحت الدبلوماسية القطرية الشيخة علياء أحمد سيف آل ثاني بأن حصار مستشفى الشفاء كان جريمة حرب. ودعا نيكولا دي ريفيير، السفير الفرنسي لدى الأمم المتحدة، إلى وقف فوري لإطلاق النار، قائلا: "يجب أن يتوقف. ما يحدث الآن مخالف تماما لاتفاقيات جنيف".

#### المنظمات الإنسانية
في 6 ديسمبر/كانون الأول، ذكرت منظمة أوكسفام أن المجتمع الدولي، وعلى وجه الخصوص حلفاء إسرائيل، "متواطئون في القتل الجماعي والتهجير القسري والمجاعة والحرمان الذي تعرض له أكثر من مليوني شخص". الاتحاد الدولي لحقوق الإنسان وذكرت الحقوق أن تصرفات إسرائيل في غزة تشكل إبادة جماعية ودعت إلى اعتقال مسؤولي الحكومة الإسرائيلية. كتبت مجموعة مكونة من 31 منظمة فلسطينية لحقوق الإنسان، بقيادة مؤسسة الحق، إلى الأمين العام للأمم المتحدة أنطونيو غوتيريش تفيد بأن وكالات الإغاثة التابعة للأمم المتحدة تنتهك القانون الدولي من خلال مساعدة أهداف الحرب الإسرائيلية. وذكر المجلس النرويجي للاجئين أن أي دفع لسكان غزة إلى مصر سيكون بمثابة جريمة حرب أو جريمة ضد الإنسانية. وأصدرت حركة عدم الانحياز، وهي هيئة مكونة من 120 دولة، بيانا وصفت فيه حرب إسرائيل على غزة بأنها "غير قانونية".
في فبراير/شباط 2024، حذرت منظمة العفو الدولية من أن الدول التي تسلح إسرائيل تخاطر بانتهاك القانون الدولي، قائلة: "من خلال توفير الأسلحة لإسرائيل، تنتهك دول الاتحاد الأوروبي والولايات المتحدة مسؤوليتها في منع الإبادة الجماعية وتساهم في جرائم حرب وجرائم ضد الإنسانية". كتبت أغنيس كالامارد، رئيسة منظمة العفو الدولية، لصحيفة فورين أفيرز، قائلة إن القانون الدولي كان في "نوبات الموت" بسبب "ذروة سنوات من تآكل سيادة القانون الدولي والنظام العالمي لحقوق الإنسان". وذكر مدير قسم إسرائيل وفلسطين في هيومن رايتس ووتش أن سنوات من عدم مساءلة إسرائيل أدت إلى "هذا التجاهل الصارخ لأبسط مبادئ" القانون الدولي. في مارس/آذار 2024، ذكر المركز الفلسطيني لحقوق الإنسان أن أوروبا والولايات المتحدة تسمحان لإسرائيل بارتكاب جرائم "مع غياب الآليات التي تجبرها على الالتزام بقواعد القانون الإنساني الدولي". ذكرت منظمة أطباء من أجل حقوق الإنسان – إسرائيل أنها تستعد لمقاضاة الجيش الإسرائيلي بسبب قصفه "العشوائي" لغزة، مشيرة إلى أن إسرائيل فشلت في الوفاء "بالتزاماتها وفقًا للقانون الإنساني الدولي".

#### الأمم المتحدة
وفي 16 نوفمبر/تشرين الثاني، أفاد خبراء الأمم المتحدة أن "الانتهاكات الجسيمة" التي ارتكبتها القوات الإسرائيلية ضد الفلسطينيين في غزة "تشير إلى إبادة جماعية في طور الإعداد" ودعوا المجتمع الدولي إلى منع هذه الإبادة الجماعية المتكشفة. وأعربت المفوضية السامية لحقوق الإنسان عن قلقها إزاء التقارير التي تتحدث عن "الاعتقالات الجماعية وسوء المعاملة والاختفاء القسري لآلاف الفلسطينيين المحتملين" في شمال غزة.
في 23 فبراير/شباط 2024، ذكرت المفوضية السامية لحقوق الإنسان أن أي نقل للأسلحة إلى إسرائيل يجب أن يتوقف فورًا لأن استخدامها في غزة "من المرجح أن ينتهك القانون الإنساني الدولي". في 27 مارس، ذكر ألبانيز أن هناك "أسباب معقولة" للاعتقاد بأن إسرائيل ترتكب إبادة جماعية في غزة من خلال استخدام الأسلحة غير المشروعة، وتدمير البنية التحتية المدنية، والتجويع من صنع الإنسان، والذي رافقه "حملة مناهضة واسعة النطاق". -السرد الفلسطيني والتجريد من الإنسانية المنبثق من الطبقات العليا في المجتمع الإسرائيلي". بالاكريشنان راجاجوبال، صرح المقرر الخاص للأمم المتحدة المعني بالحق في السكن الملائم، أن تدمير إسرائيل للمساكن والبنية التحتية المدنية يرقى إلى مستوى جريمة حرب وجريمة ضد الإنسانية. صرح رئيس حقوق الإنسان في الأمم المتحدة فولكر تورك بأن إسرائيل وكان العقاب الجماعي والإخلاء القسري لسكان غزة بمثابة جرائم حرب.
ووفقاً للأونروا، واجه موظفوها "التعذيب وسوء المعاملة والإساءة والاستغلال الجنسي" على أيدي السلطات الإسرائيلية. كما اتهمت المنظمة إسرائيل بانتزاع اعترافات قسرية من موظفيها بالتورط مع حماس من خلال التعذيب.
وحذرت مجموعة من خبراء الأمم المتحدة من "وقوع إبادة جماعية" في غزة. قال بيدرو أروجو أجودو، مقرر الأمم المتحدة الخاص المعني بالمياه والصرف الصحي، إنه بموجب المادة 7 من نظام روما الأساسي، فإن قطع الإمدادات الأساسية، مثل المياه، يعد جريمة ضد الإنسانية. صرح مارتن غريفيث بأن الأزمة الإنسانية في غزة لا تطاق وأنه "يبدو أن القانون الإنساني الدولي قد انقلب رأساً على عقب". ووصف فيليب لازاريني قتل إسرائيل لموظفي الأمم المتحدة بأنه "تجاهل صارخ للقانون الإنساني الدولي". ووقع مقررو الأمم المتحدة الخاصون المعنيون بحالات الإعدام خارج نطاق القضاء والتعذيب بيانًا مشتركًا يحث على التحقيق في جرائم الحرب. وذكرت المفوضية السامية لحقوق الإنسان أن لديها "مخاوف جدية" بشأن التزام إسرائيل بالقانون الدولي. صرح تلالنج موفوكينج، المقرر الخاص المعني بالصحة، أن إسرائيل انتهكت تدابير الحماية الطبية الخاصة في "حرب لا هوادة فيها" على الصحة. وفي معرض حديثه عن هجوم رفح الإسرائيلي المخطط له، قال الأمين العام للأمم المتحدة أنطونيو غوتيريس: "القانون الإنساني الدولي في حالة يرثى لها".
وفي 9 نوفمبر/تشرين الثاني، رفعت ثلاث جماعات حقوقية فلسطينية دعوى قضائية ضد إسرائيل أمام المحكمة الجنائية الدولية. اتهمت هذه الجماعات إسرائيل بارتكاب جرائم حرب، والفصل العنصري، والإبادة الجماعية، ودعت المحكمة الجنائية الدولية إلى إصدار أوامر اعتقال بحق كبار المسؤولين الإسرائيليين. وفي 10 نوفمبر/تشرين الثاني، أعلن الرئيس غوستافو بيترو أن كولومبيا تشارك في رعاية دعوى جزائرية أمام المحكمة الجنائية الدولية تتهم إسرائيل بارتكاب جرائم حرب. وفي 14 نوفمبر/تشرين الثاني، دعت هيومن رايتس ووتش المحكمة الجنائية الدولية إلى التحقيق في الهجمات الإسرائيلية على المستشفيات وسيارات الإسعاف. قامت مجموعة من المحامين الذين يمثلون ضحايا الهجمات الإسرائيلية برفع دعوى أمام المحكمة الجنائية الدولية، متهمين إسرائيل بارتكاب جرائم إبادة جماعية. دعت وزيرة خارجية جنوب أفريقيا، ناليدي باندور، المحكمة الجنائية الدولية إلى تسريع تحقيقاتها في جرائم الحرب الإسرائيلية، والجرائم ضد الإنسانية، والإبادة الجماعية، وقالت إنه ينبغي إصدار أوامر اعتقال بحق بنيامين نتنياهو. في 16 نوفمبر/تشرين الثاني، صرح رئيس جنوب أفريقيا سيريل رامافوزا بأن جنوب أفريقيا أحالت إسرائيل إلى المحكمة الجنائية الدولية بتهمة ارتكاب جرائم حرب. في 17 نوفمبر/تشرين الثاني، ذكر كريم أحمد خان أن المحكمة الجنائية الدولية تلقت طلبًا مشتركًا من جنوب أفريقيا وبنغلاديش وبوليفيا وجزر القمر وجيبوتي للتحقيق في جرائم الحرب الإسرائيلية المزعومة. في 28 نوفمبر/تشرين الثاني، صرح الرئيس التركي رجب طيب أردوغان بأنه ينبغي محاكمة المسؤولين الإسرائيليين أمام المحاكم الدولية بتهمة ارتكاب جرائم حرب. في 20 ديسمبر/كانون الأول، قدمت منظمة الديمقراطية للعالم العربي الآن إلى المدعي العام للمحكمة الجنائية الدولية قائمة تضم 40 ضابطًا إسرائيليًا متهمين بارتكاب جرائم حرب.
في 22 ديسمبر/كانون الأول، قدمت منظمة مراسلون بلا حدود شكوى إلى المحكمة الجنائية الدولية ضد إسرائيل بتهمة "ارتكاب جرائم حرب محتملة". في 6 يناير، قدمت مجموعة من 100 محام تشيلي شكوى إلى المحكمة الجنائية الدولية تتهم نتنياهو بارتكاب جرائم حرب. في 18 يناير/كانون الثاني، أحالت وزارتا خارجية المكسيك وتشيلي إسرائيل إلى المحكمة الجنائية الدولية بتهمة ارتكاب جرائم حرب محتملة. وفي أبريل/نيسان 2024، أشارت حكومة إسرائيل إلى قلقها من أن المحكمة الجنائية الدولية قد تصدر قريبًا أوامر اعتقال لكبار المسؤولين مسؤولون إسرائيليون بسبب انتهاكات مزعومة للقانون الإنساني الدولي في غزة.
أقامت جنوب أفريقيا إجراءات أمام محكمة العدل الدولية عملا باتفاقية الإبادة الجماعية، التي وقعت عليها كل من إسرائيل وجنوب أفريقيا، متهمة إسرائيل بارتكاب إبادة جماعية وجرائم حرب وجرائم ضد الإنسانية ضد الفلسطينيين في غزة. رئيس جنوب أفريقيا سيريل رامافوزا قارن تصرفات إسرائيل بالفصل العنصري. وقد تم تقديم طلب جنوب أفريقيا بموجب المادة التاسعة من الاتفاقية. دعمت العديد من منظمات حقوق الإنسان والمنظمات الدولية ودول أخرى دعوى جنوب أفريقيا.
في طلب تم تقديمه في 29 ديسمبر 2023، زعمت جنوب أفريقيا أن تصرفات إسرائيل "تعتبر ذات طابع إبادة جماعية لأنها تهدف إلى تدمير جزء كبير من المجموعة الوطنية والعنصرية والإثنية الفلسطينية". طلبت جنوب أفريقيا من محكمة العدل الدولية أن تصدر أمرًا قانونيًا على أساس مؤقت (أي قبل الاستماع إلى حيثيات الطلب) يطالب إسرائيل "بالتعليق الفوري لعملياتها العسكرية في غزة وضدها". قد يستغرق موضوع القضية سنوات، لكن مثل هذا الأمر يمكن أن يصدر في غضون أسابيع. وفي بيان لمحكمة العدل الدولية أثناء الإجراءات، قال سفير جنوب أفريقيا لدى هولندا إن الهجوم الحالي على غزة ليس حدثًا فرديًا ولكنه تصعيد "للفصل العنصري الإسرائيلي المستمر منذ 25 عامًا، والاحتلال المستمر منذ 56 عامًا، والحصار المستمر منذ 16 عامًا". المفروضة على قطاع غزة".
لاحظت بلقيس جراح، مديرة العدالة الدولية المساعدة في هيومن رايتس ووتش، أن قضية محكمة العدل الدولية ليست محاكمة أفراد، ولا تشمل المحكمة الجنائية الدولية، وهي هيئة منفصلة. وقال جراح إن القضية تمثل فرصة "لتقديم إجابات واضحة ومحددة حول مسألة ما إذا كانت إسرائيل ترتكب إبادة جماعية ضد الشعب الفلسطيني".
في 6 مارس/آذار 2024، طلبت جنوب أفريقيا من محكمة العدل الدولية أن تأمر باتخاذ إجراءات إضافية ضد إسرائيل لأن سكان غزة كانوا يواجهون مجاعة جماعية.
في 13 نوفمبر/تشرين الثاني 2023، رفع مركز الحقوق الدستورية ومقره نيويورك دعوى قضائية ضد جو بايدن بزعم فشله في واجباته، المحددة بموجب القوانين الوطنية والدولية، لمنع إسرائيل من ارتكاب الإبادة الجماعية في غزة. زعمت الشكوى المقدمة نيابة عن الفلسطينيين في غزة والولايات المتحدة أن "عمليات القتل الجماعي" التي تقوم بها إسرائيل واستهداف البنية التحتية المدنية والطرد القسري ترقى إلى مستوى الإبادة الجماعية. وقال مركز الحقوق الدستورية إن من واجب الولايات المتحدة والدول الأخرى بذل كل ما في وسعها لوقف القتل. "باعتبارها أقرب حليف لإسرائيل وأقوى داعم لها، ولأنها أكبر مقدم للمساعدات العسكرية لها بفارق كبير، ومع كون إسرائيل أكبر متلقي تراكمي للمساعدات الخارجية الأمريكية منذ الحرب العالمية الثانية، فإن الولايات المتحدة لديها الوسائل المتاحة ليكون لها تأثير رادع على إسرائيل". ويواصل المسؤولون الإسرائيليون الآن أعمال الإبادة الجماعية ضد الشعب الفلسطيني في غزة".
الدعوى المرفوعة أمام المحكمة الفيدرالية في كاليفورنيا، تطلب من المحكمة منع الولايات المتحدة من تقديم الأسلحة والمال والدعم الدبلوماسي لإسرائيل. كما طلبت إعلانًا بأن الرئيس ووزير الخارجية أنتوني بلينكن ووزير الدفاع لويد أوستن مطالبون "باتخاذ جميع الإجراءات في حدود سلطتهم لمنع ارتكاب إسرائيل لأعمال الإبادة الجماعية ضد الشعب الفلسطيني في غزة". قال الباحث في مجال الإبادة الجماعية ويليام شاباس في إعلان في الدعوى القضائية إنه من وجهة نظره كان هناك "خطر جدي للإبادة الجماعية" وأن الولايات المتحدة "تنتهك التزاماتها" بموجب اتفاقية الإبادة الجماعية لعام 1948 والقانون الدولي.
وفي 31 يناير 2024، تم رفض القضية. وقال القاضي إن دستور الولايات المتحدة يحد من تصرفاته، وأنه كان يفضل إصدار الأمر الزجري، وحث الرئيس بايدن على إعادة التفكير في السياسة الأمريكية، فكتب "من المعقول أن سلوك إسرائيل يرقى إلى مستوى الإبادة الجماعية".
في 4 ديسمبر/كانون الأول 2023، رفعت منظمات حقوق الإنسان أوكسفام نوفيب، وباكس نيدرلاند، ومنتدى الحقوق دعوى قضائية ضد الدولة الهولندية لوقف تصدير قطع غيار طائرات مقاتلة من طراز إف-35 بحجة أنها تساهم في انتهاكات القانون الدولي في غزة. وقالت منظمة أوكسفام إن التصدير "جعل هولندا متواطئة في انتهاكات قوانين الحرب والعقاب الجماعي للسكان المدنيين في غزة". وفي 15 ديسمبر/كانون الأول 2023، قضت لاهاي بأنه بإمكان الدولة الاستمرار في تصدير الأسلحة إلى إسرائيل. في 12 فبراير 2024، قضت محكمة الاستئناف في لاهاي بأن "هناك خطرًا واضحًا من احتمال استخدام الطائرات المقاتلة الإسرائيلية من طراز F-35 في ارتكاب انتهاكات خطيرة للقانون الإنساني الدولي". وكتب القضاة أن "إسرائيل لا تأخذ في الاعتبار بشكل كاف عواقب هجماتها على السكان المدنيين. وقد أدت الهجمات الإسرائيلية على غزة إلى عدد غير متناسب من الضحايا المدنيين، بما في ذلك آلاف الأطفال"، وأن "هولندا طرف في هذه الهجمات". للعديد من اللوائح الدولية التي تنص على أنه في حالة وجود خطر واضح بحدوث انتهاكات خطيرة للقانون الإنساني الدولي، فإن هولندا ملزمة بمنع تصدير المعدات العسكرية. وأمرت المحكمة بوقف عمليات التسليم خلال سبعة أيام.
في 6 ديسمبر 2023، بدأت منظمة حقوق الإنسان الفلسطينية "الحق" وشبكة الإجراءات القانونية العالمية (GLAN) ومقرها المملكة المتحدة، إجراءات قانونية ضد المملكة المتحدة بعد تقديم طلبات مكتوبة بتعليق مبيعات الأسلحة إلى إسرائيل، مشيرة إلى الانتهاكات المزعومة للقانون الدولي وقواعد المملكة المتحدة. تجاهل مرارا وتكرارا. وتفصّل الأوراق المرفوعة مزاعم عن هجمات عشوائية على المدنيين، والمجاعة، والتهجير القسري، والخطر الجسيم للإبادة الجماعية، بما في ذلك تصريحات أعضاء الكنيست والقادة العسكريين. تم دعم هذا الإجراء من قبل المركز الدولي للعدالة من أجل الفلسطينيين (ICJP) وعُقد مؤتمر صحفي مع GLAN ومؤسسة الحق وICJP مع الحملة ضد تجارة الأسلحة (CAAT) وعضو من منظمة أوكسفام.
في 5 ديسمبر/كانون الأول 2023، أطلقت منظمات حقوق الإنسان الفلسطينية، مؤسسة الحق، مركز الميزان لحقوق الإنسان، والمركز الفلسطيني لحقوق الإنسان، إجراءات قانونية أمام المحكمة الفيدرالية الأسترالية. تسعى جماعات حقوق الإنسان إلى الحصول على جميع التصاريح التي تسمح بتصدير الأسلحة إلى إسرائيل والتي منحها وزير الدفاع منذ 7 أكتوبر/تشرين الأول 2023. ويدعم هذا الطلب المركز الأسترالي للعدالة الدولية (ACIJ).

## معرض الصور
جزء من الصور التي تم توثيقها في قطاع غزة خلال أكتوبر 2023

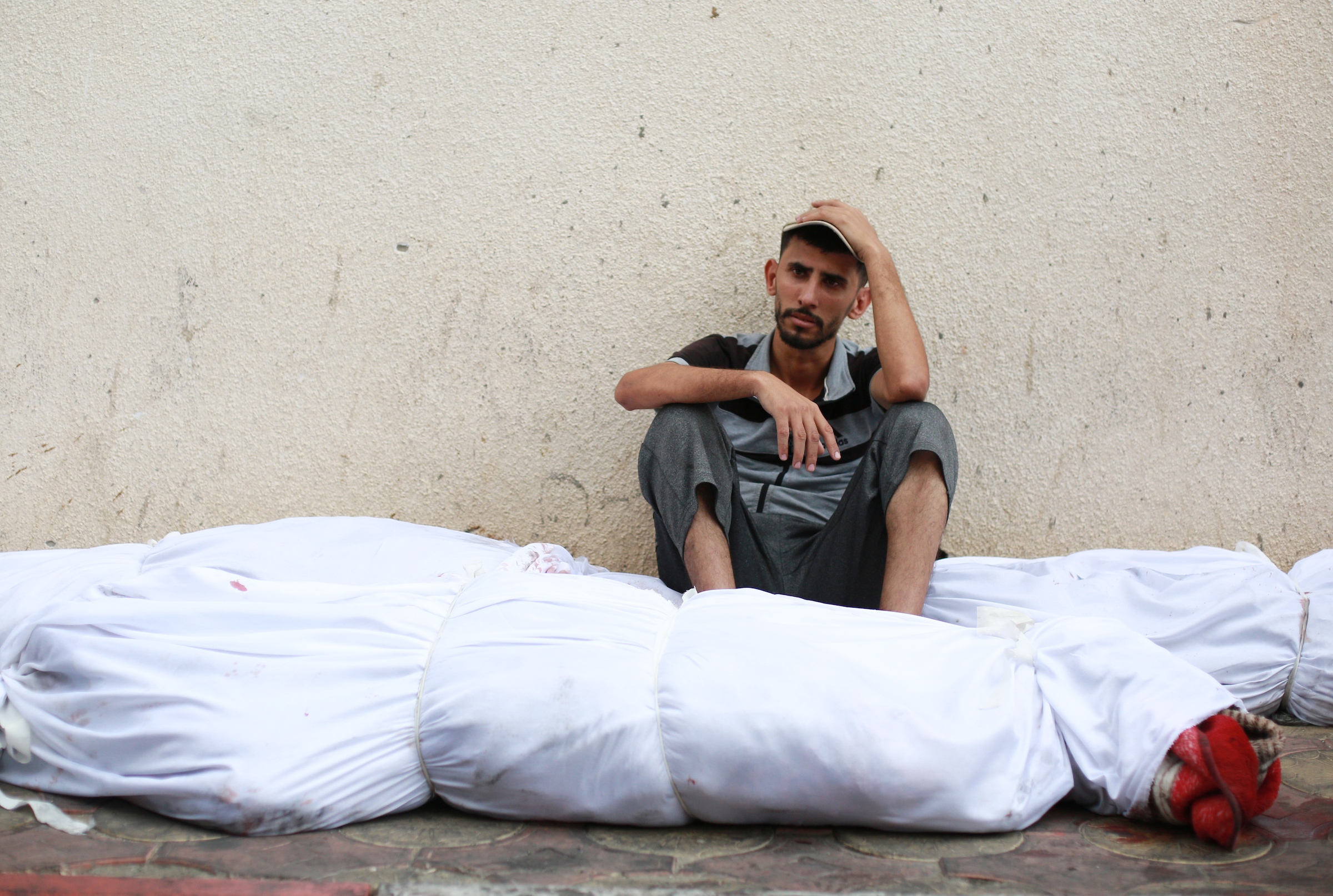
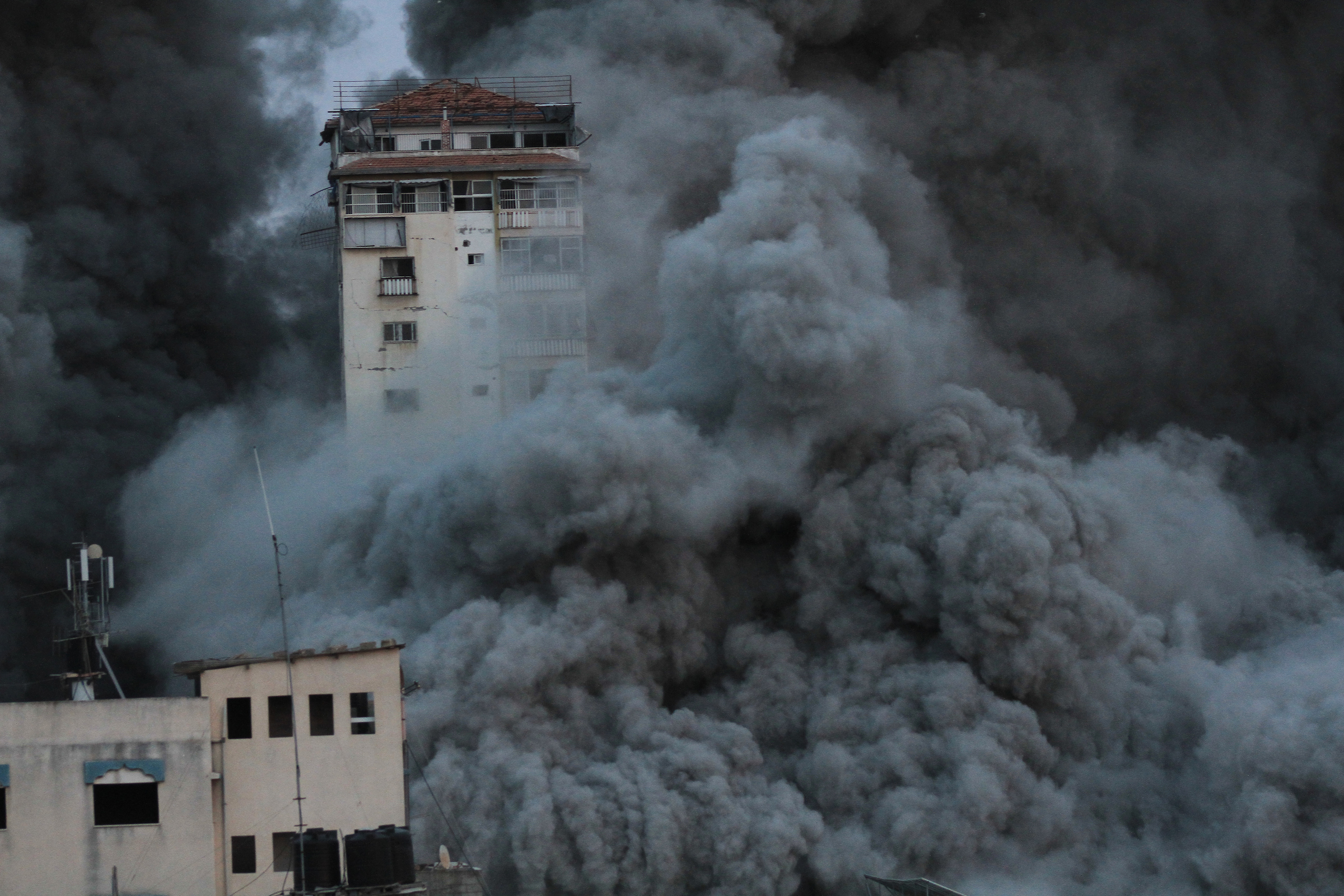
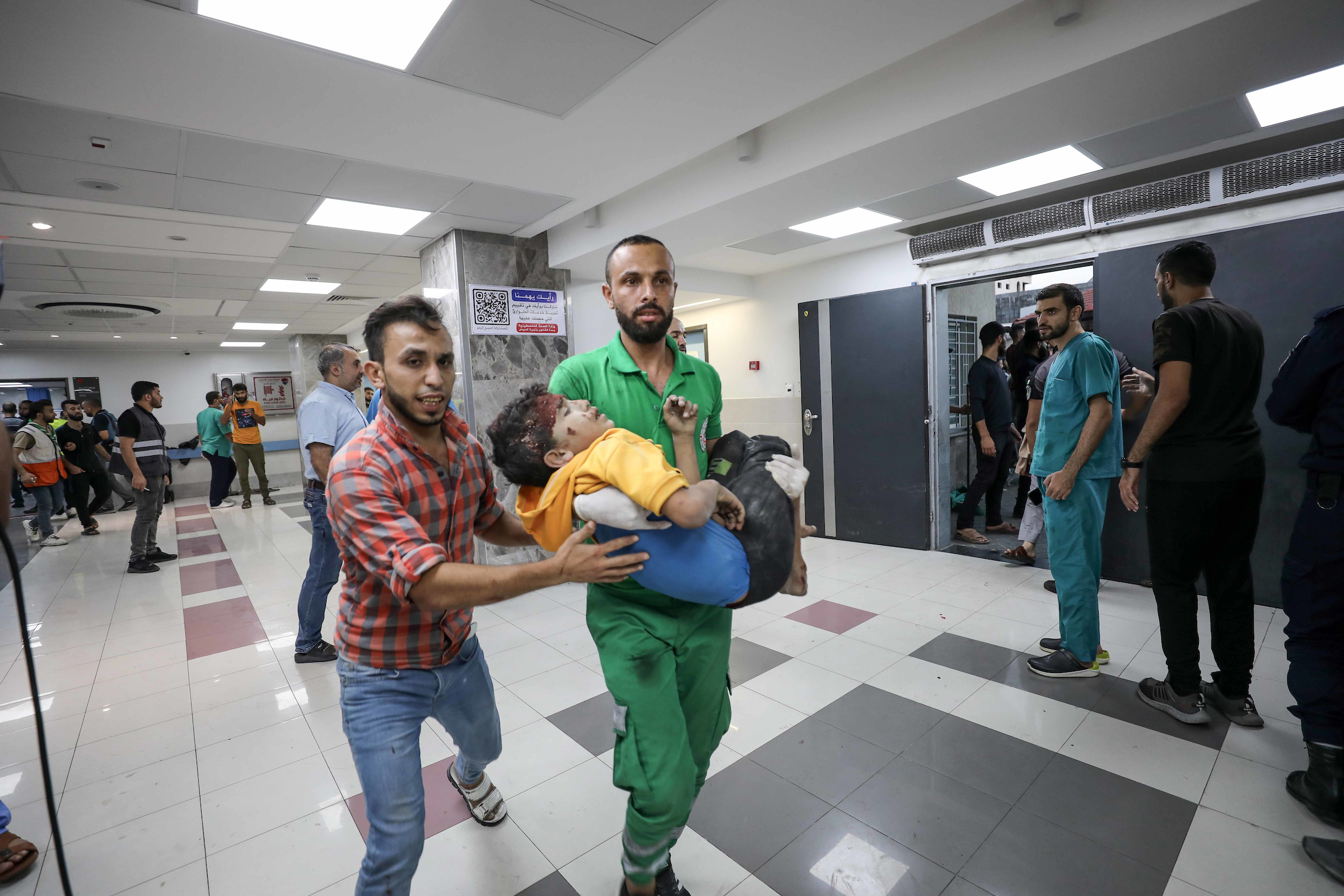
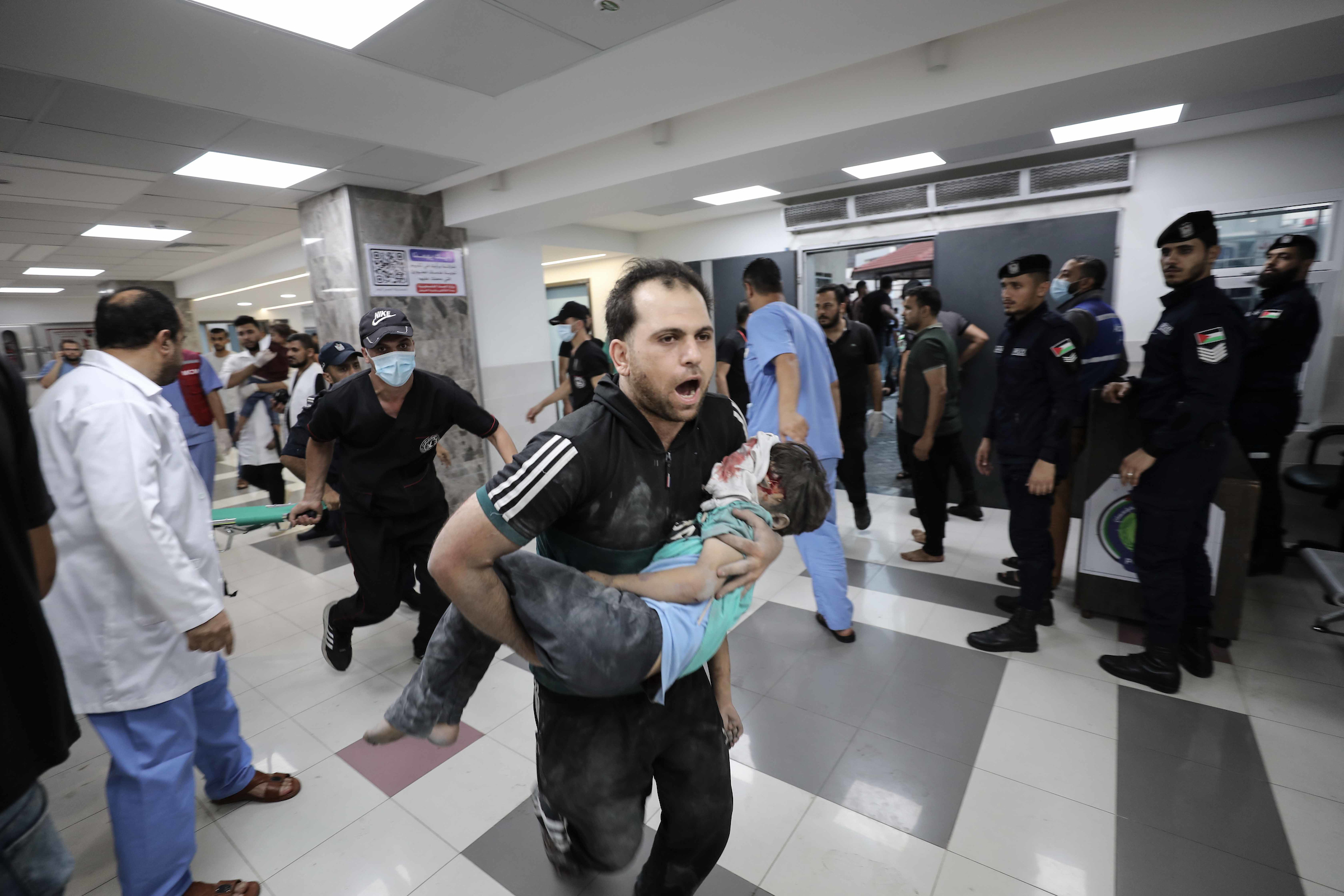
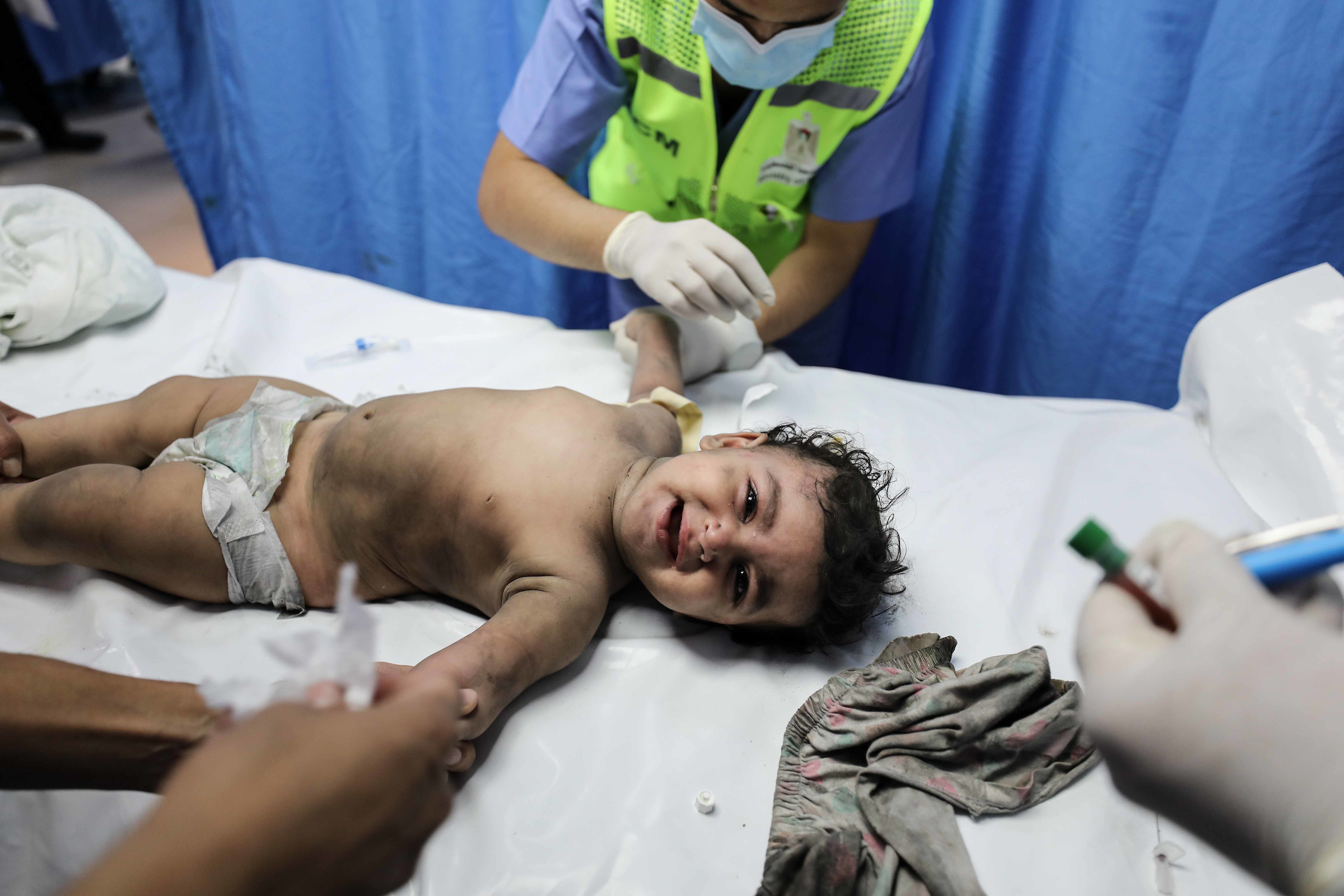
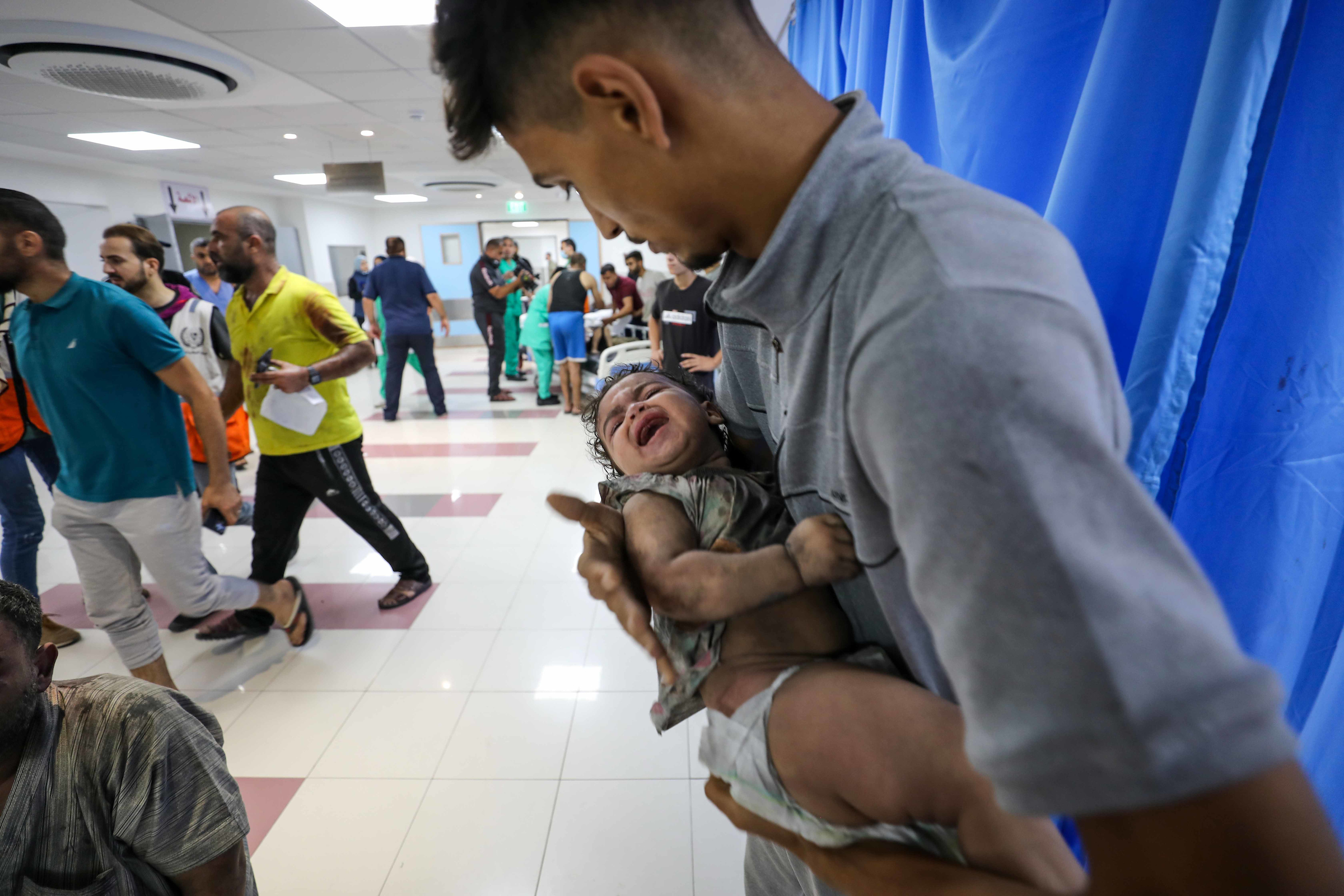
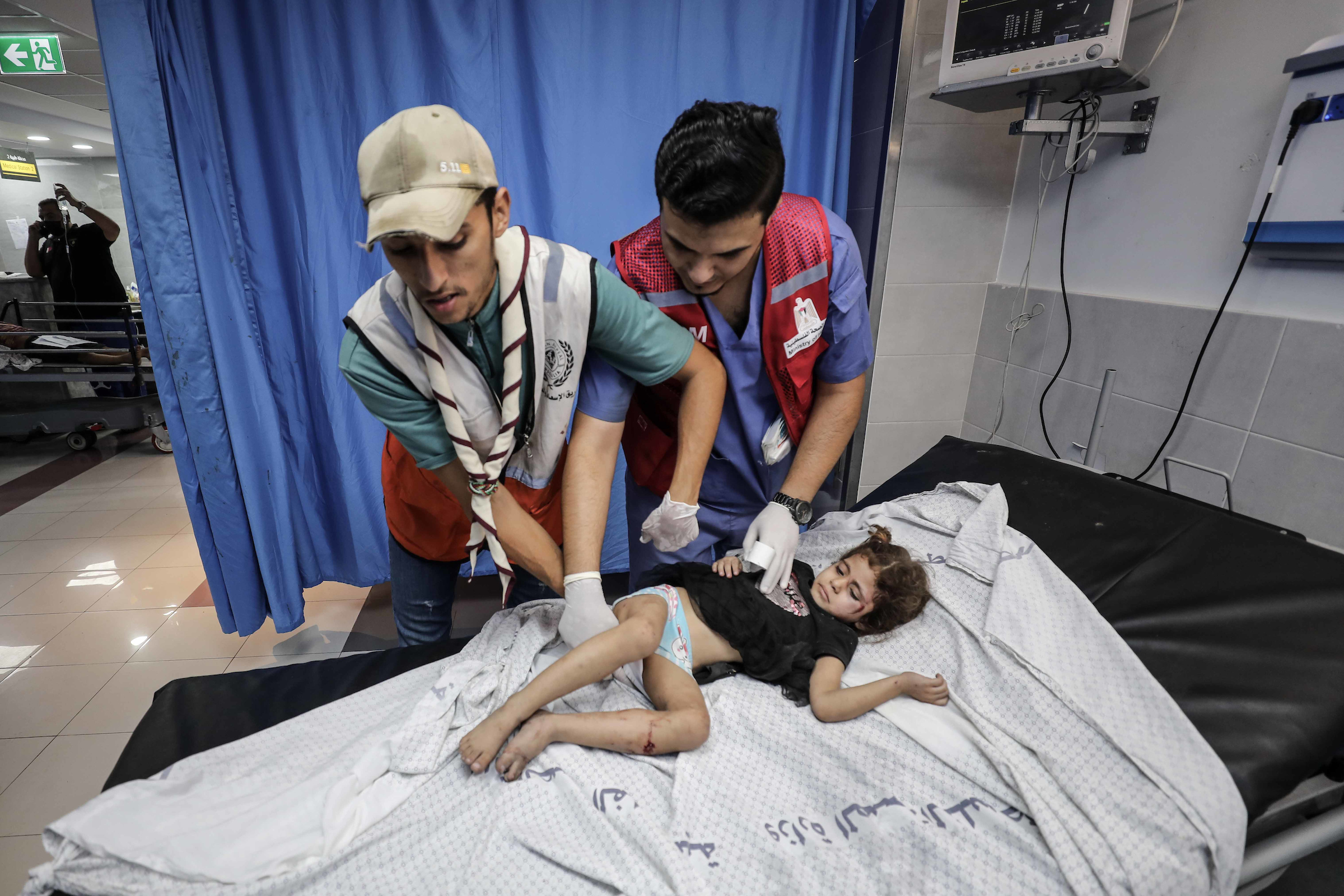
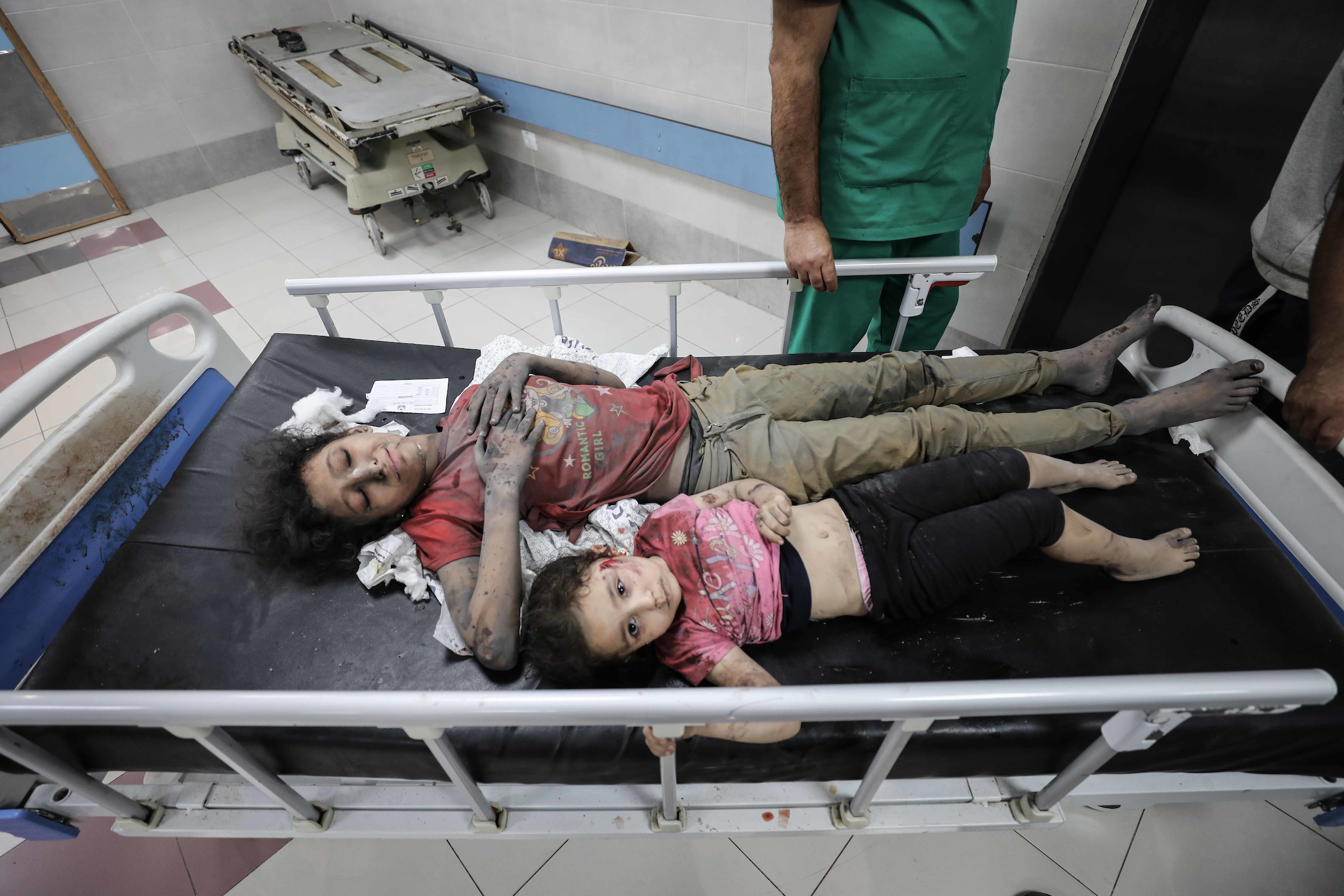
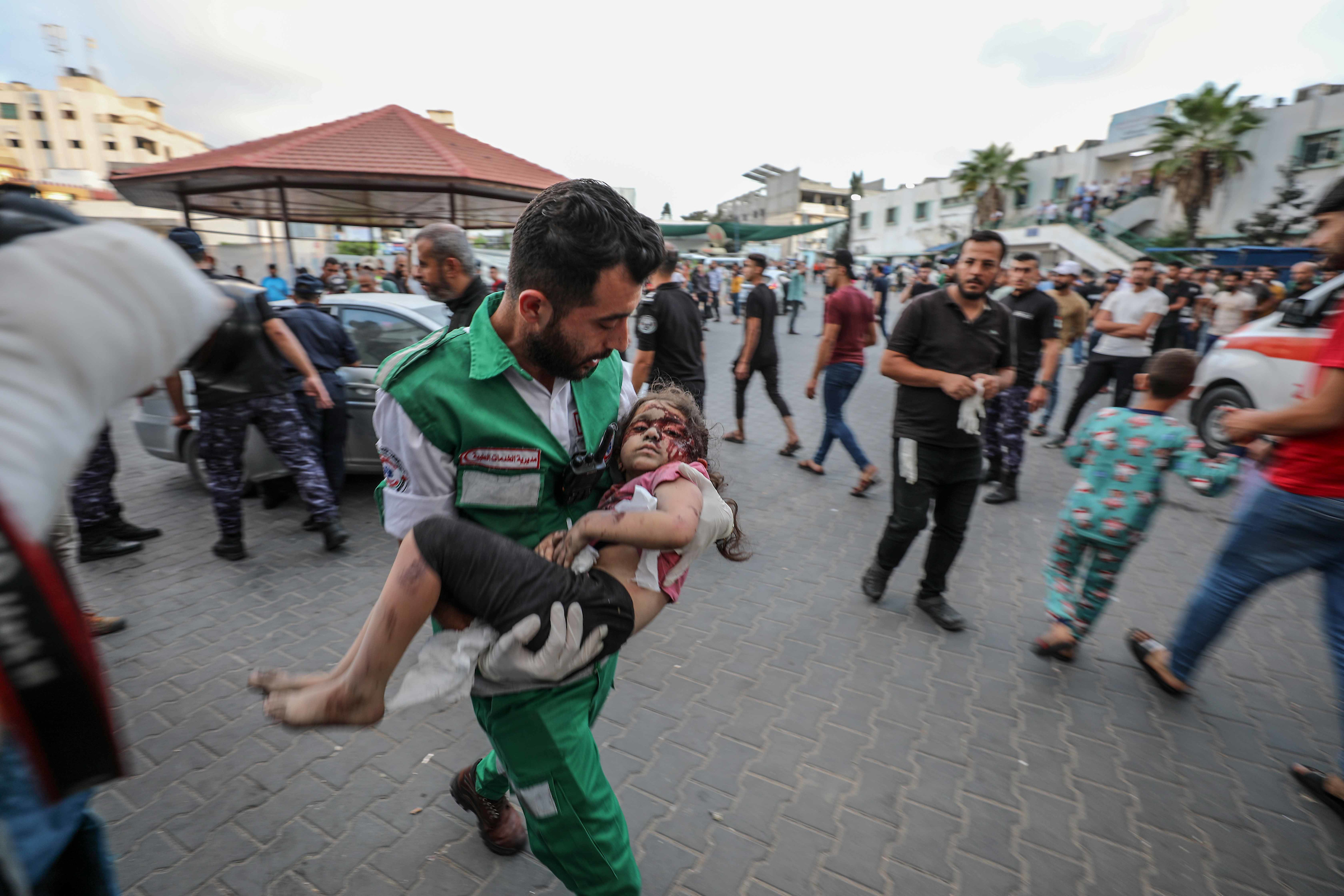
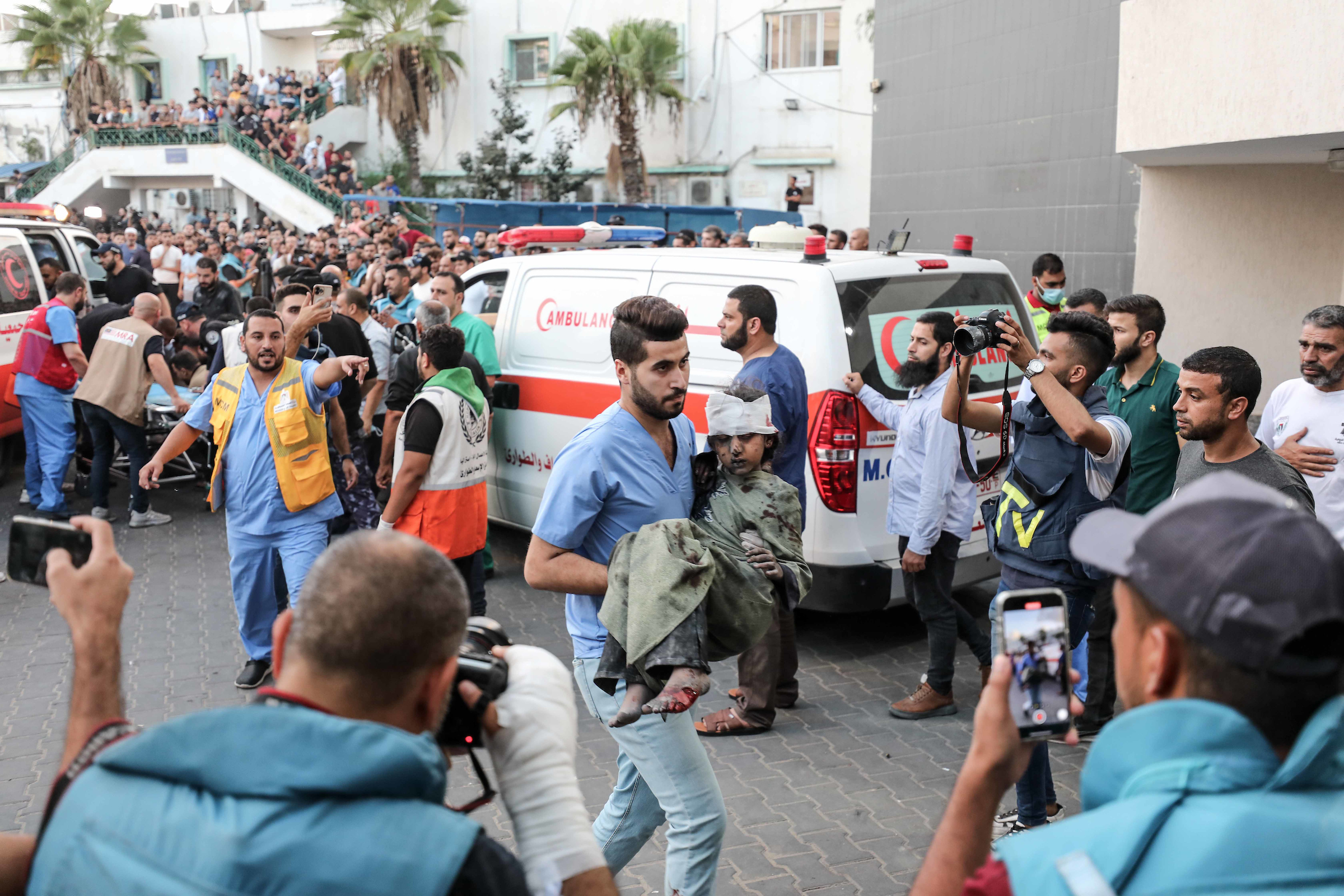
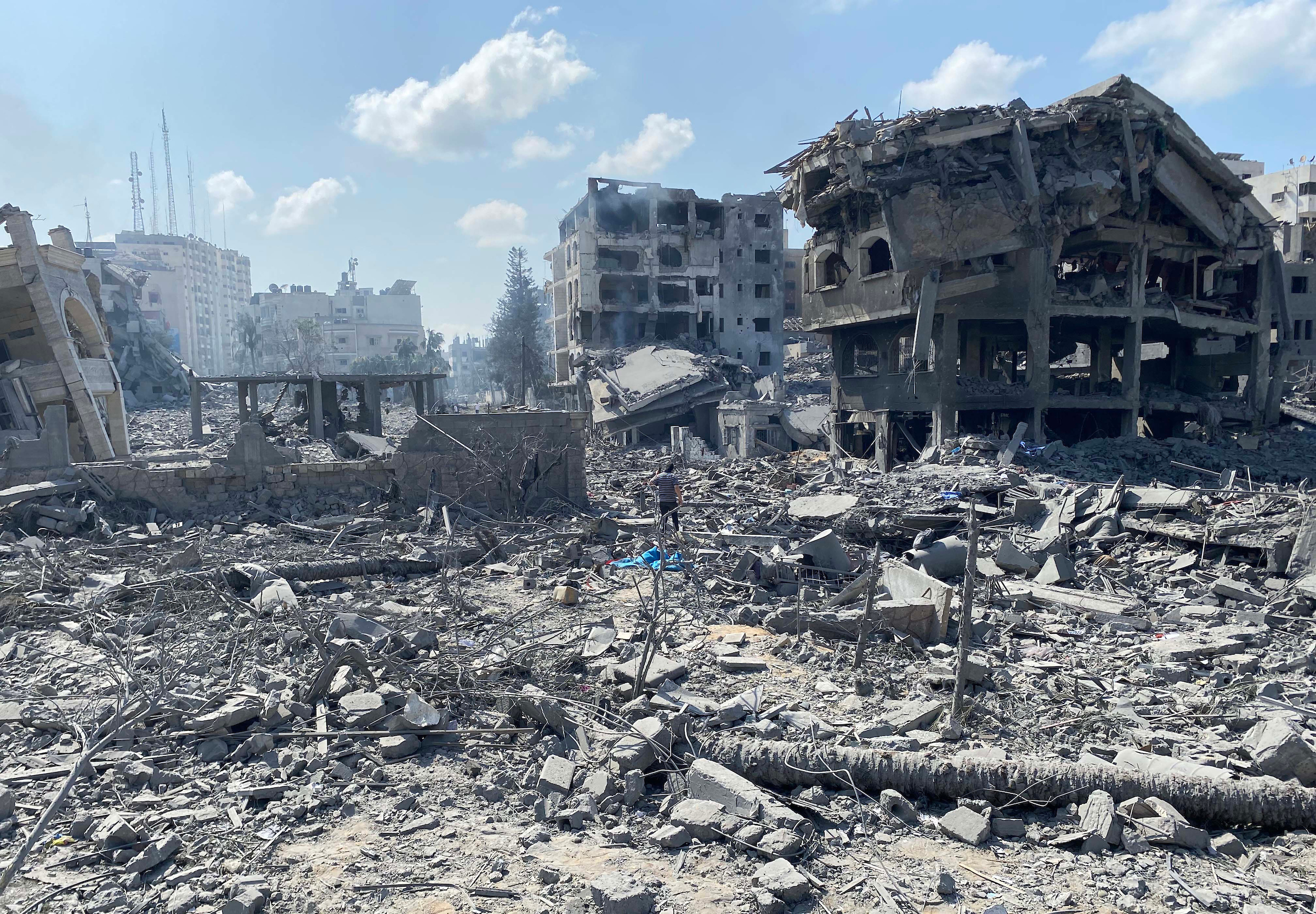
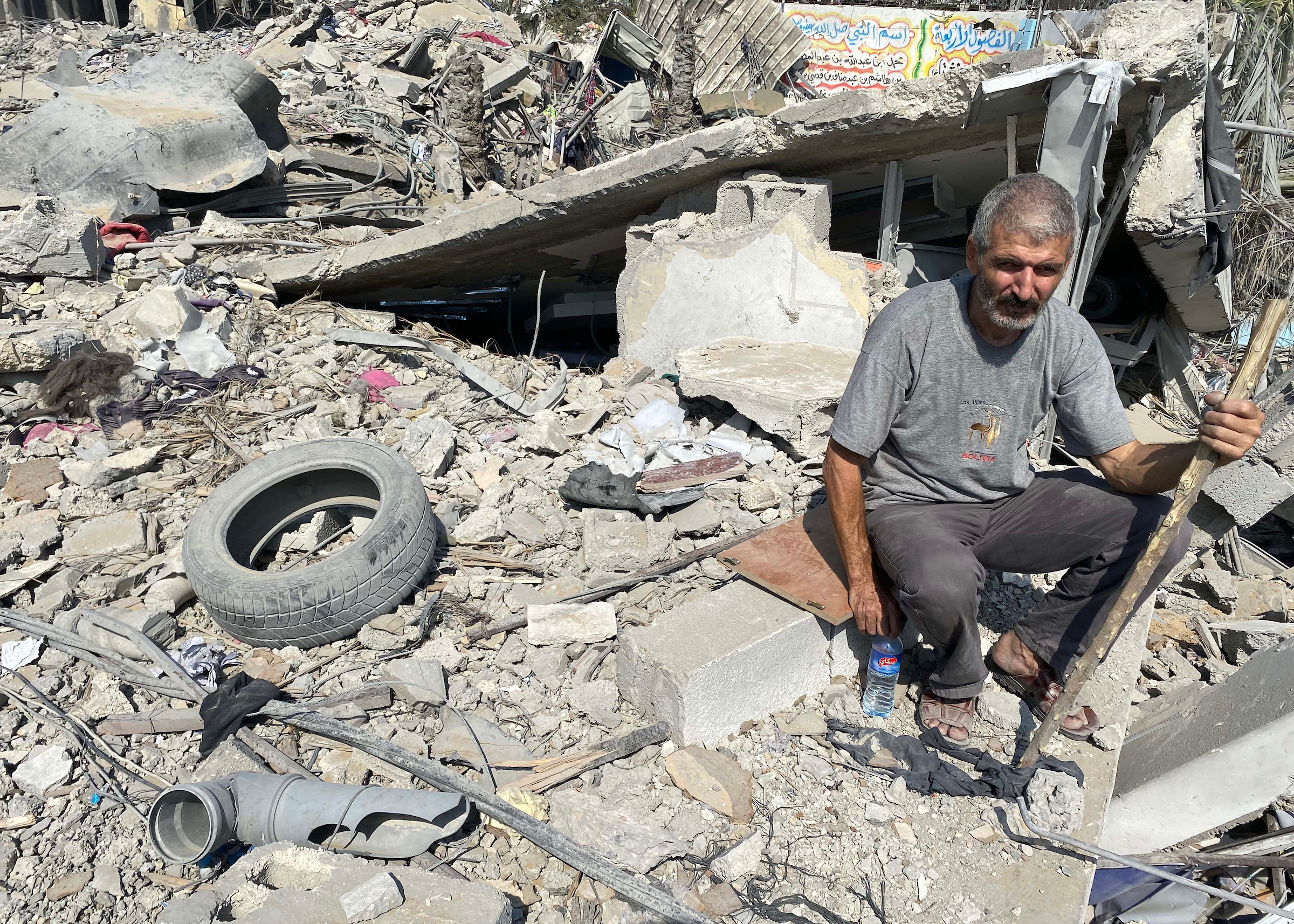
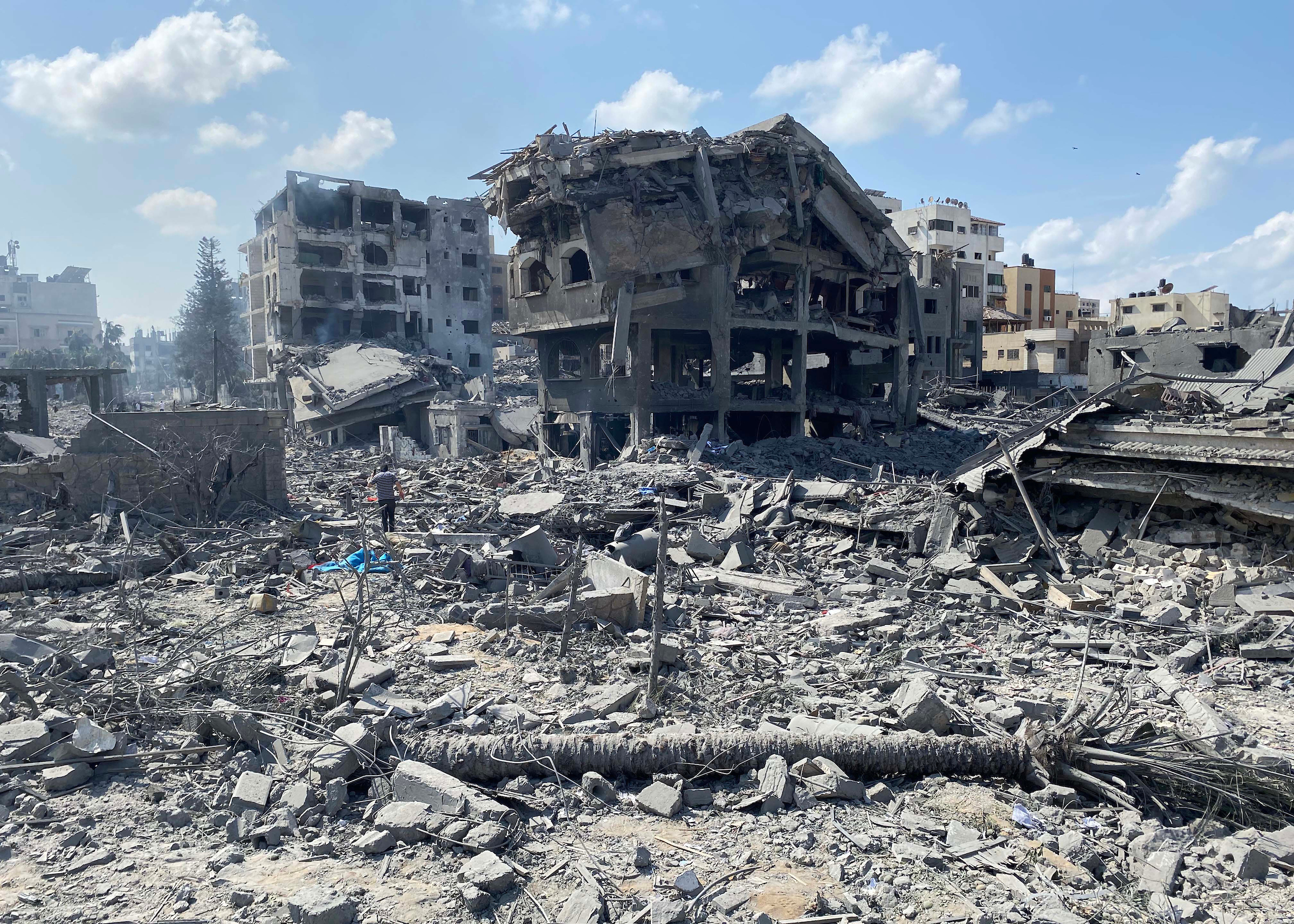
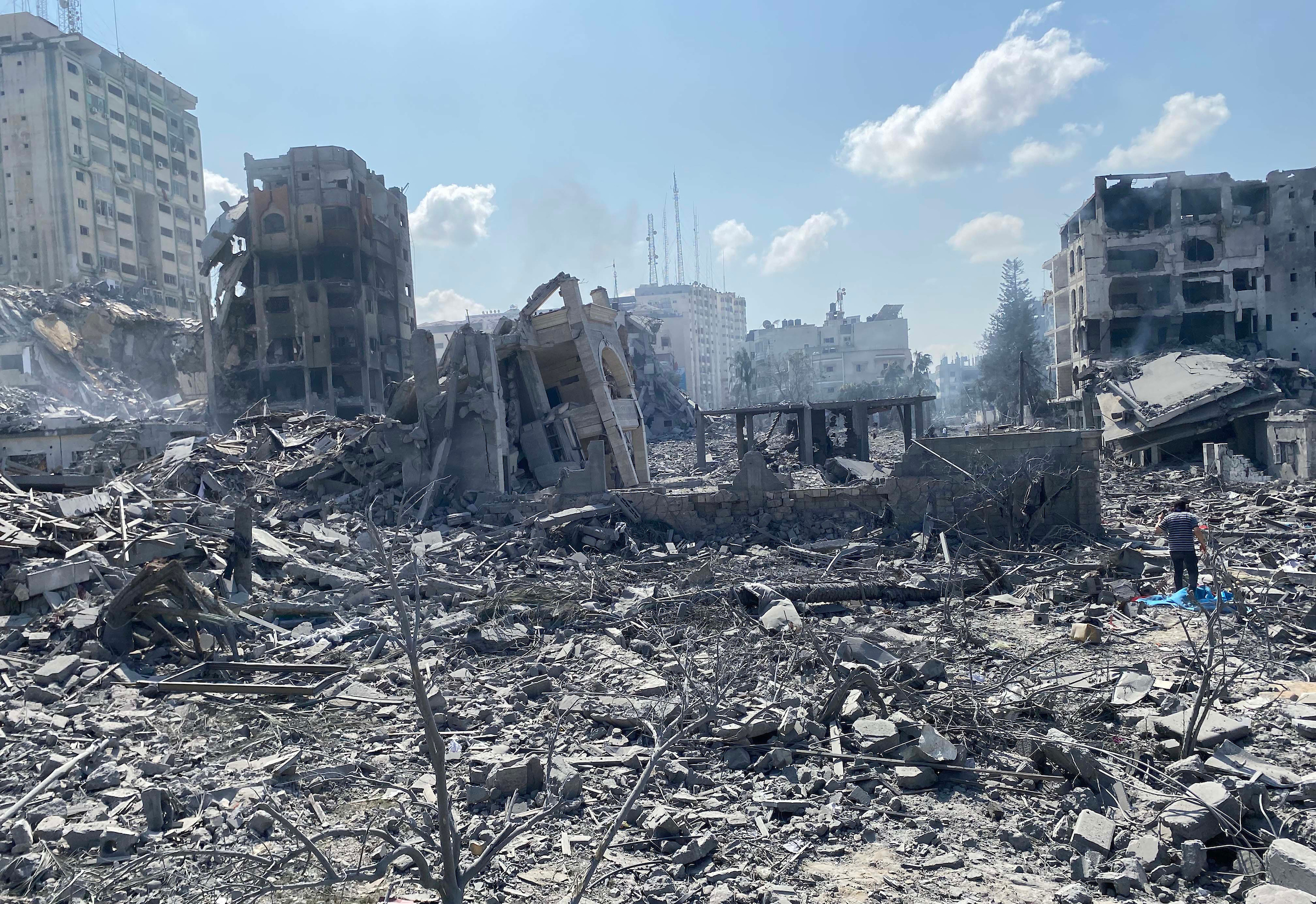
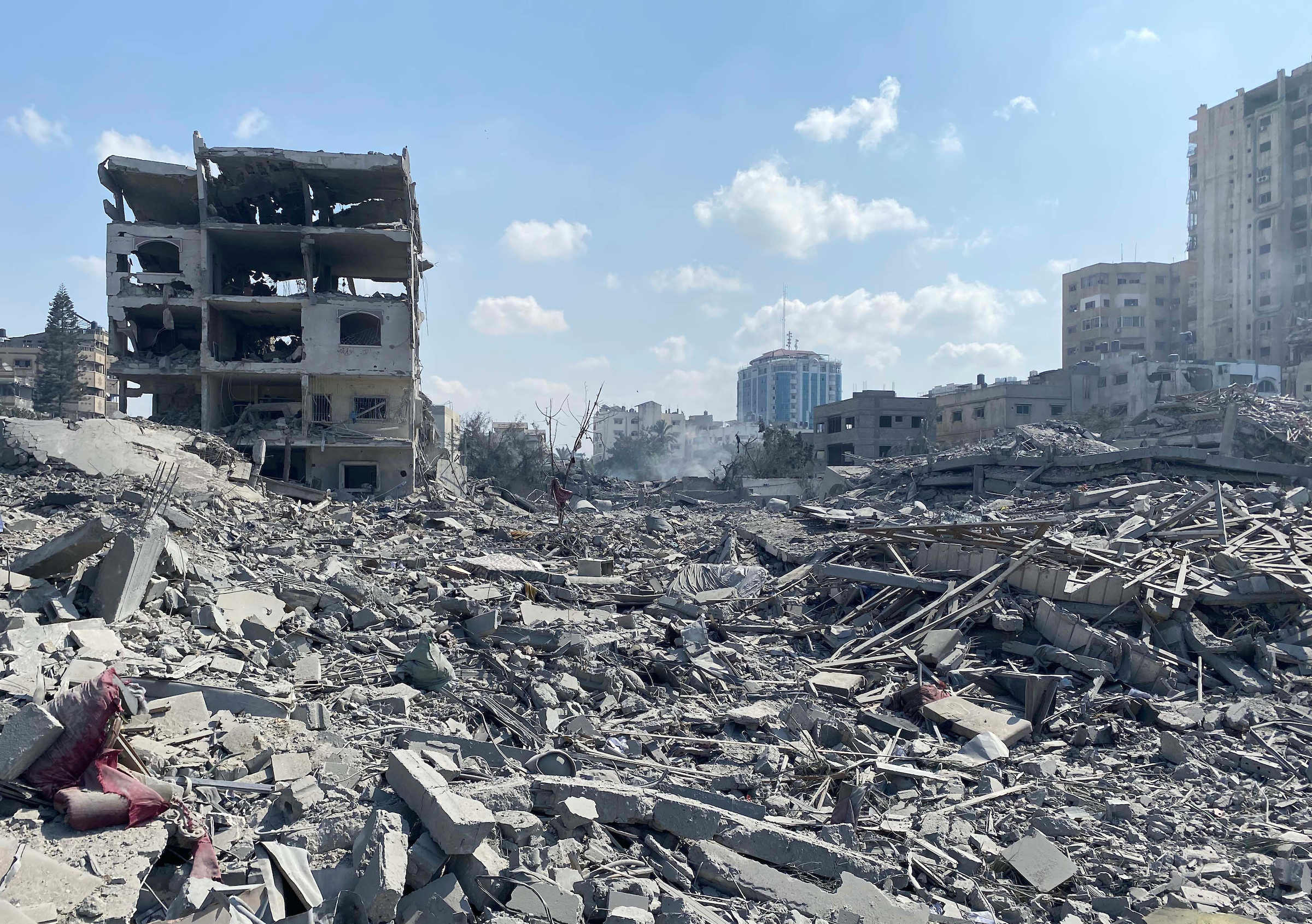
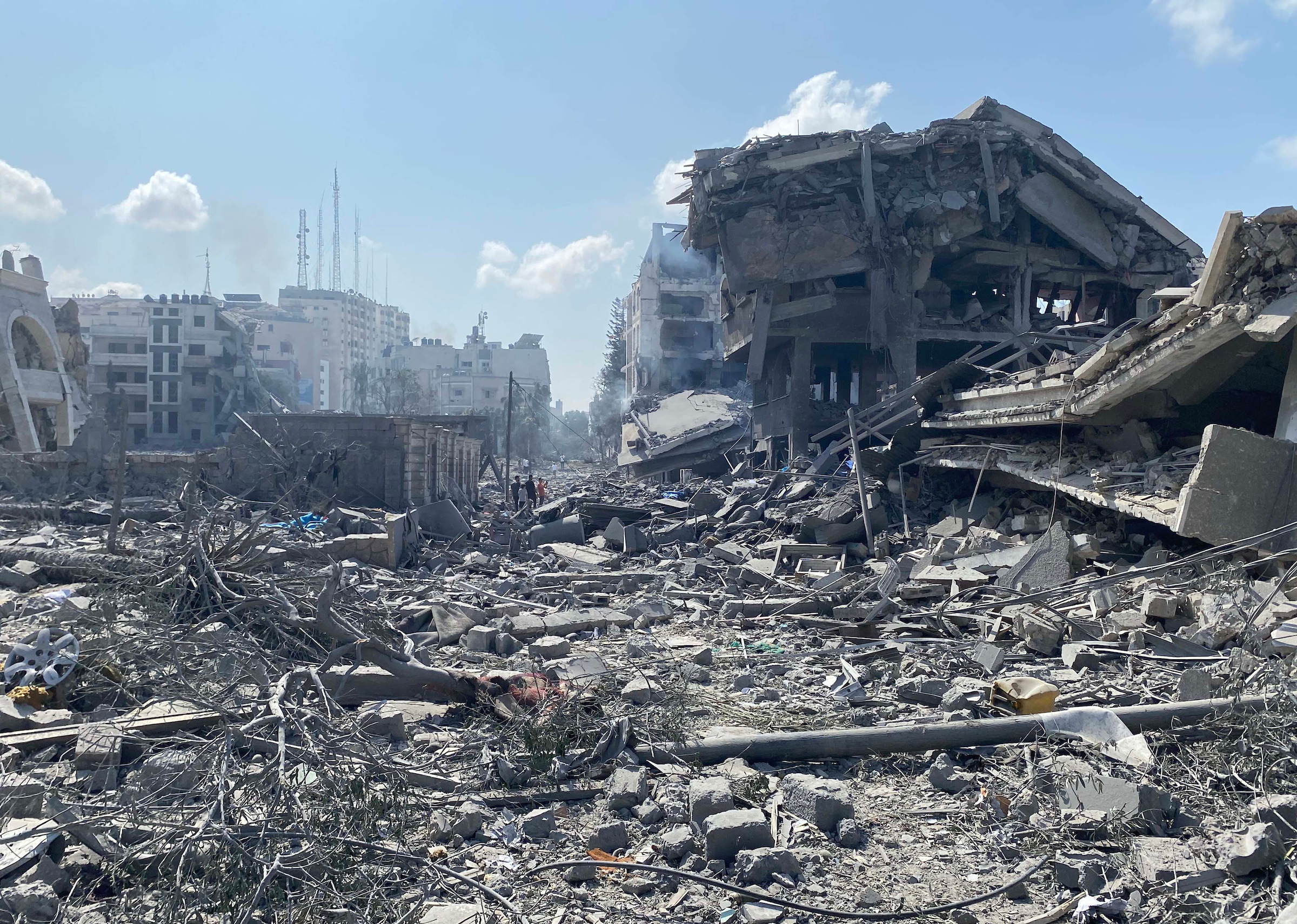
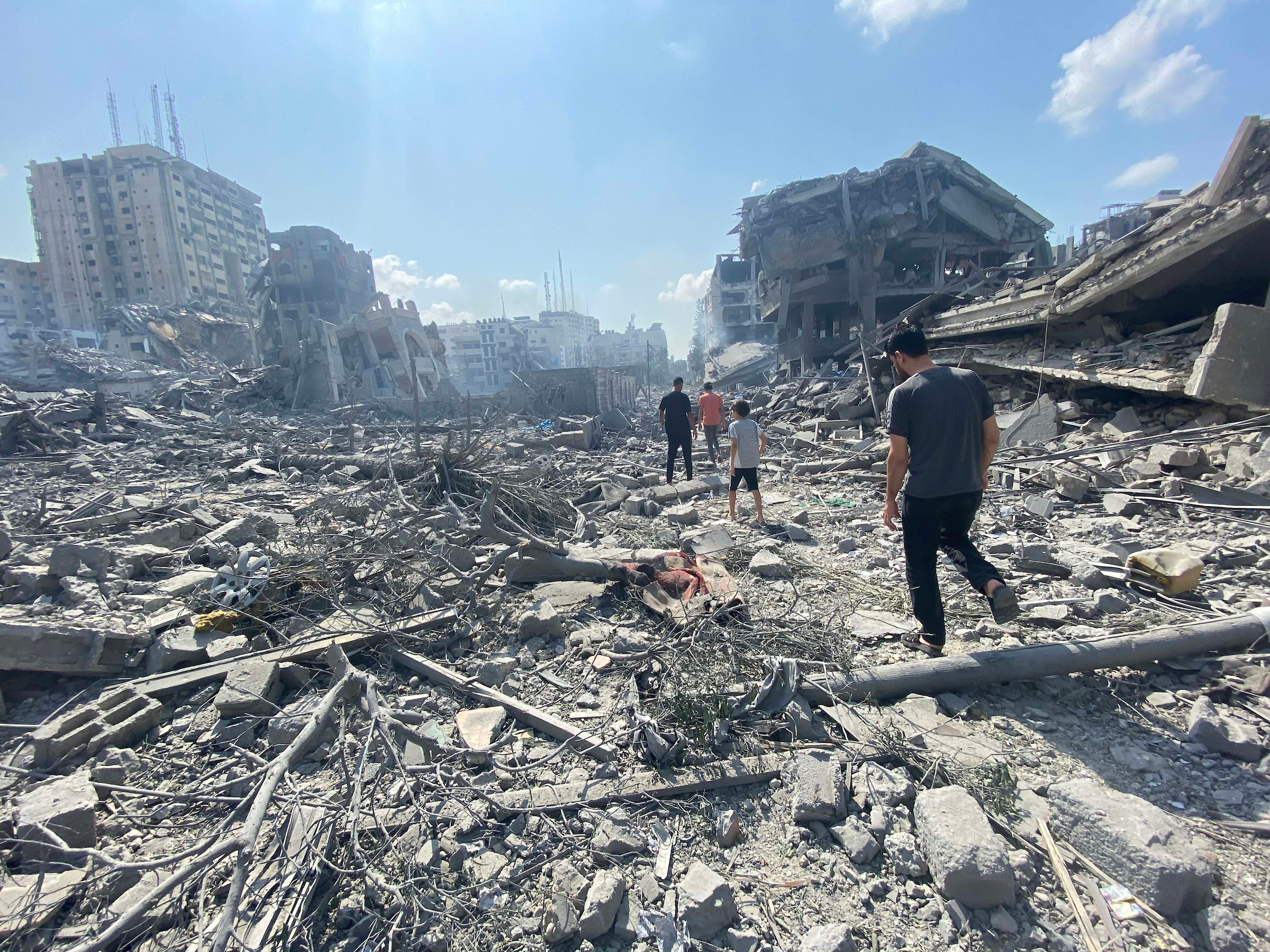
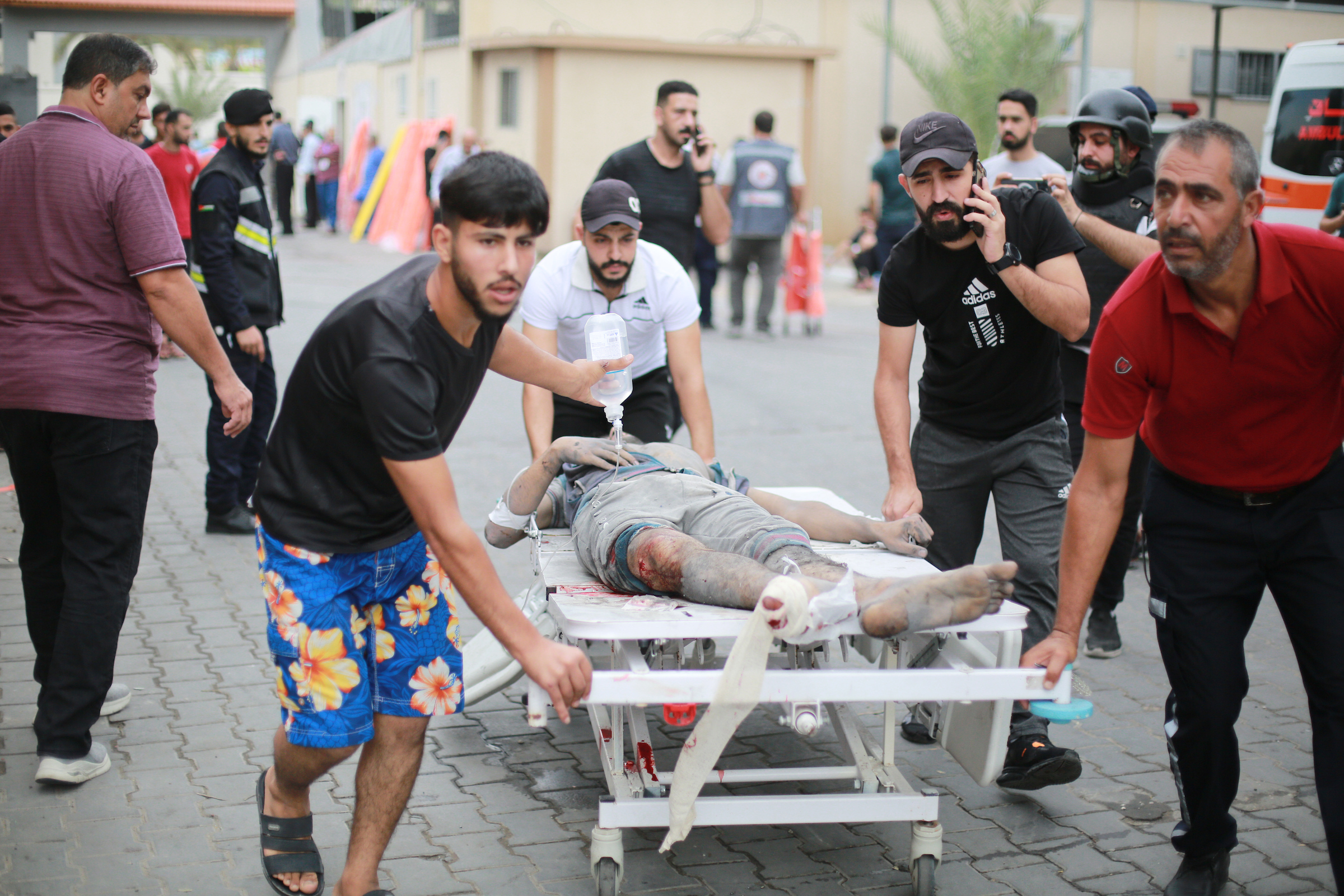
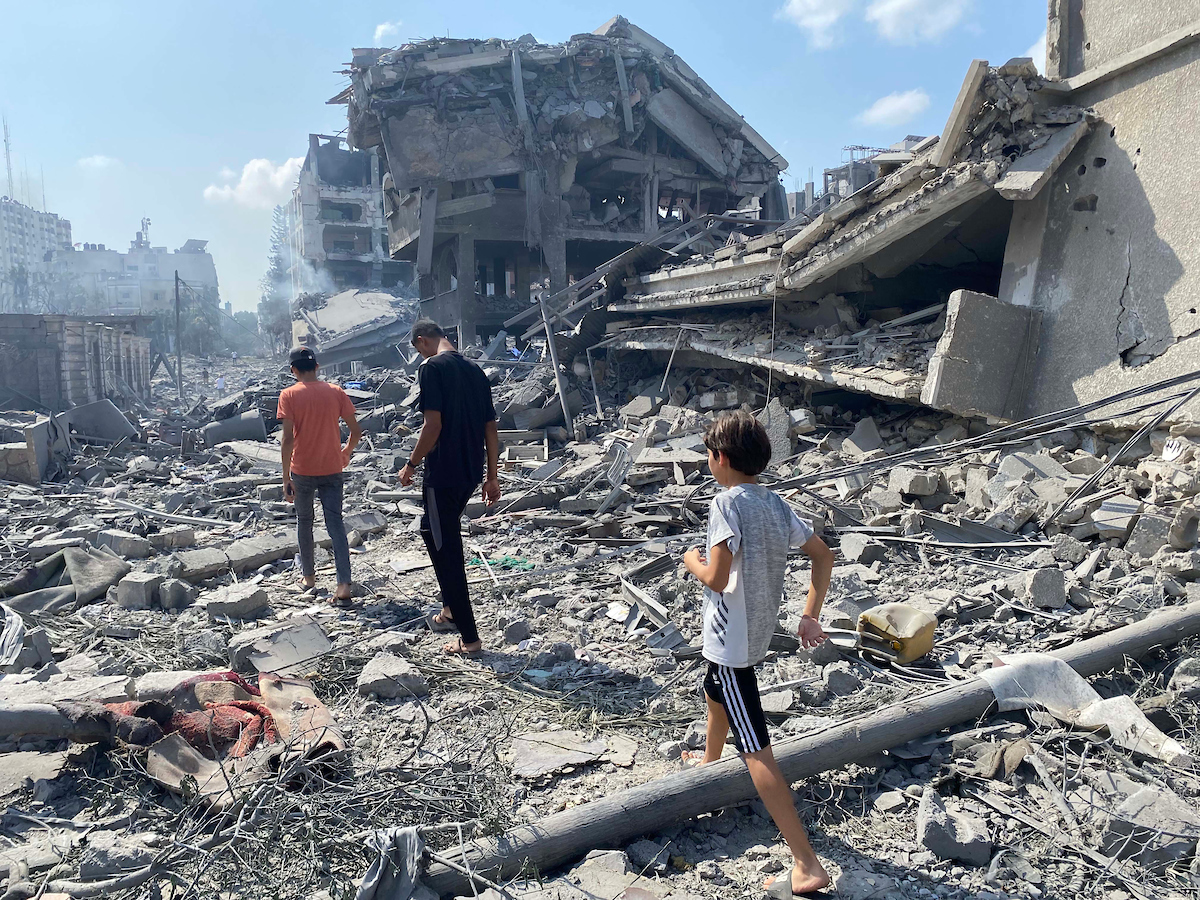
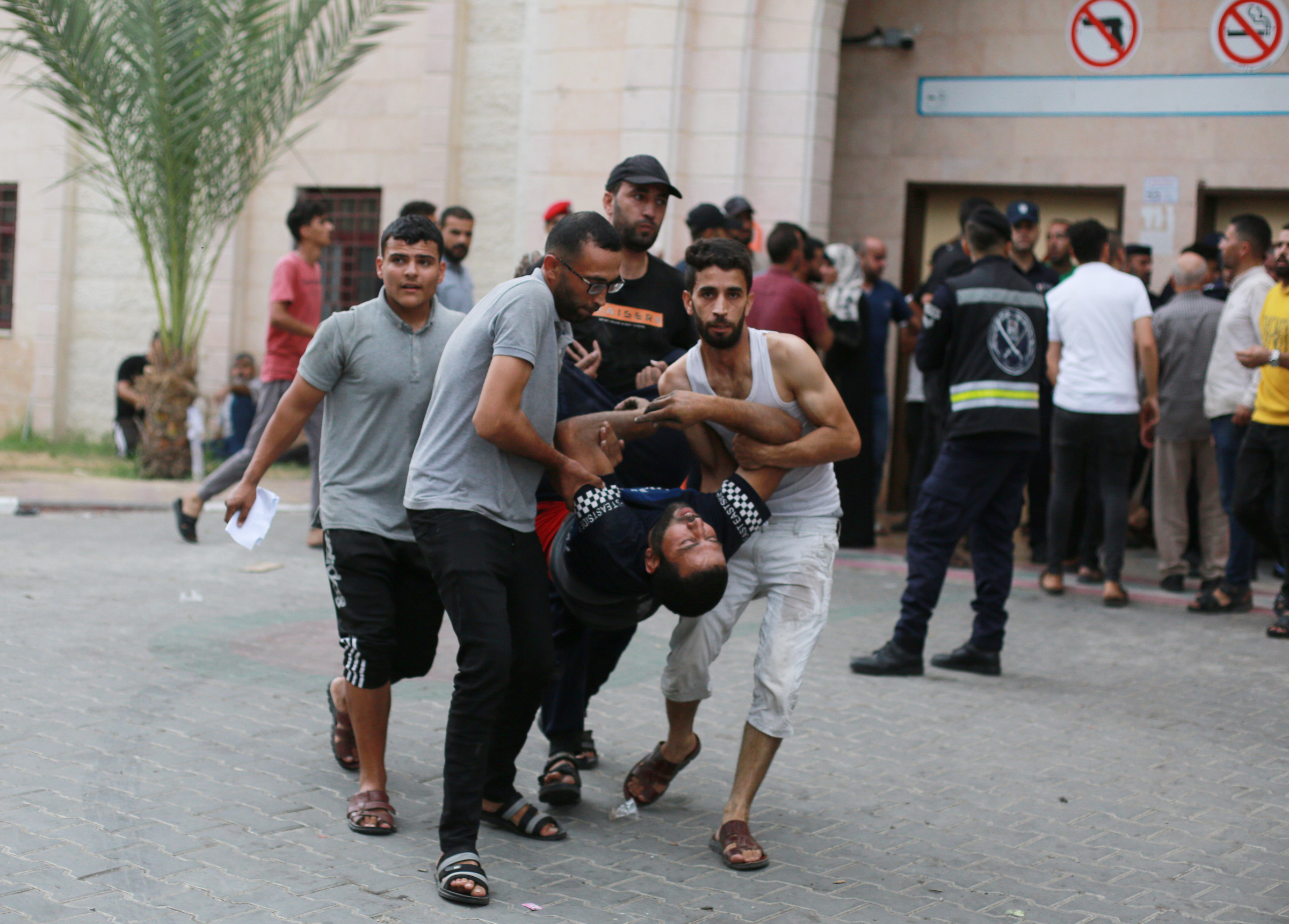
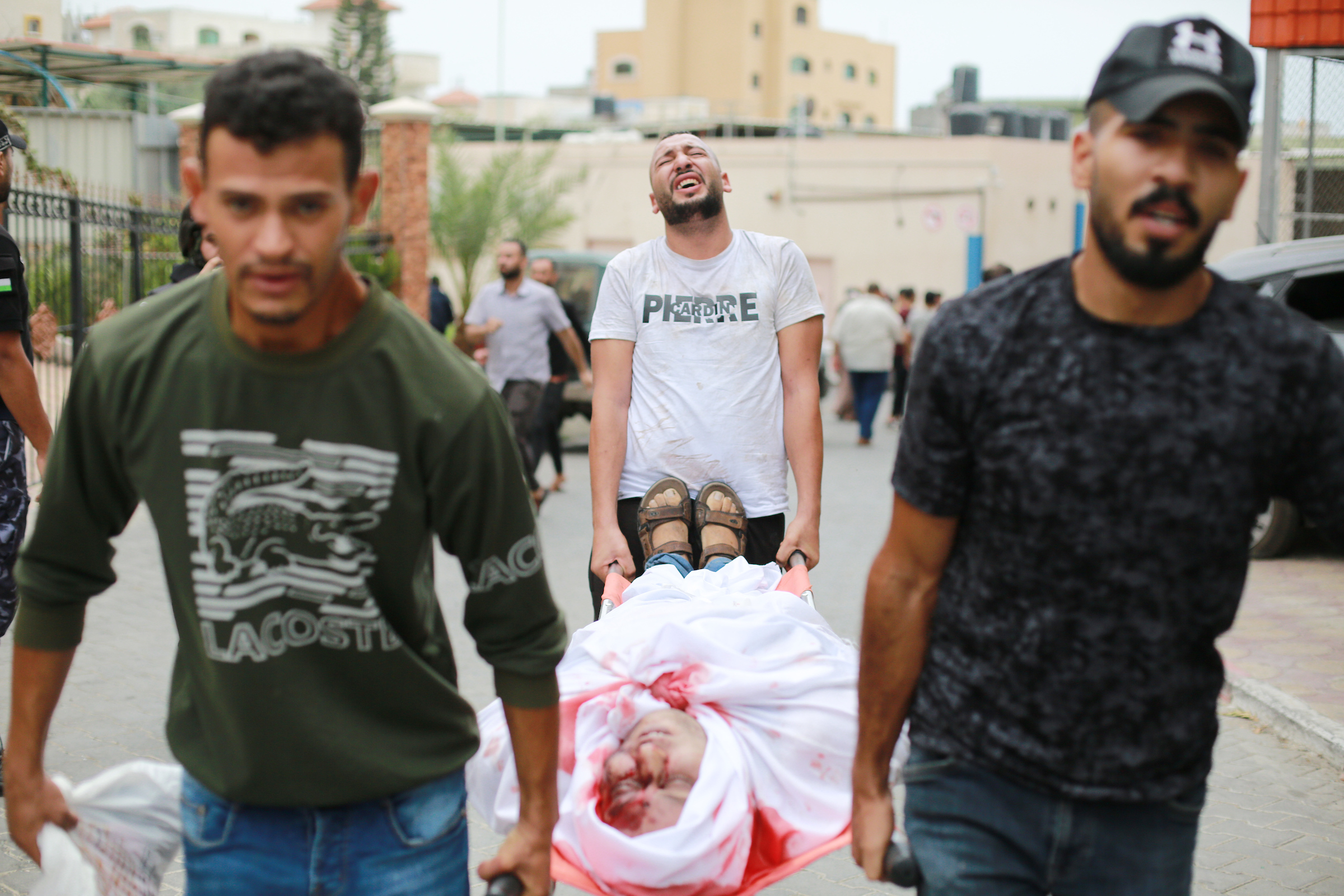
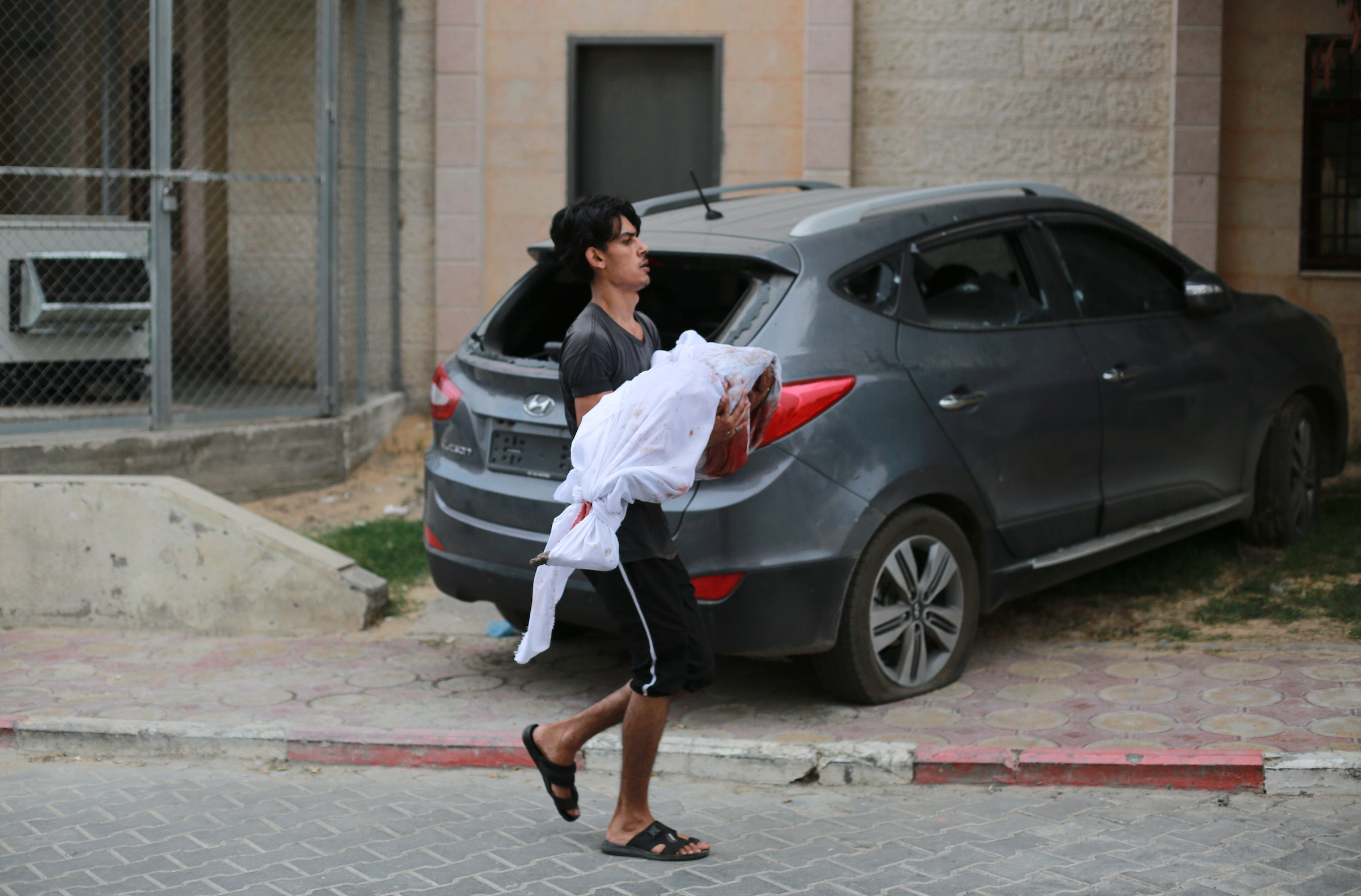
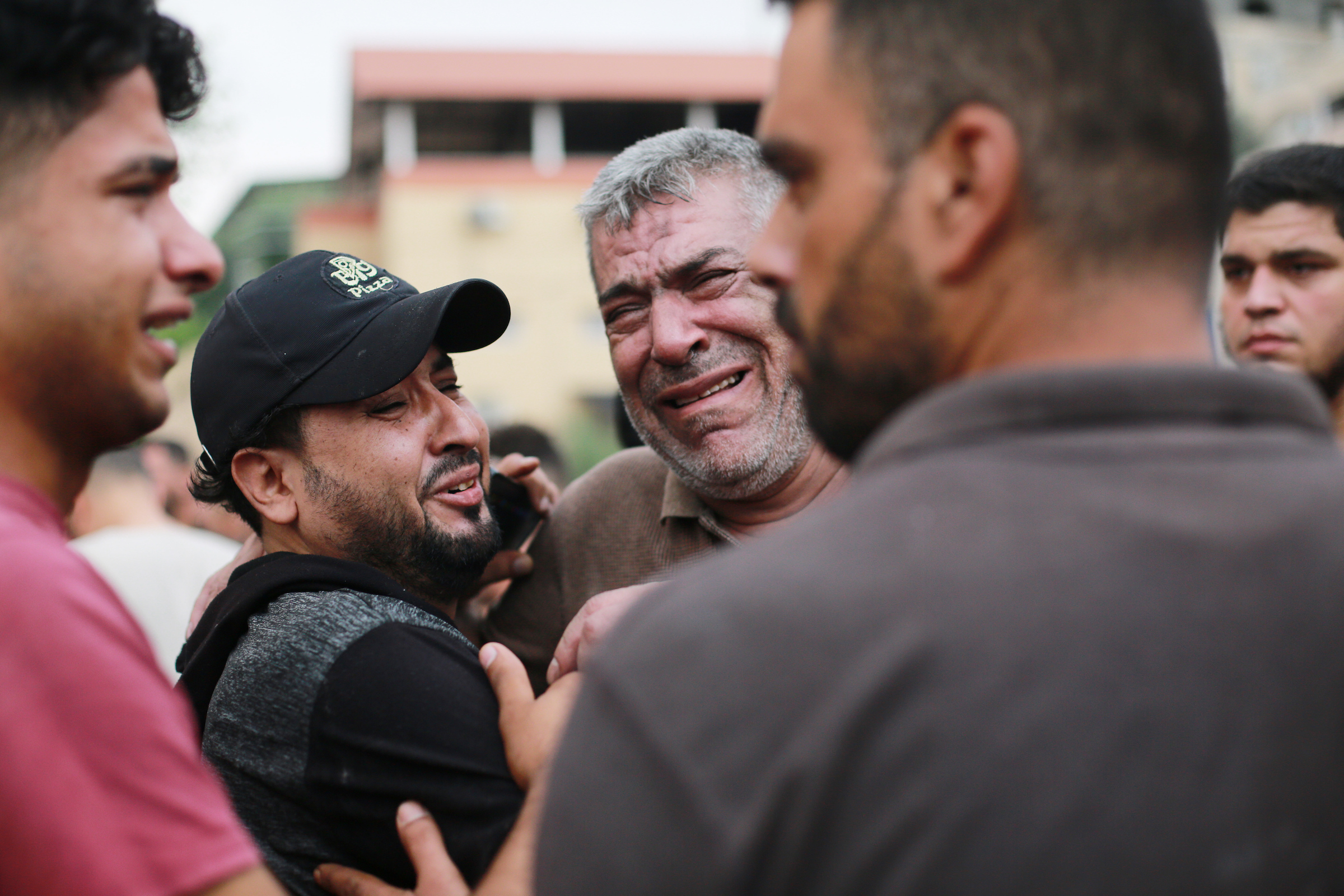
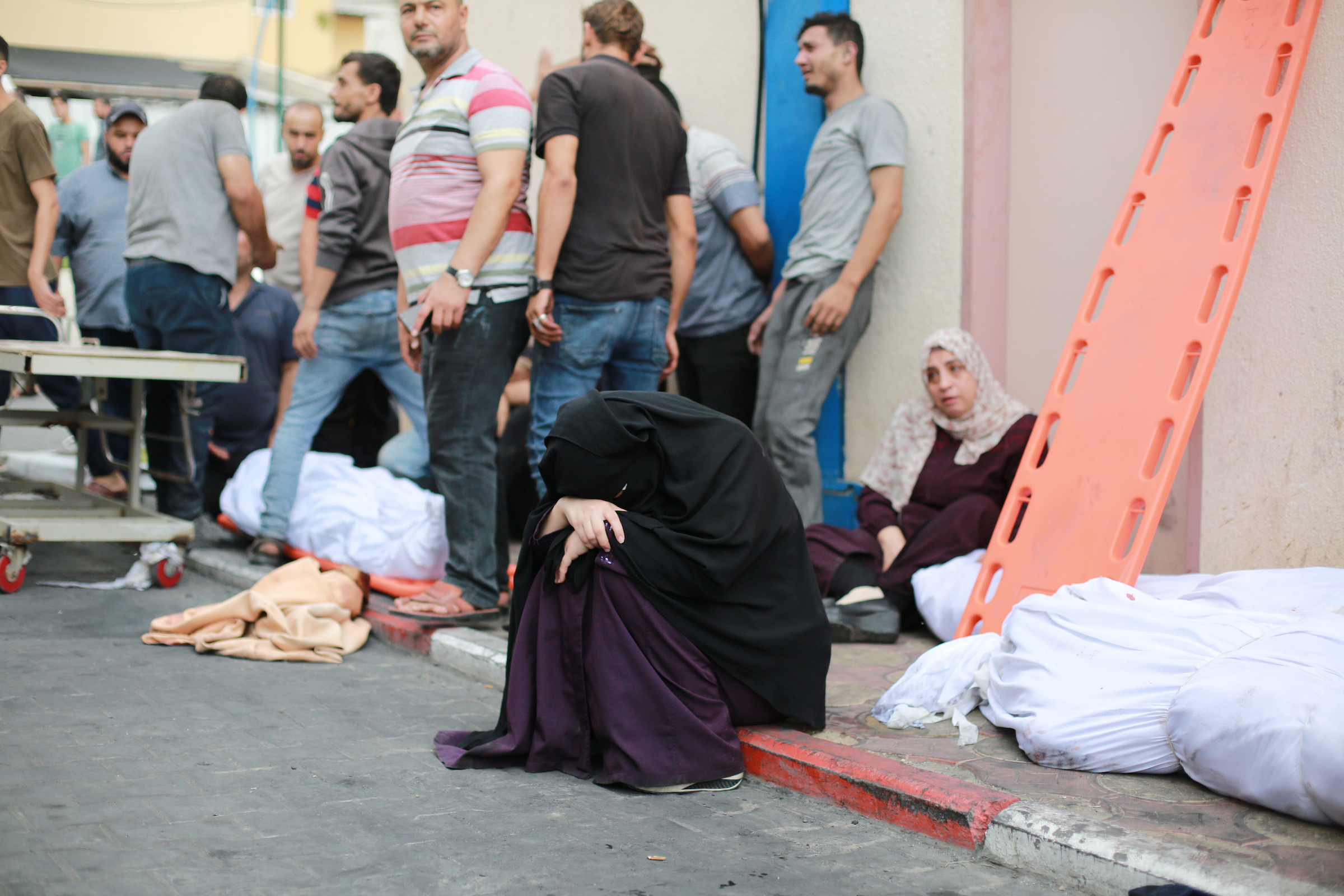
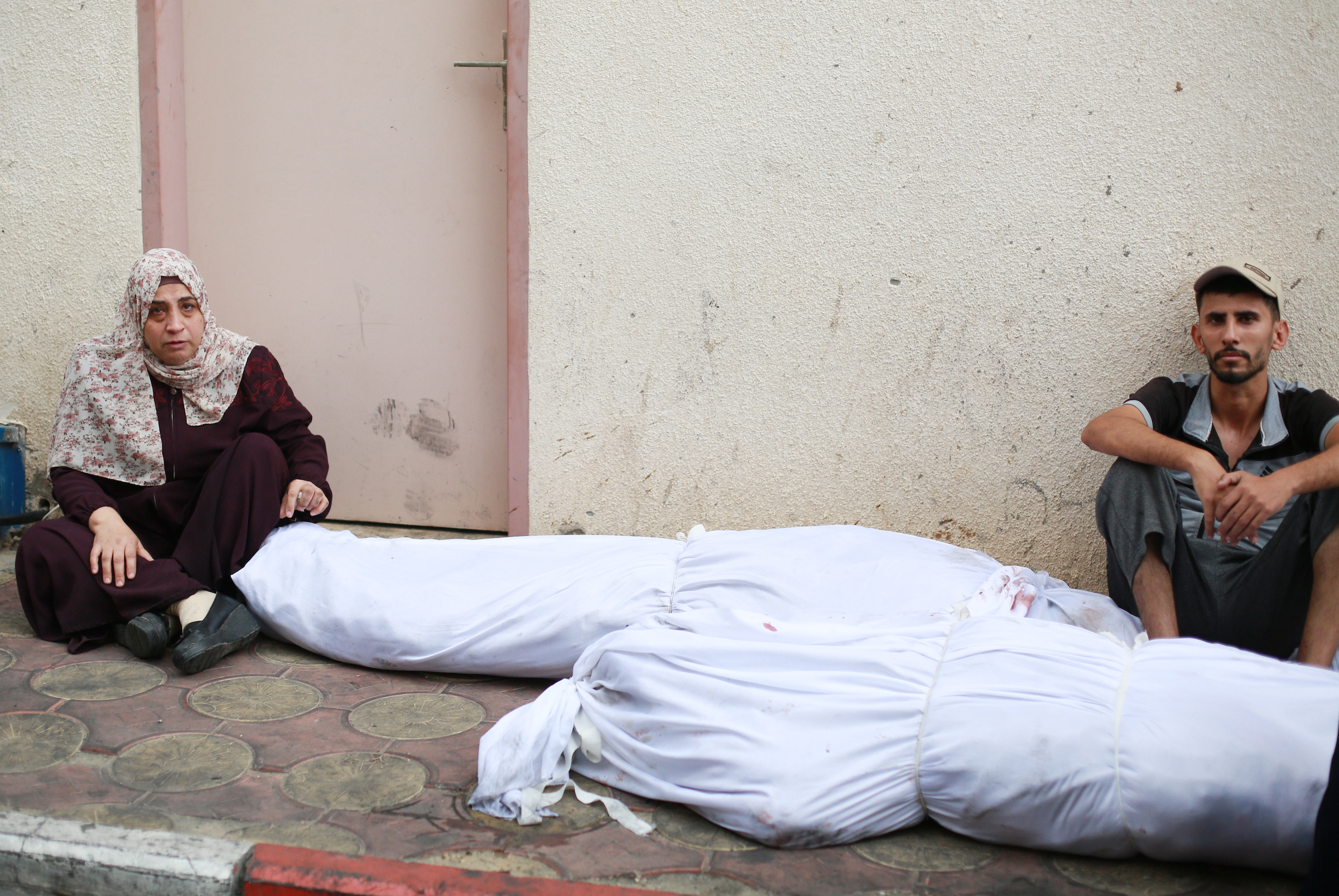
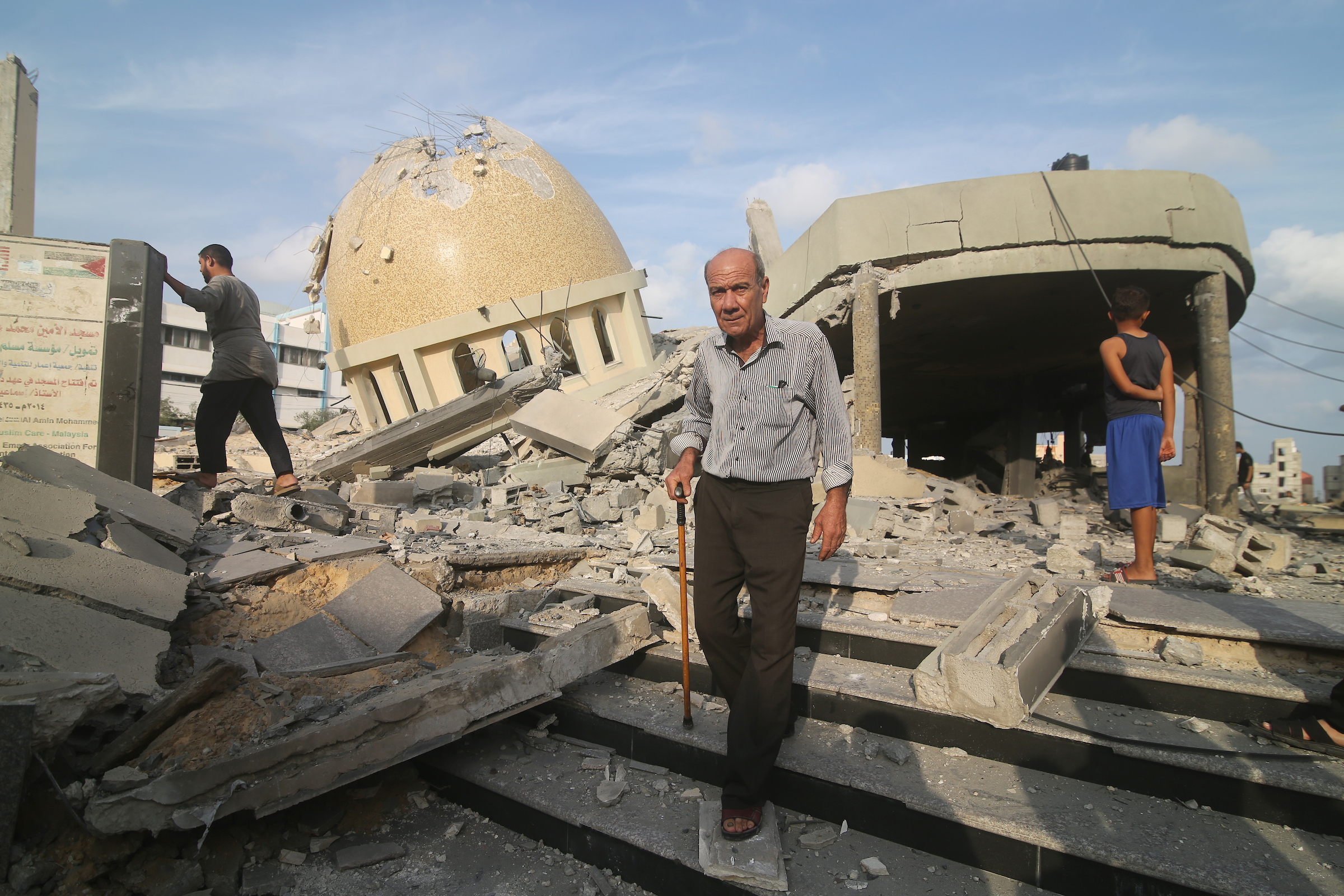
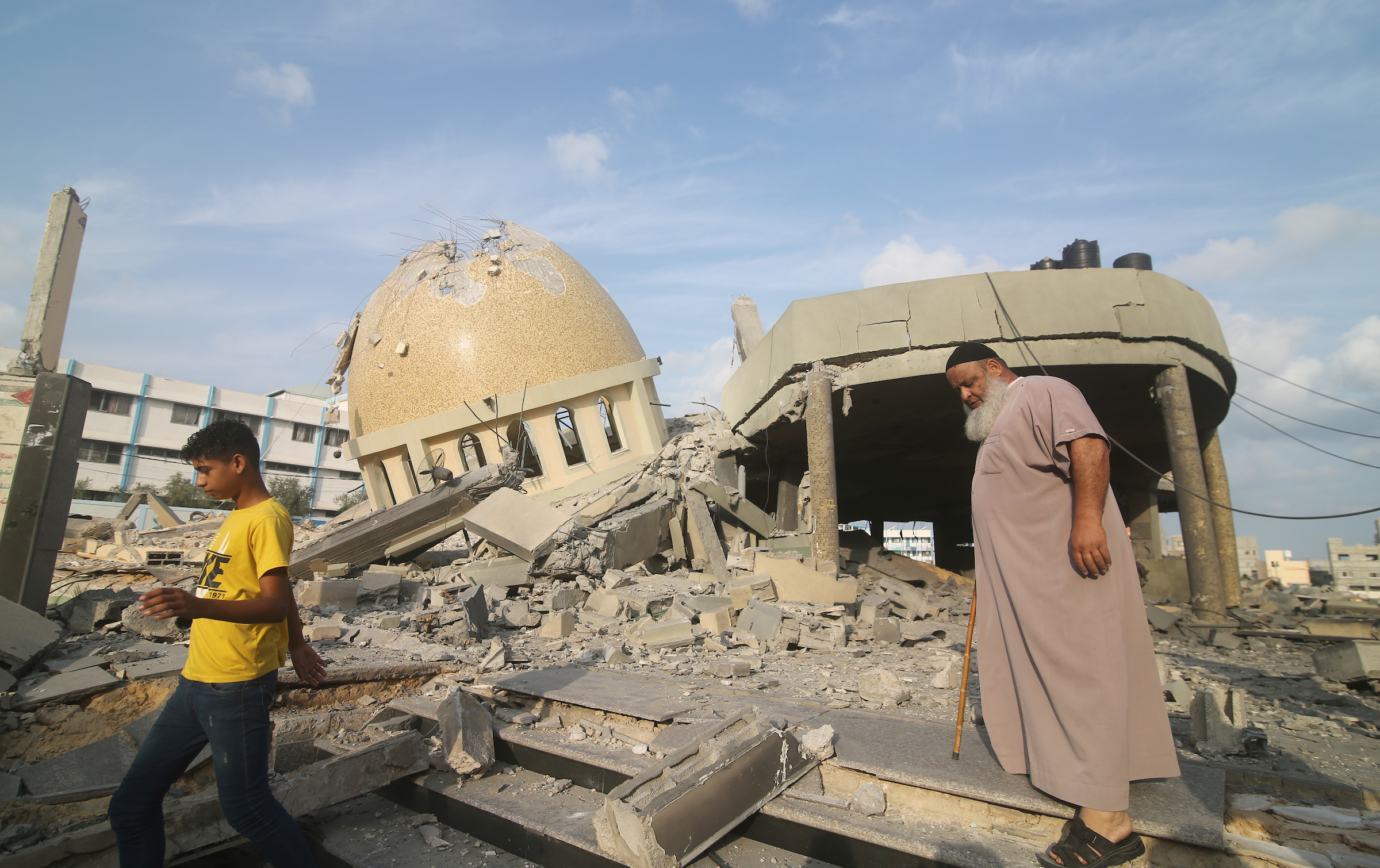
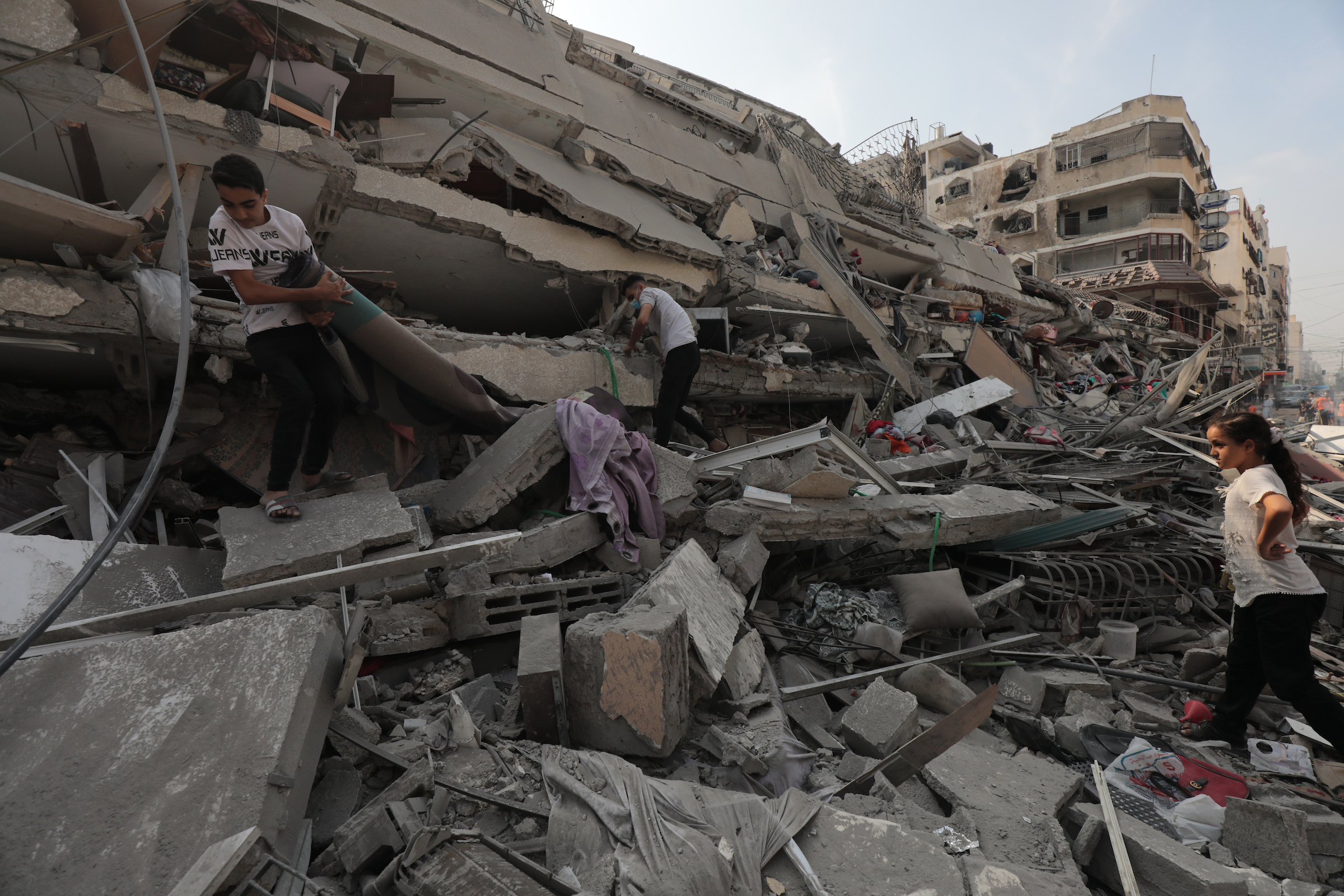
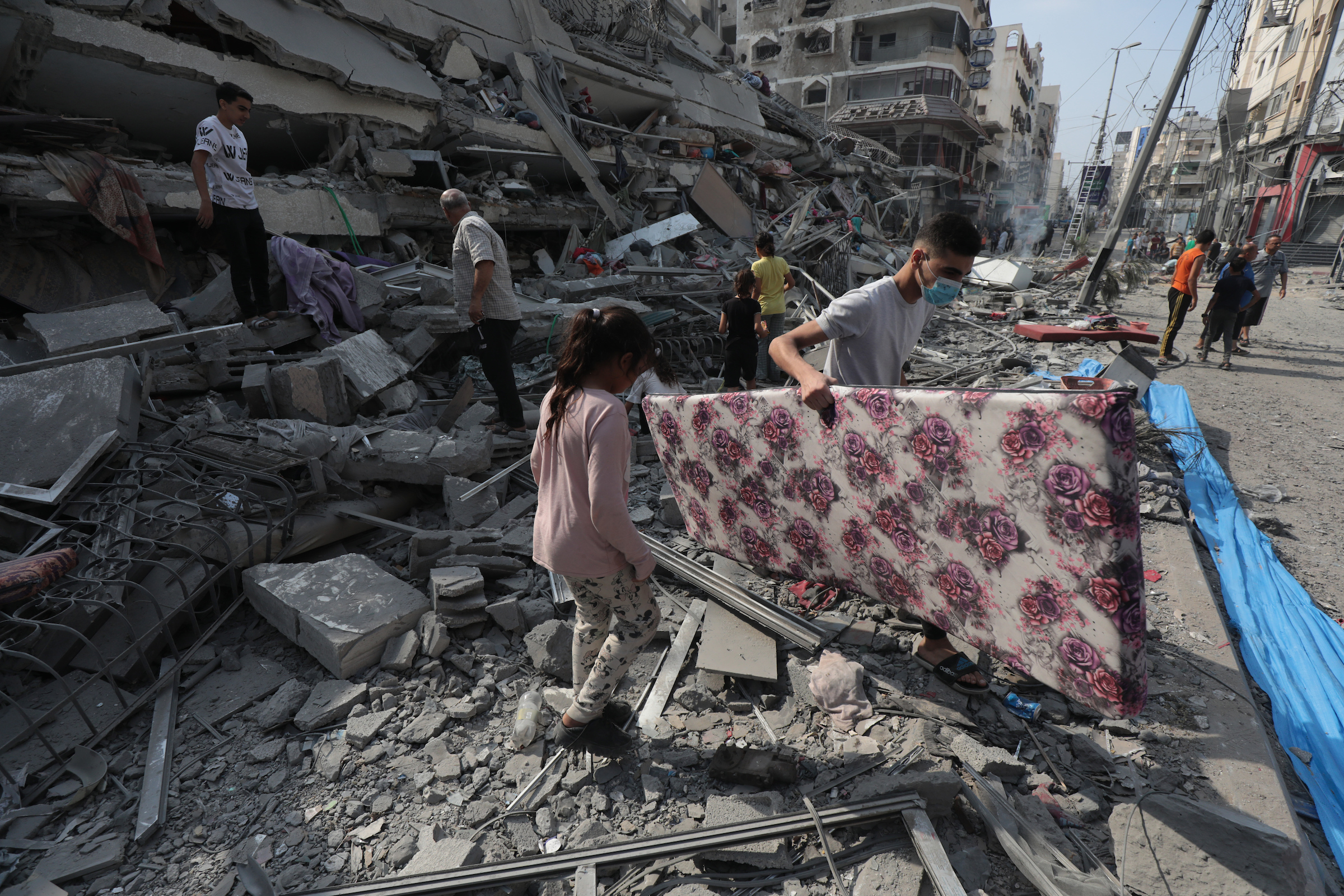
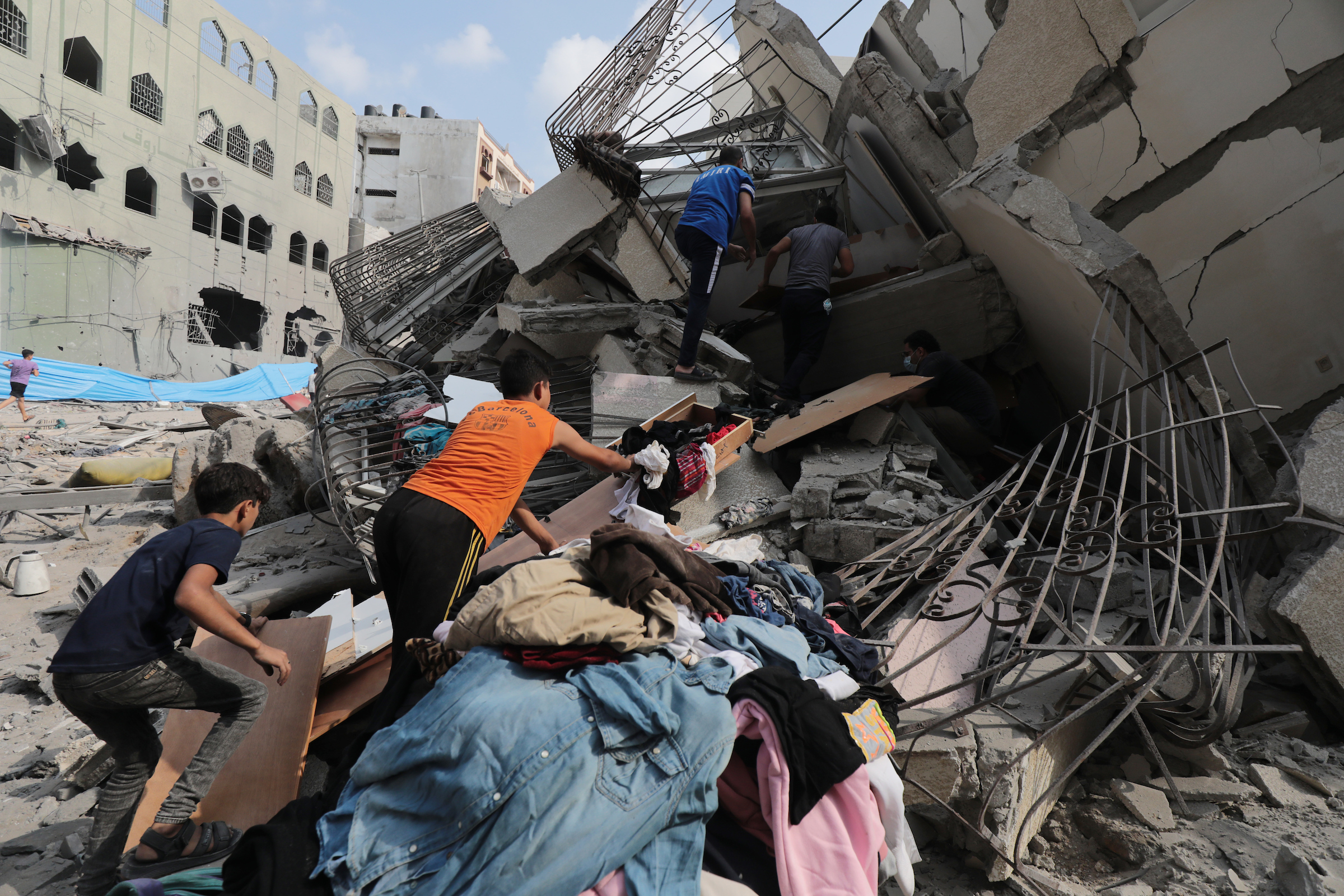
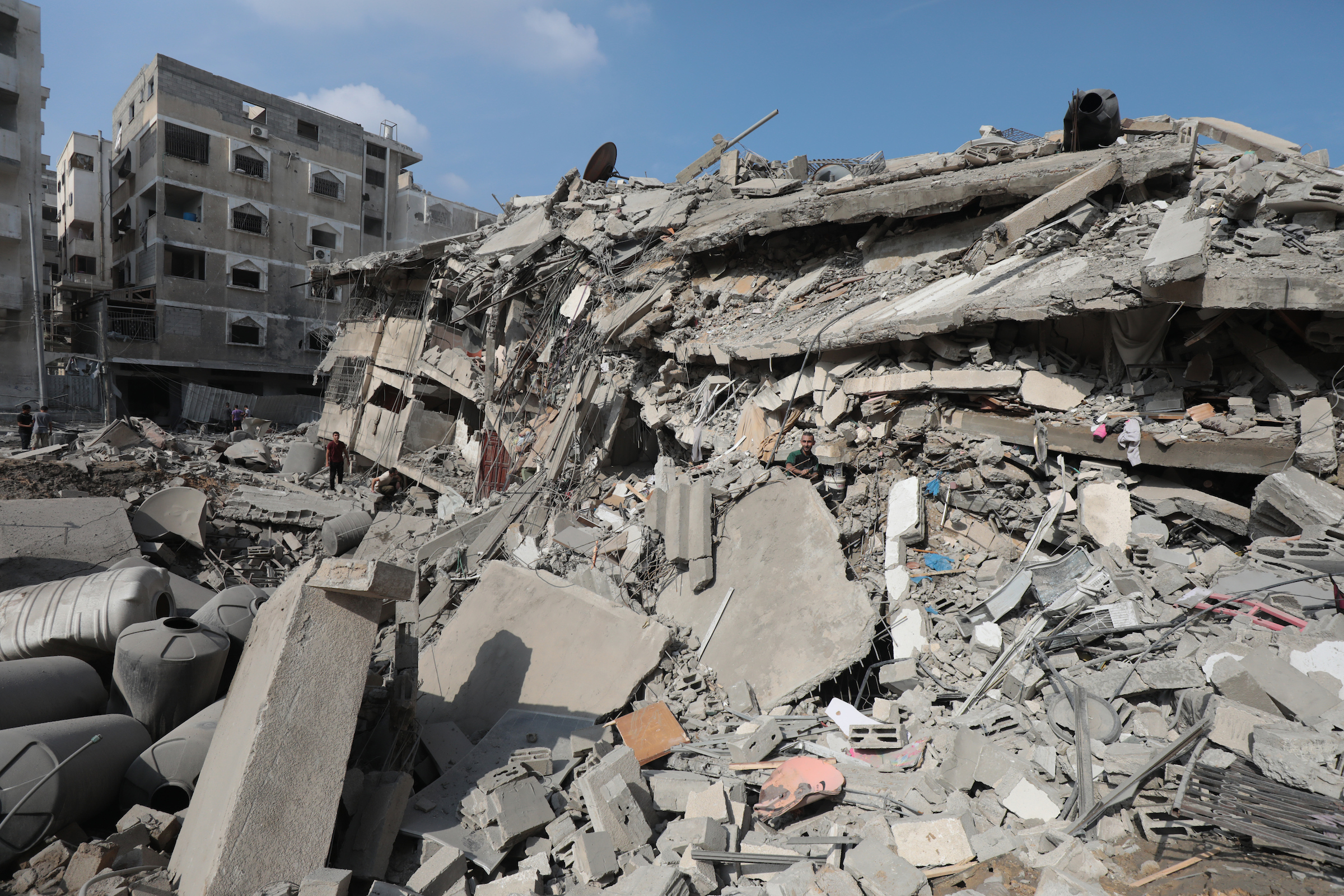
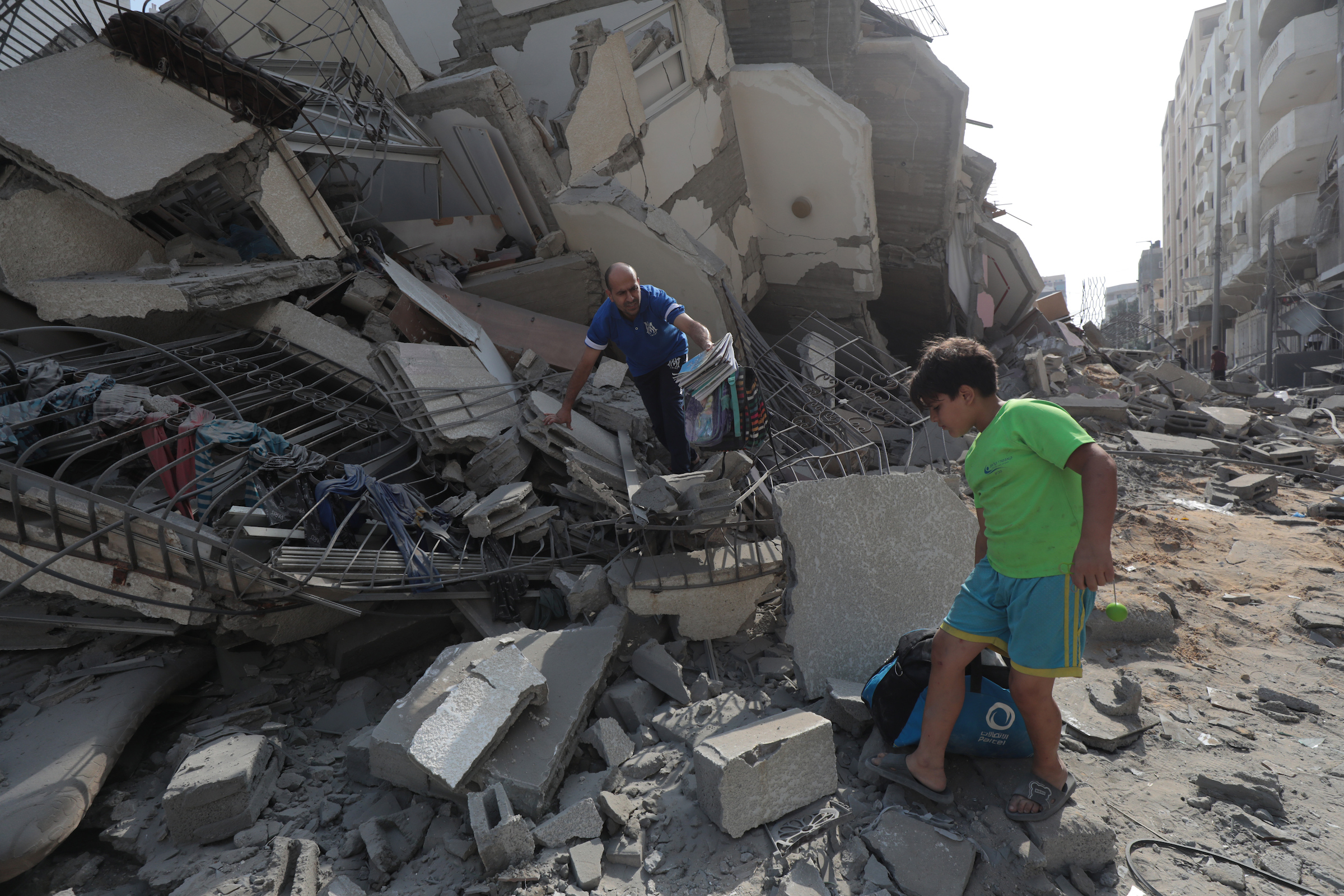
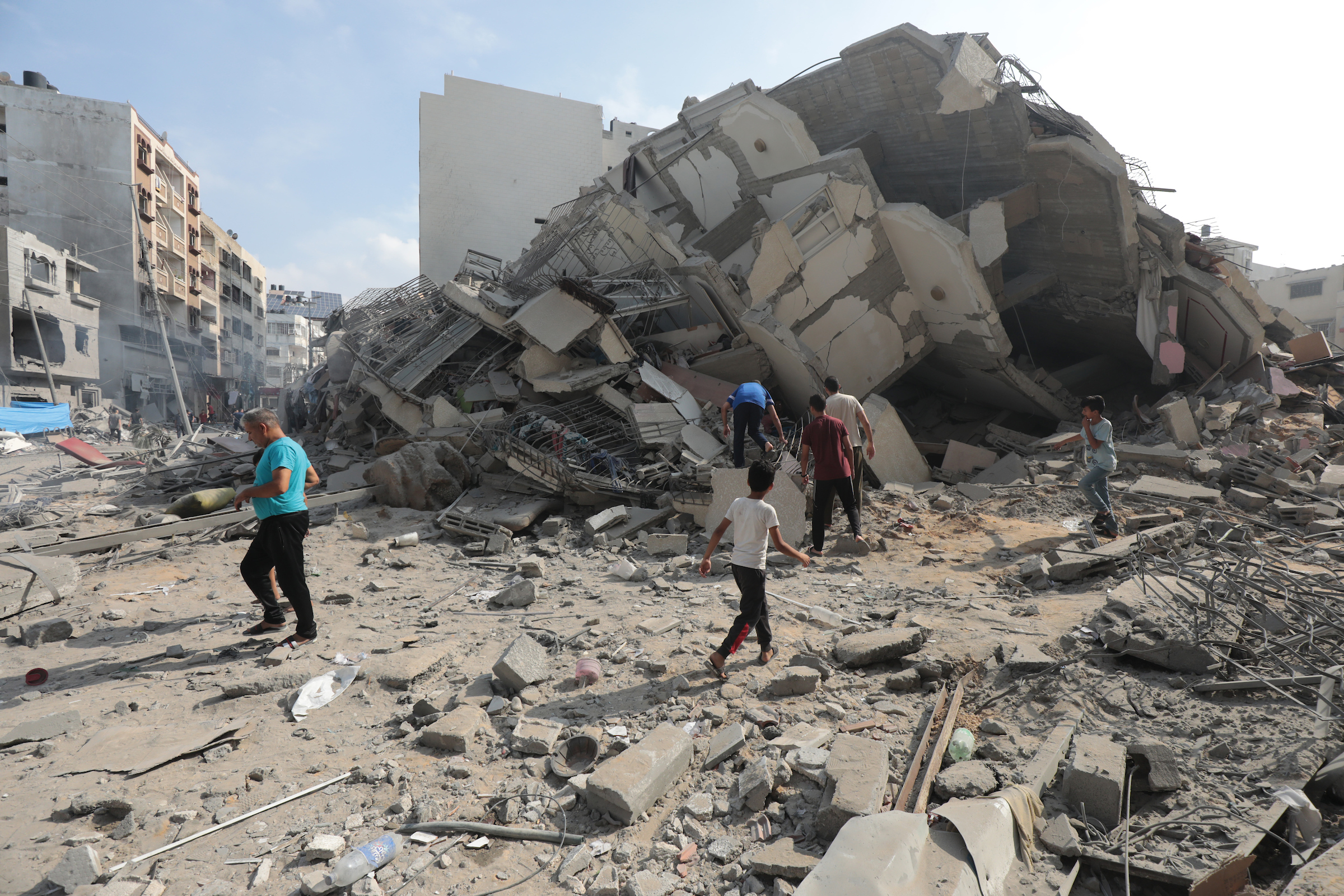
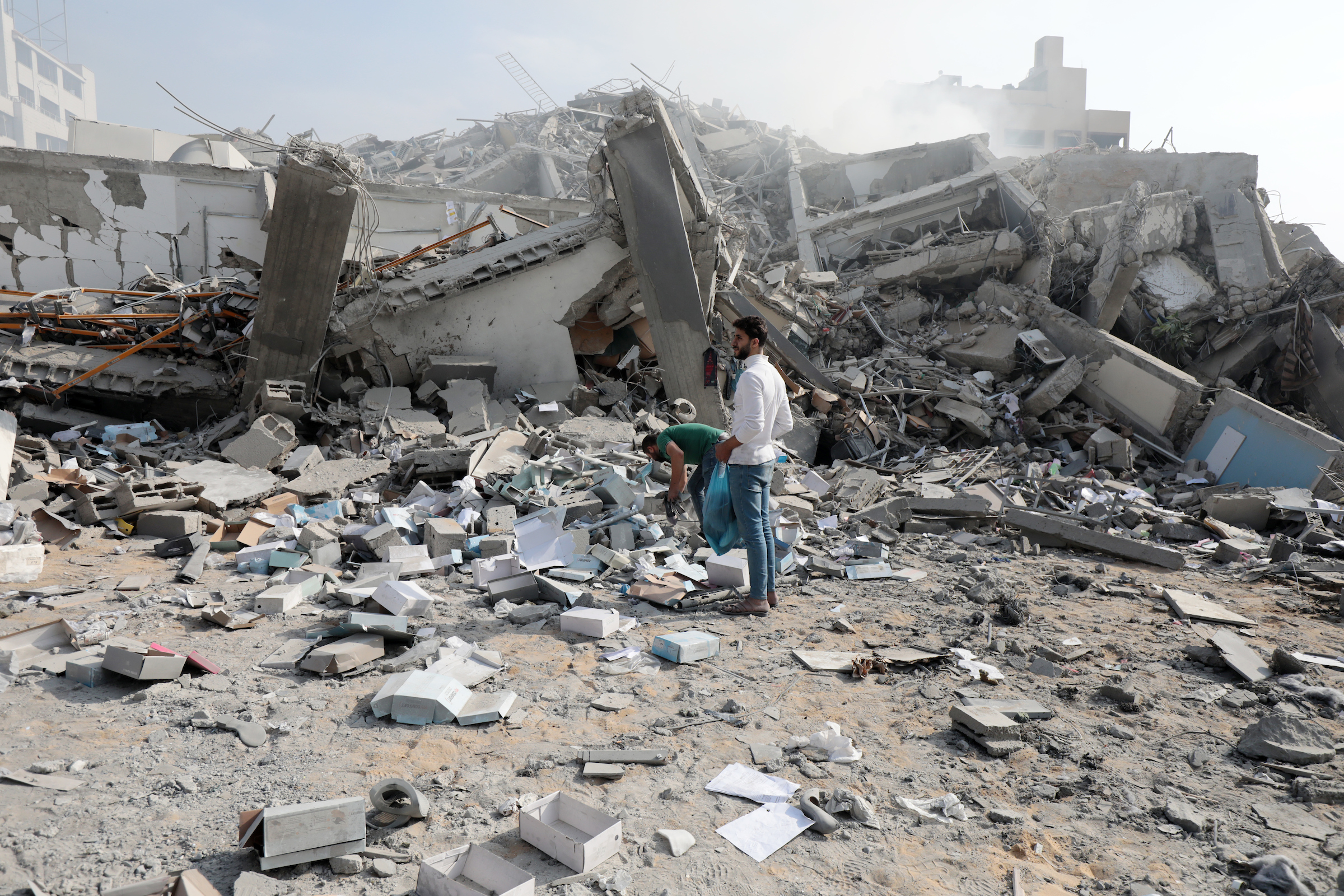
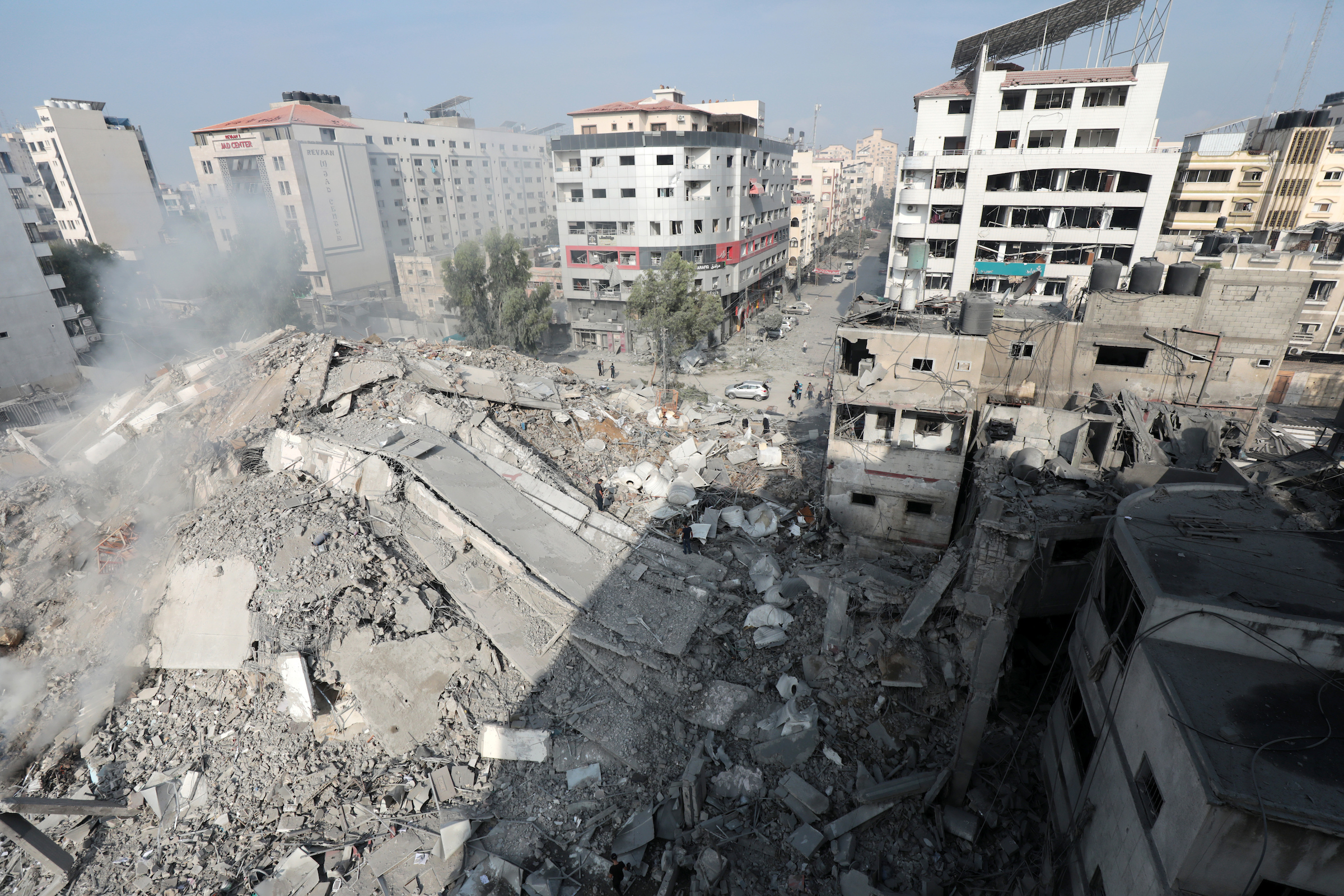
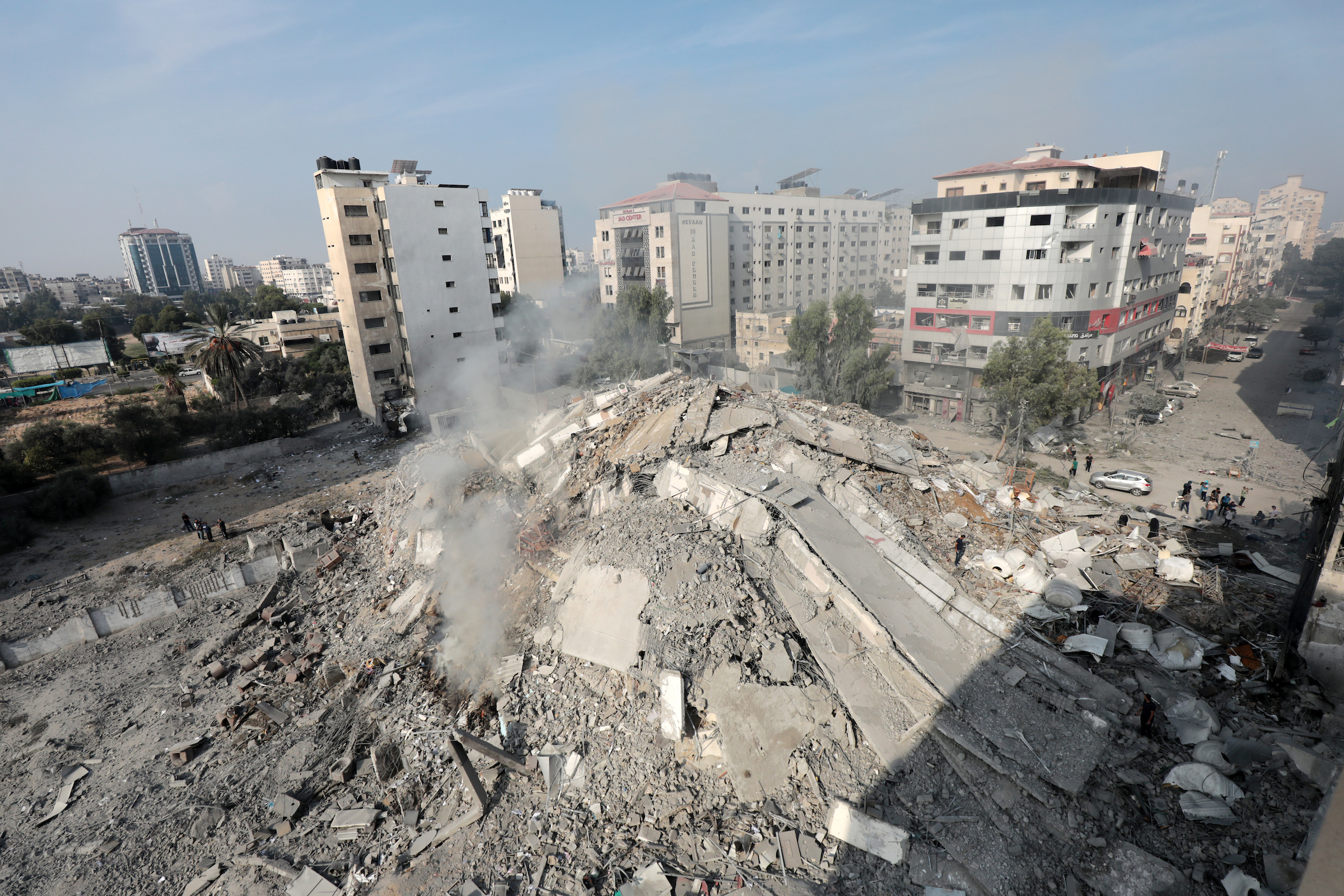
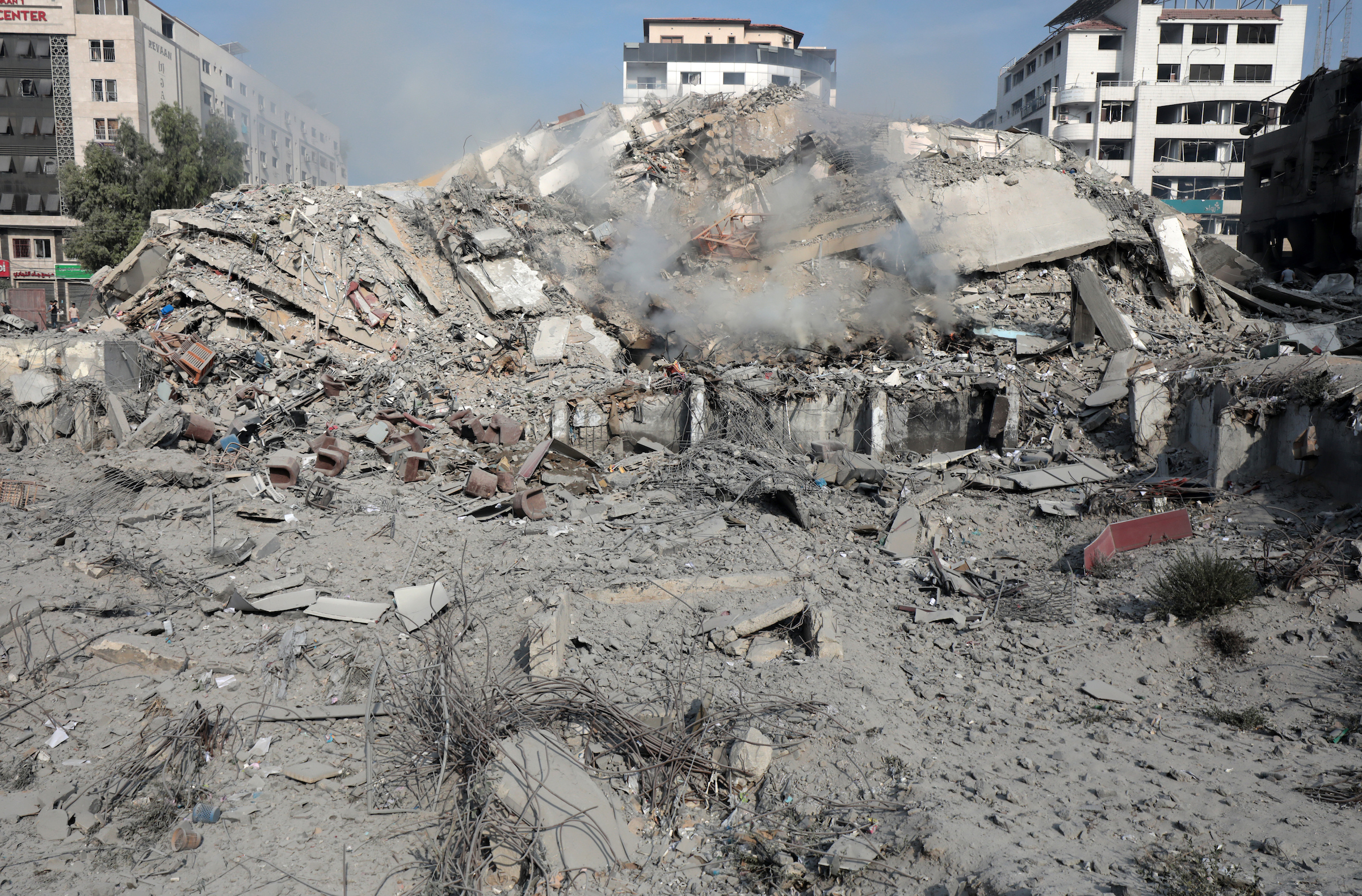
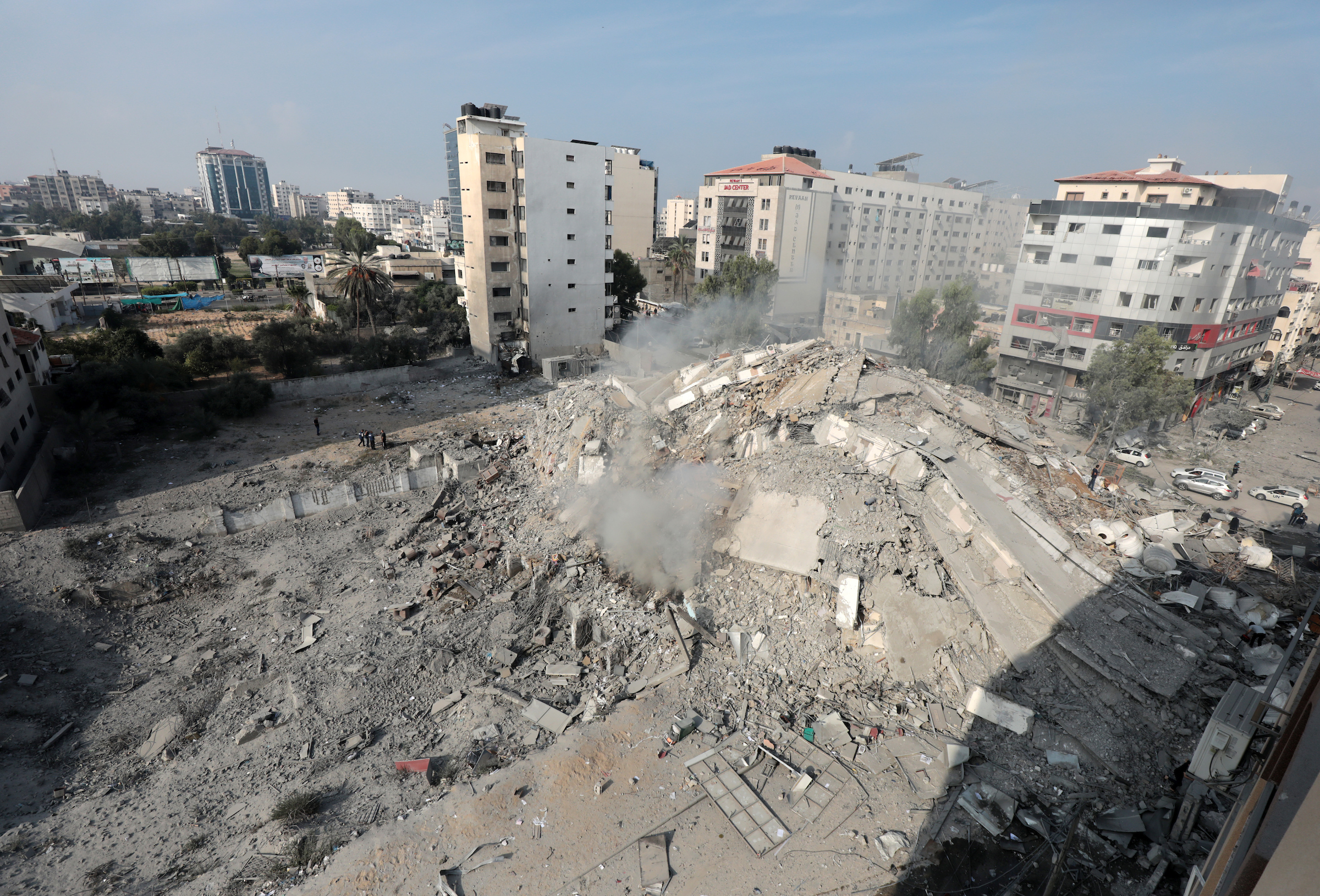
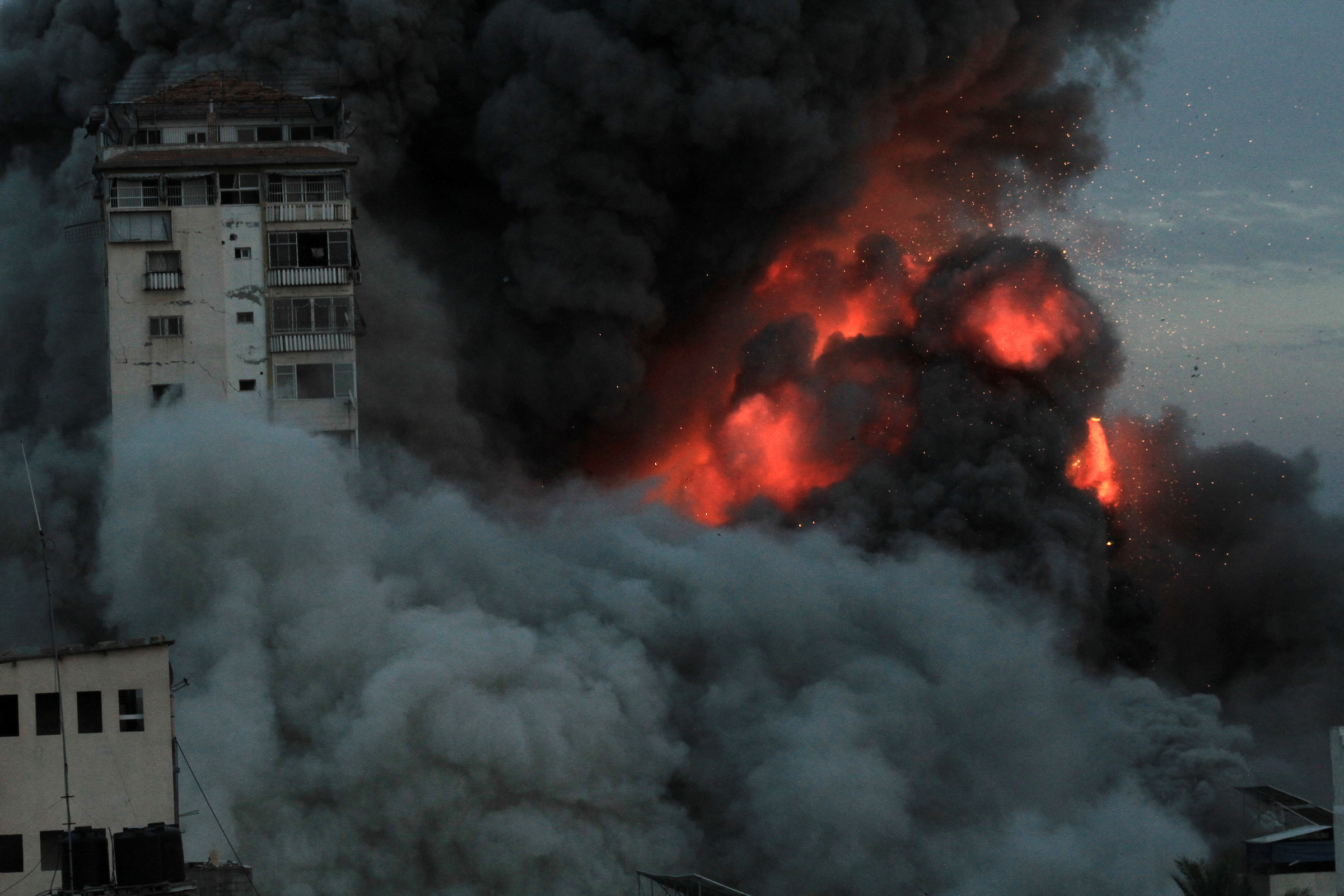
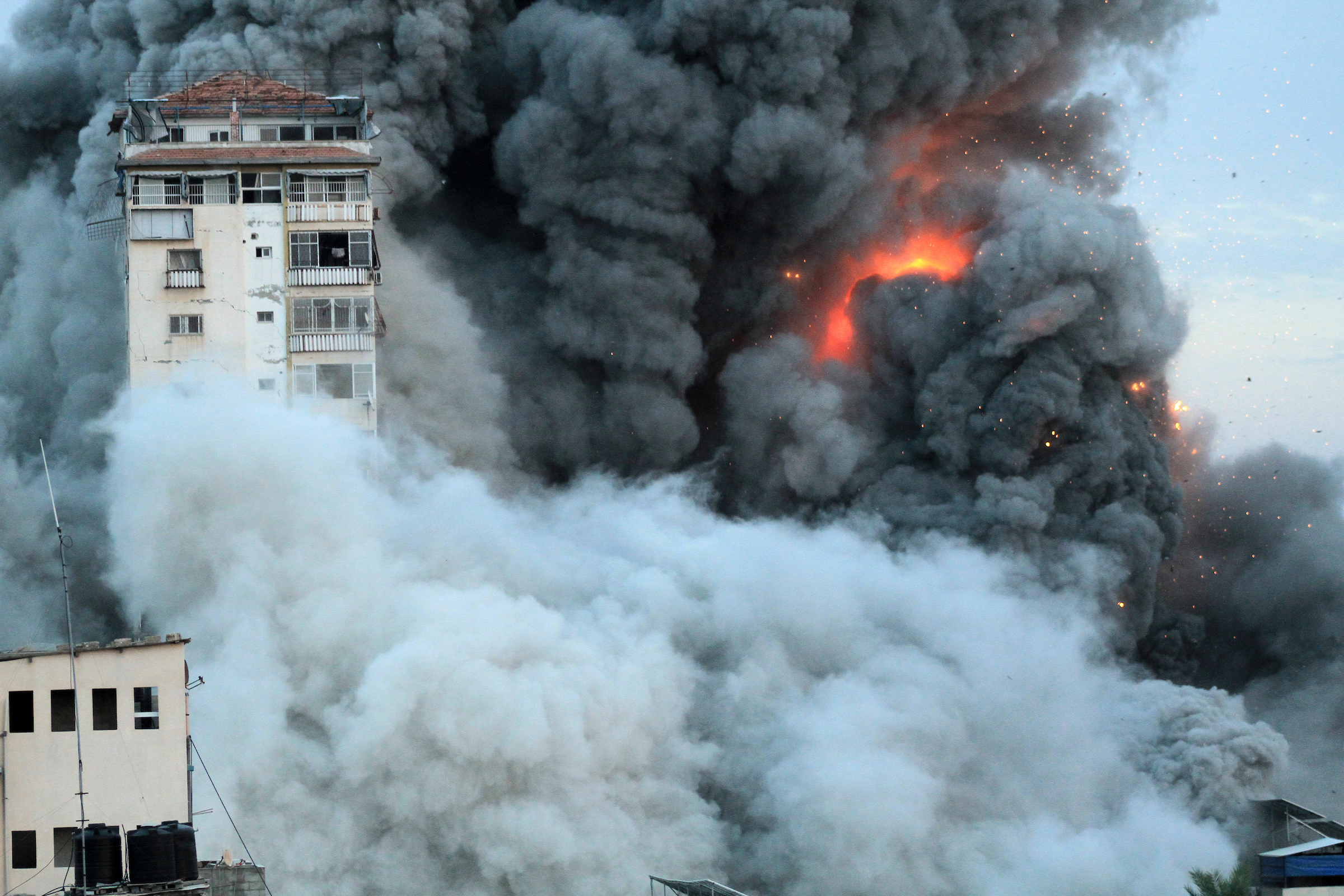
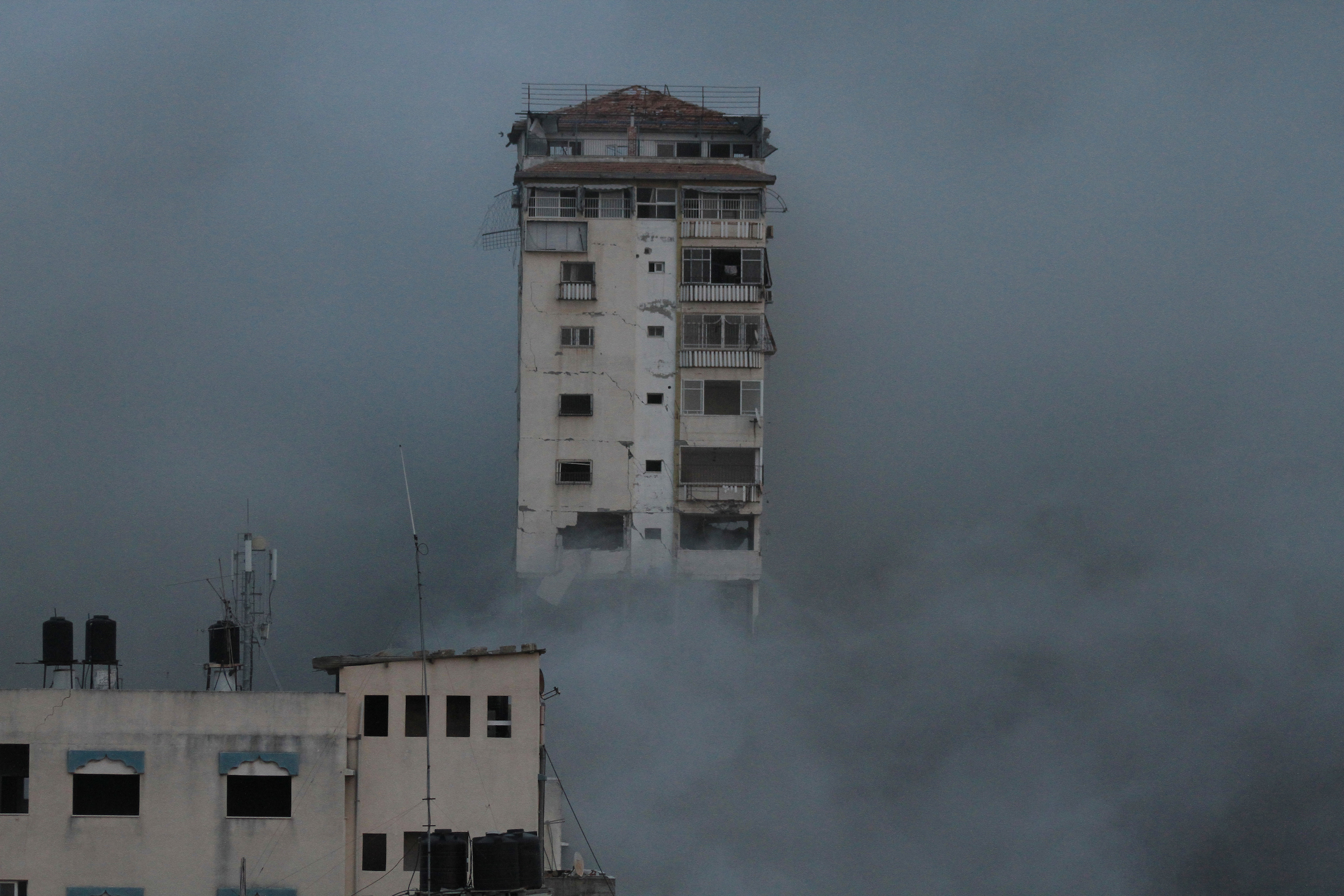
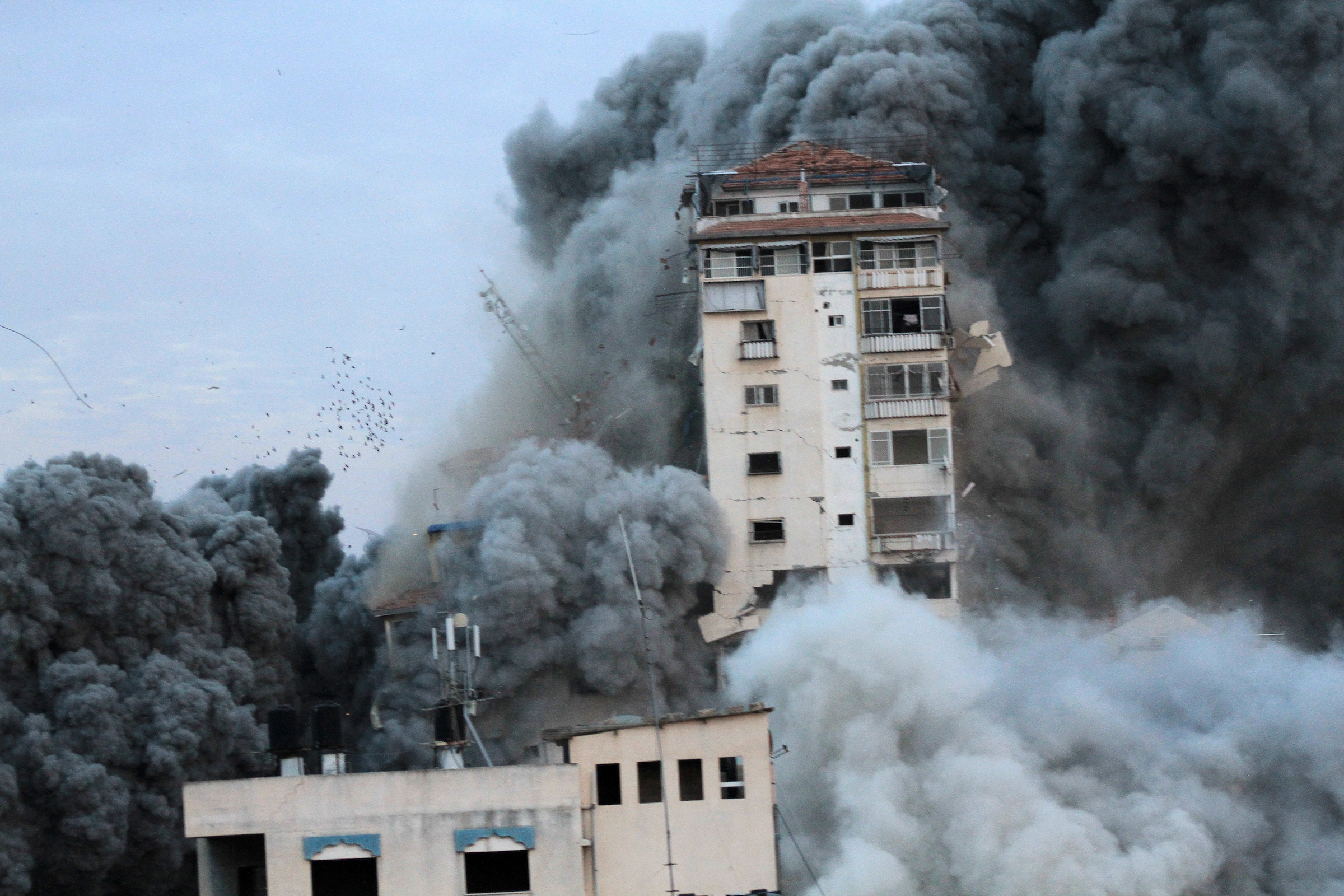

## انظر ایضا
- ضحايا الحرب الفلسطينية الإسرائيلية 2023
- هجمات حزب الله على إسرائيل (2023–الآن)
- جرائم كراهية مرتبطة بالحرب الفلسطينية الإسرائيلية 2023
- القانون الدولي والصراع العربي الإسرائيلي
- الأزمة الإنسانية في غزة 2023
- العنف الجنسي والعنف القائم على النوع الاجتماعي ضد الفلسطينيين خلال الحرب الفلسطينية الإسرائيلية